# Geschichte der Straßenbahn in der Île-de-France

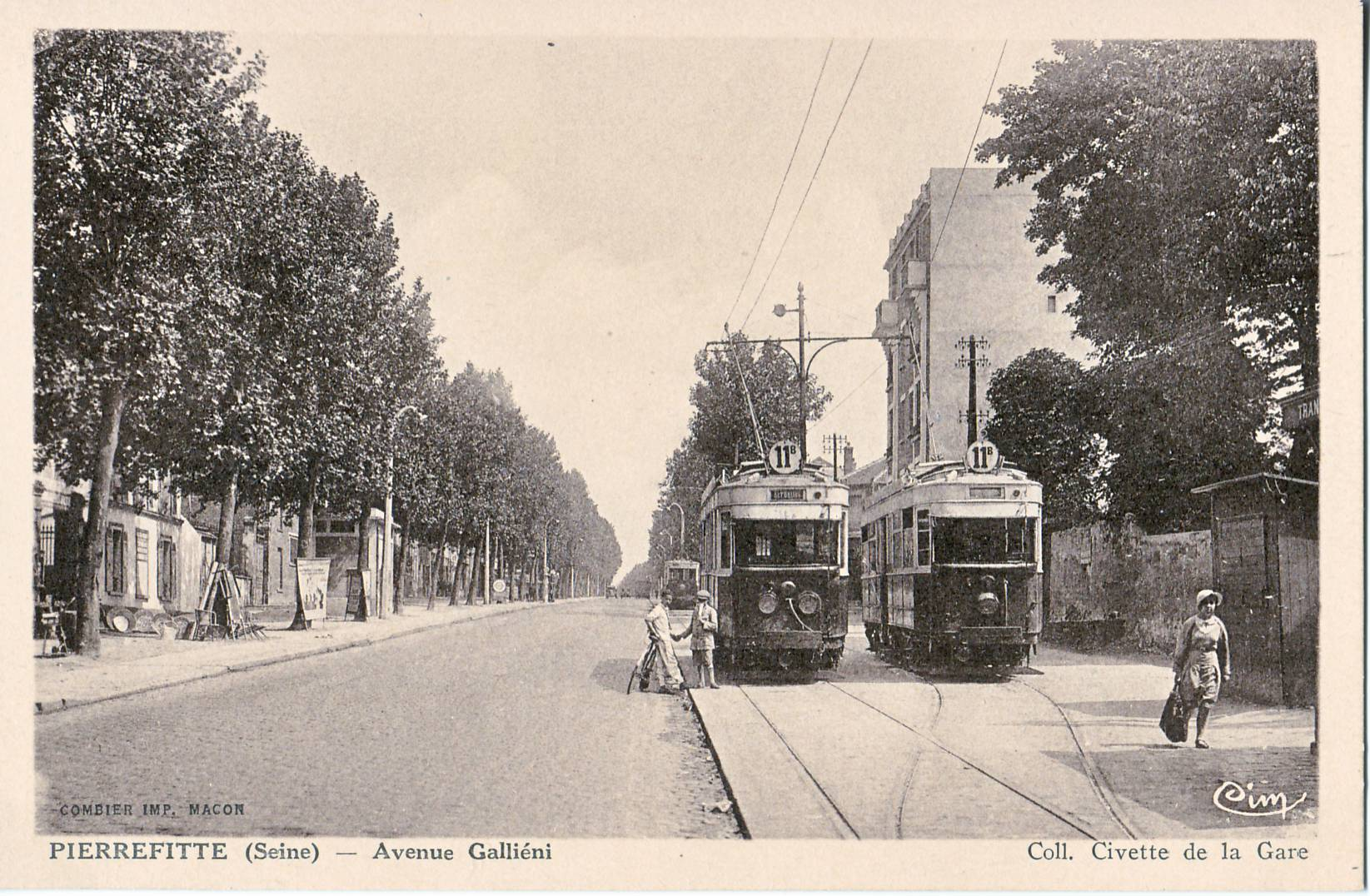
Fahrzeuge der Linie 11b der STCRP in Pierrefitte-sur-Seine (zwischen 1922 und 1936)

Dieser Artikel behandelt die Geschichte der Straßenbahn in Paris sowie deren Ballungsraum Île-de-France zwischen 1853 und 1957. Wie viele Großstädte stützte sich der öffentliche Nahverkehr in der französischen Hauptstadt lange Zeit auf das Verkehrsmittel Straßenbahn, in der Zwischenkriegszeit wurden jedoch nahezu alle Linien eingestellt. Nach der Einstellung der letzten Strecke in den Vororten dauerte es knapp 35 Jahre, bis sie im Rahmen die Renaissance der Straßenbahn in Form der modernen Straßenbahn Île-de-France 1992 wieder in die Stadt zurückkehrte.

## Anfänge (1853): Le Chemin de Fer Américain

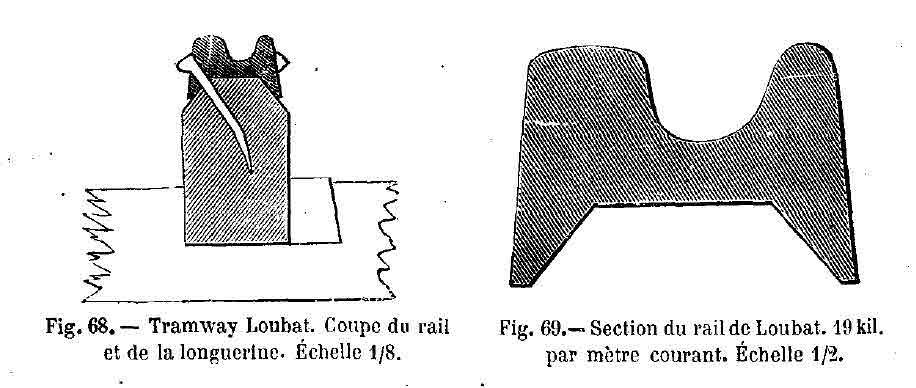
Die Rillenschienen nach dem System Loubat mit U-förmigen Profil wurden auf Längsbalken aufgenagelt und konnten ohne Überstand in die Fahrbahn eingebaut werden

Die erste Pferdestraßenbahn in Paris ging auf die Initiative des französischen Unternehmers Alphonse Loubat zurück, der viele Jahre in den USA gelebt und dort von Pferden gezogene Straßenbahnen kennengelernt hatte. Er meldete 1852 in Frankreich ein Patent auf U-förmige Schienen an, die in die Fahrbahn versenkt werden konnten. Der Nachteil der bisher verwendeten Schienen, die aus der Fahrbahn herausragten und dadurch den restlichen Straßenverkehr behinderten, war bei Loubats Schienen nicht vorhanden. Loubat hatte bereits eine Bahn auf dem Broadway in New York bauen lassen.
Loubat beantragte eine Konzession für eine Pferdestraßenbahn. Sie sollte ganz Paris in West-Ost-Richtung durchqueren und entlang der Seine-Quais verlaufen, von Sèvres und Boulogne nach Vincennes. Loubat wurde verpflichtet, zunächst eine kurze Teststrecke zu bauen und die Brauchbarkeit seiner Planung unter Beweis zu stellen. Das geschah mit einer etwa zwei Kilometer langen Strecke auf dem Quai de Billy (heute Avenue de New York) und dem Quai de la Conférence (heute Cours la Reine), die im November 1853 in Betrieb ging. Die Bahn, mit einer Spurweite von 1540 mm – sie wurde von der Bevölkerung als Le Chemin de Fer Américian ‚die amerikanische Eisenbahn‘ bezeichnet – funktionierte gut. Diese war nach der 1839 eröffneten Straßenbahn Montbrison–Montrond die zweite Straßenbahn der Alten Welt.
Loubat erhielt daraufhin eine Konzession für den Westteil der beantragten Strecke von Sèvres und Boulogne zum Place de la Concorde. Da aber für das Jahr 1855 eine Weltausstellung mit Ausstellungshallen im Stadtzentrum geplant war, durfte die Bahn zunächst nur bis zur Place de l’Alma gebaut werden. Die Strecke endete also ziemlich weit außerhalb des Stadtzentrums und fand daher nur mäßiges Interesse. Inbetriebnahme war im September 1855, also kurz vor Ende der Weltausstellung. Im Rahmen der angestrebten Neuordnung der Omnibusverkehrs wurde Loubat aufgefordert, seine Linie an die neugegründete CGO (Compagnie générale des omnibus) abzugeben, die den Busverkehr in Paris übernehmen sollte. Die Strecke wurde bis zum Place de la Concorde verlängert und mit Wirkung ab dem 1. November 1856 an die CGO übergeben.
Etwa zeitgleich mit dem Vorhaben Loubats entstand eine weitere Pferdestraßenbahn im Westen von Paris: Der Bau einer Linie auf dem linken Seineufer vom Bahnhof in Rueil nach Le Port-Marly wurde im Juli 1854 genehmigt. Die Inbetriebnahme erfolgt in Teilabschnitten: August 1855 Bahnhof nach Rueil; Verlängerung nach Bougival Anfang Dezember 1855 und schließlich Bougival – Port-Marly im Juli 1856. Als Zubringer zur Eisenbahnlinie Paris Gare Saint-Lazare–Saint-Germain-en-Laye war die Bahn bei der Bevölkerung sehr beliebt.
Als weiterer Chemin de Fer Américian wurde eine Linie zwischen Versailles und Sèvres gebaut. Sie hatte in Boulogne Anschluss an die Strecke Place de la Concorde – Boulogne und wurde im November 1857 in Betrieb genommen.

## Compagnie générale des omnibus

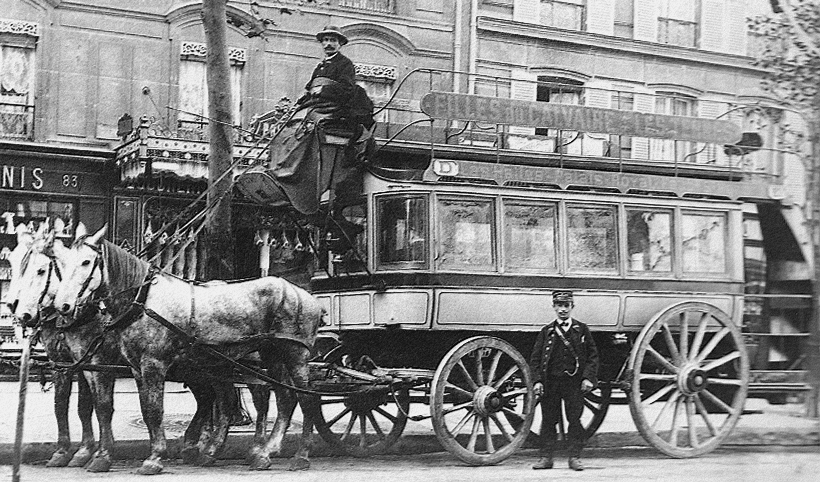
Pferdeomnibus der CGO um 1890

Im Zusammenhang mit der Weltausstellung Paris 1855 beschloss Georges-Eugène Haussmann, der Präfekt des damaligen Départements Seine, den Verkehr der Pferdeomnibusse neu zu organisieren. Per Dekret setzte Haussmann ein Monopol für den öffentlichen Nahverkehr in Paris durch, wodurch konkurrenzierende Unternehmen verhindert werden sollten und die Anzahl Omnibusse reduziert wurde. Es entstand 1855 die Compagnie générale des omnibus, kurz CGO genannt, welche die zehn vorhandenen Omnibusgesellschaften aufkaufte und 25 Linien in der Stadt betrieb. Sie zahlte jährlich eine Pacht von 640 000 Francs an die Stadt und durfte dafür bis zu 350 Fahrzeuge einsetzen, für jedes zusätzliche waren 1000 Francs zu entrichten. 1856 erwarb die CGO die Konzession für die Pferdestraßenbahn Vincennes–Pont-de-Sèvres von Loubats. Die ersten Fahrzeuge hatten 26 Plätze – genau wie die Pferdeomnibusse. Ab 1859 gab es Wagen mit 42, ab 1864 mit 50 Plätzen.
Anlässlich der Erweiterung des Pariser Stadtgebietes durch Eingemeindungen im Jahr 1860 wurde auch die Konzession für die CGO angepasst, das heißt auf die neuen Bezirke erweitert, die Dauer der Konzession von 30 auf 50 Jahre verlängert und die jährliche Pachtgebühr entsprechend modifiziert.
Es war eine Zeit des technischen Umbruchs und die Straßenbahngesellschaften experimentierten in den Jahren 1850 bis 1900 auch mit Omnibussen und Oberleitungsbussen.

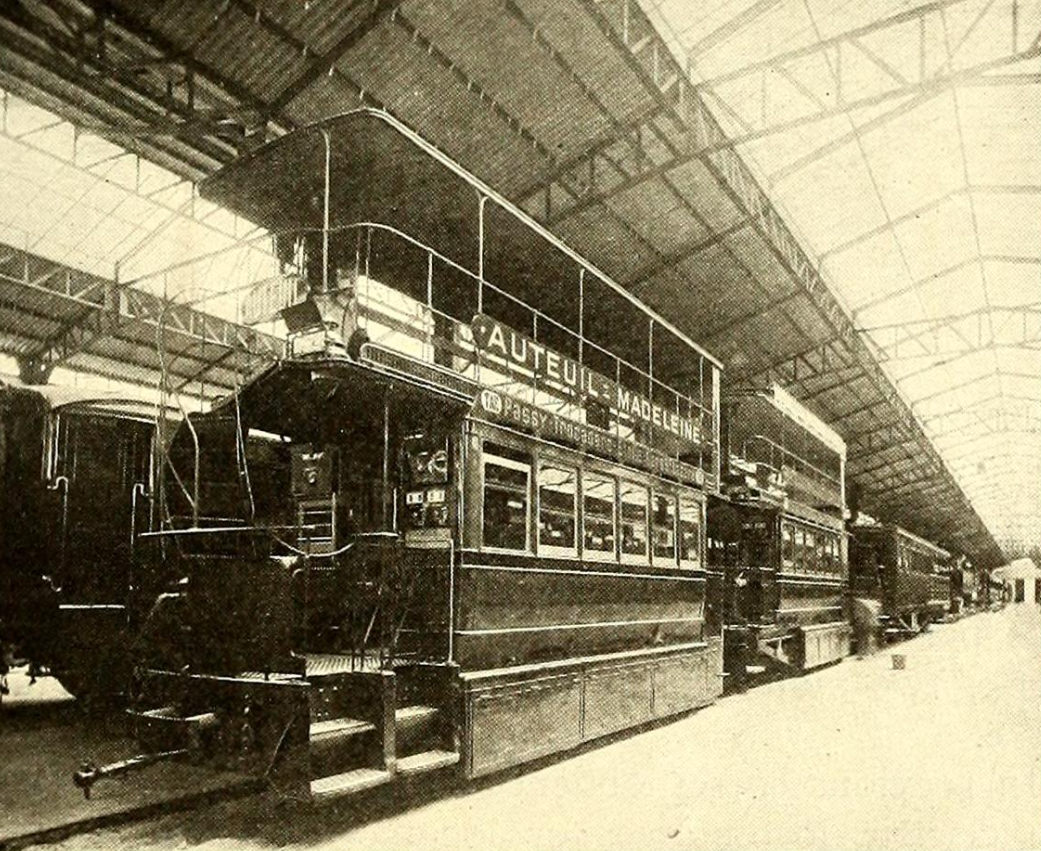
Drucklufttriebwagen Nr. 128 der CGO auf der Weltausstellung Paris 1900

Lange Zeit setzte die CGO auf Pferdegespanne: Noch zwischen 1892 und 1900 baute sie zwölf neue Strecken mit Pferdebetrieb, obwohl der bevorstehende Systemwechsel hin zum mechanischen und vor allem zum elektrischen Antrieb überall in Europa sichtbar wurde. Die Zahl der Pferde für den Straßenbahnbetrieb wurde von 4200 auf fast 5000 erhöht. Außerdem hatte die CGO weitere 11 000 Pferde für die Pferdeomnibusse in ihren Stallungen. 1899 betrieb die CGO 36 Linien mit einer Gesamtlänge von 244 Kilometern. Der Pferdebestand der CGO erreichte mit mehr als 17 300 Tieren im Jahr 1899 seinen Höchststand, um in den Folgejahren – wegen der nun auch in Paris einsetzenden Mechanisierung des Antriebs – kontinuierlich abzunehmen. An der Weltausstellung Paris 1900 zeigte die CGO mit Ölmotor- und Drucklufttriebwagen, aber auch Dampfstraßenbahnwagen und Akkumulatortriebwagen, die auf ihrem Streckennetz eingesetzt wurden. Aufgrund der neuen Antriebsarten sank der Pferdebestand 1907 zum ersten Mal unter die zehntausender Grenze.

## 1870–1885

### Deutsch-Französischer Krieg 1870/71 und die Straßenbahnen der Ile-de-France
Dieser Krieg störte das Straßenbahnwesen empfindlich: durch die Belagerung von Paris konnten keine Nahrungsmittel mehr in die Stadt gebracht werden. Die Verbindungen mit der Banlieue waren unterbrochen. Die Vorräte an Hafer und Futter für die Zugpferde schmolzen rasch dahin; nach Beschlagnahme von Fahrzeugen und Zugtieren mussten die Verkehrsleistungen stark eingeschränkt werden. Zuletzt wurden die Pferde zur Ernährung der Bevölkerung geschlachtet. Nach dem Krieg wurden in aller Eile neue Pferde gekauft, sogar in England, die sich aber als ungeeignet für den Einsatz vor Pferdeomnibussen und -straßenbahnwagen erwiesen.

### Pläne für ein Straßenbahnnetz
Seit der Mitte der 1850er Jahre hatte sich das Straßenbahnnetz nicht weiterentwickelt. Aber in der Zwischenzeit waren die Vorstädte gewachsen und verlangten, besser an Paris angebunden zu werden. Zunächst erhielt die CGO die Erlaubnis, die „Amerikanische Bahn“ von der Place de la Concorde, vorbei am Louvre bis nach Vincennes zu verlängern. Der Westabschnitt Versailles – Louvre wurde im Juni 1873 fertiggestellt. Die Strecke Louvre – Vincennes wurde als eigenständige Strecke ab Ende August 1875 in Betrieb genommen.
1873 genehmigte der Staat dem Département die Schaffung von weiteren elf Linien. Die innerstädtischen Linien sollten von der CGO betrieben werden. Für die zu schaffenden Radiallinien, welche aus dem Stadtzentrum bis in die Vororte gehen sollen, wurden zwei neue Gesellschaften zugelassen: die Compagnie des Tramways Nord de Paris und die Compagnie des Tramways Sud. Sie hatten im Norden die Gemeinden von Suresnes und Courbevoie bis Pantin und im Süden die Gemeinden von Montreuil und Charenton bis Clamart anzubinden.
Die Compagnie des Tramways Nord eröffnete ihre erste Strecke, Courbevoie (Pont de Neuilly) – Etoile, im September 1874. Die CGO nahm die Strecke Etoile – La Villette (mit der Linienbezeichnung TD) im Juni 1875 in Betrieb. Die Tramways Sud eröffnete ihre Linie 1, Porte de Châtillon – Saint-Germain-des-Prés, im November 1875. Die weiteren Linien dieses Netzes gingen zwischen 1875 und 1878 in Betrieb.

### Fahrzeuge und Strecken

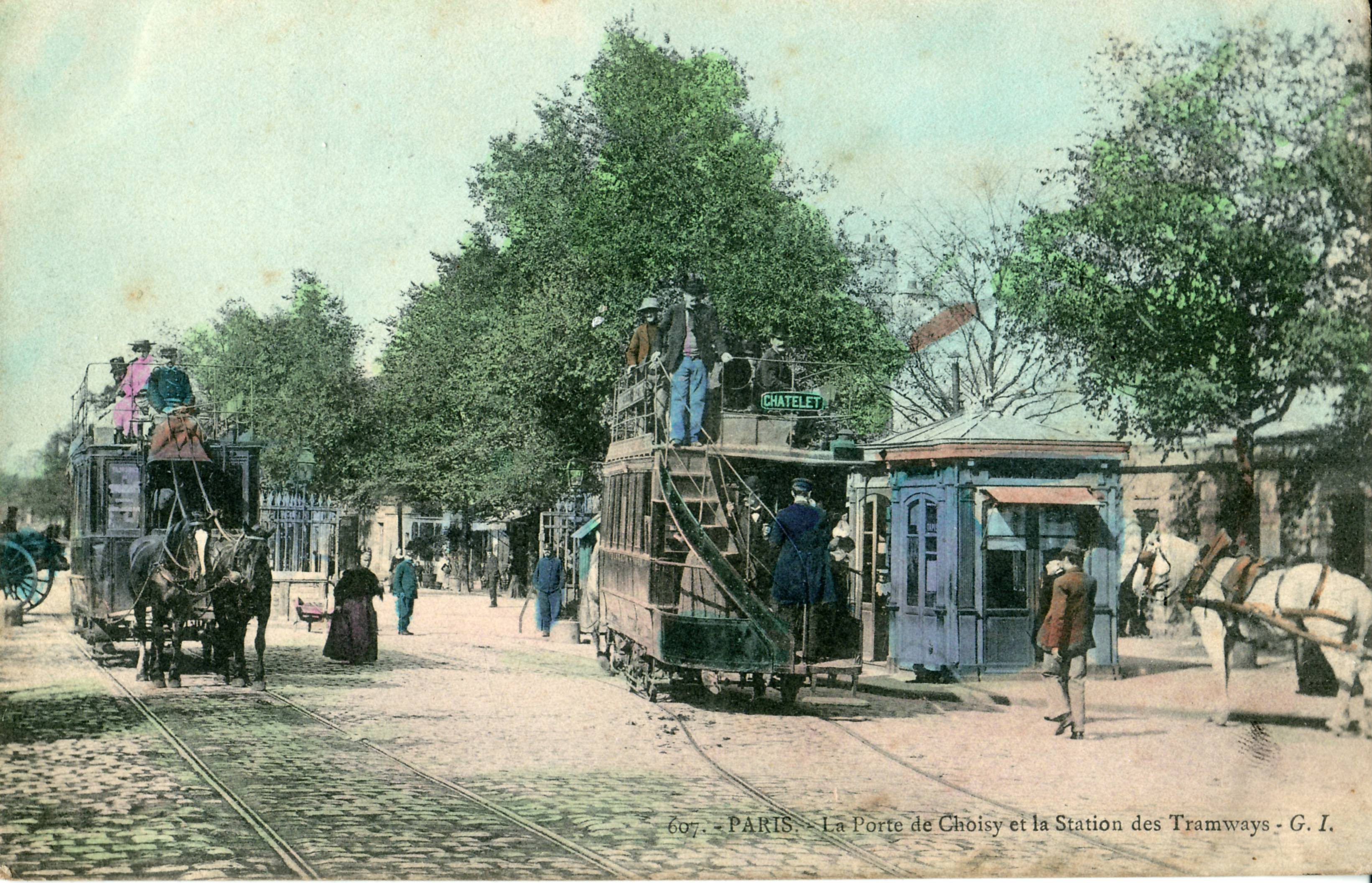
Zwei Doppelstockwagen der Pferdebahn an der Porte de Choisy

Die anfangs verwendete Spurweite von 1540 mm wurde zugunsten der Normalspur (1435 mm) aufgegeben. In Paris wurden meist zweigleisige Strecken in der Straßenmitte angelegt. In den Vororten waren eingleisige Strecken mit Ausweichstellen, die am Straßenrand verliefen, vorherrschend. Es gab auch keine festen Haltestellen: Man gab dem Kutscher ein Zeichen anzuhalten, wenn man einsteigen und dem Schaffner, wenn man aussteigen wollte. Die geringe Geschwindigkeit der Fahrzeuge führte dazu, dass oft in den fahrenden Wagen ein- bzw. aus dem fahrenden Wagen ausgestiegen wurde.
Manche Gesellschaften hatten Doppelstockwagen (genannt Voiture à impériale), andere nicht. Manche Fahrzeuge waren symmetrisch aufgebaut, d. h. sie konnten an der Endstation zurückfahren, ohne wenden zu müssen. Es genügte, die Pferde an das andere Ende umzuspannen. Außerdem hatten nur die Räder einer Fahrzeugseite einen Spurkranz. Dadurch konnte sie leichter aus den Schienen genommen werden, wenn ein Hindernis auf dem Gleis umfahren werden musste.

### Erste Versuche zur Mechanisierung

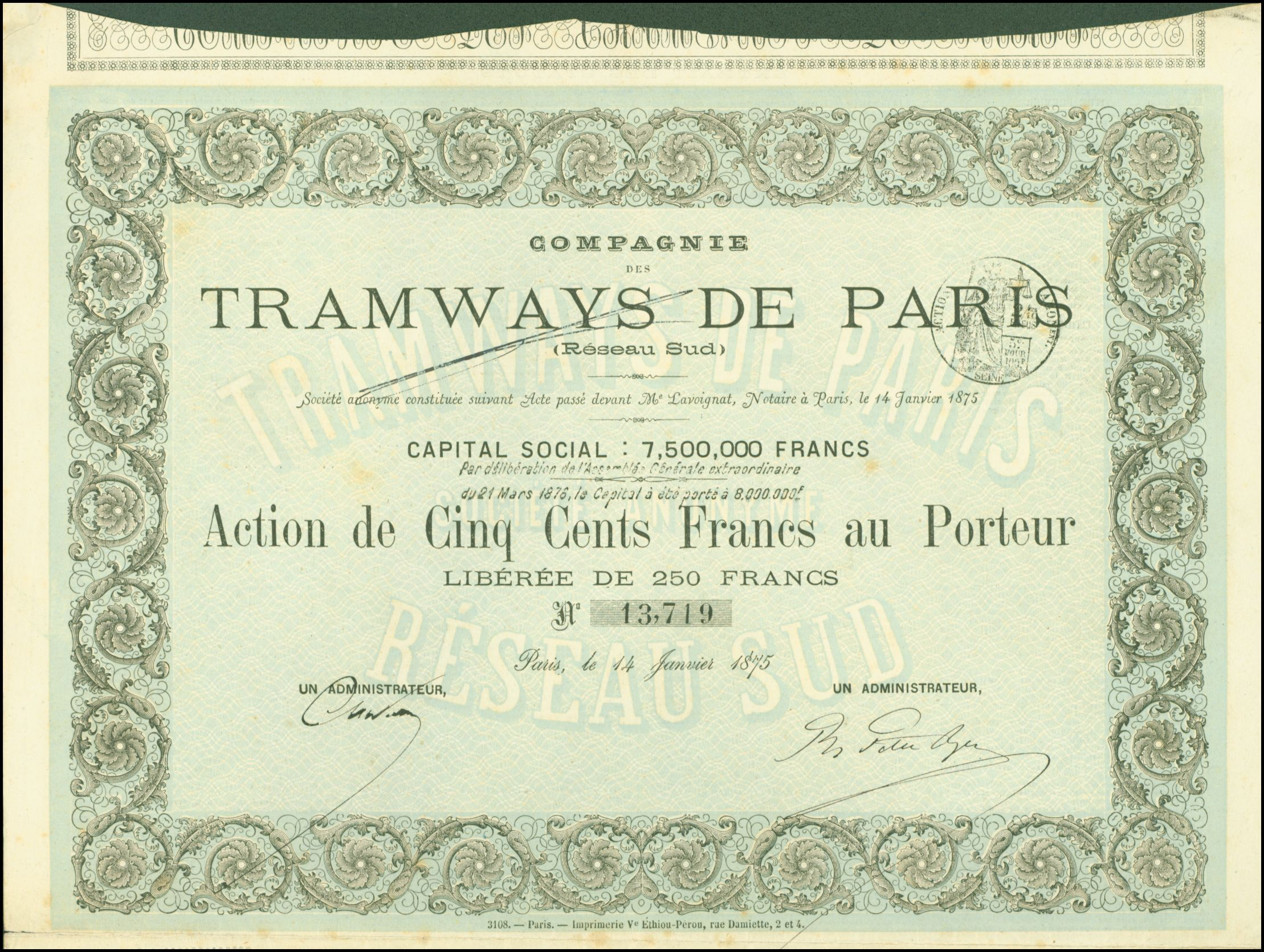
Aktie der Compagnie des Tramways de Paris (Réseau Sud) vom 14. Januar 1875

Als Ausweg aus dem teuren Bahnbetrieb mit Pferdegespannen bot sich – genau wie auf den Fernbahnen – die Dampflokomotive an. Nun hatten aber die städtischen Behörden für Paris den Einsatz von Dampflokomotiven auf Straßenbahngleisen verboten. Es mussten also kleinere, weniger rußende Lokomotiven gefunden werden, die auch für den Einsatz auf den leicht gebauten Gleisanlagen geeignet waren.
Den ersten Versuch unternahm im Jahr 1875 die Compagnie des Tramways de Paris (Réseau Sud) mit einer Kleinlokomotive, die einen Doppelstock-Beiwagen ohne Zwischenfälle über die Strecke Porte de Châtillon – Saint-Germain-des-Prés brachte. Darauf wurde der Gesellschaft die Erlaubnis erteilt, die Linie Montparnasse – Place Valhubert auf diese Weise zu betreiben. Ab August 1876 waren dort Loks des Herstellers Harding mit einem Beiwagen unterwegs: weltweit die erste, regelmäßig befahrene Straßenbahnlinie mit Dampfbetrieb. Ab 1877 wurde auch die Linie Bastille – Saint-Mandé mit Harding-Maschinen befahren. Da die Behörden aber die Anwesenheit von zwei Personen auf der Lokomotive verlangten, konnten die erhofften Kosteneinsparungen nicht realisiert werden. 1878 kehrte man wieder zur Pferdebespannung zurück.
Auch die Tramways Nord unternahmen im November 1877 auf ihrer Linie A, Courbevoie – Etoile, Testfahrten mit einer Winterthur-Lokomotive, die sie sich bei der Straßenbahn Genf ausgeliehen hatten. Anschließend wurden 17 Lokomotiven bei Winterthur bestellt und ab August 1878 auf dieser Linie eingesetzt. Mit diesen Lokomotiven konnten problemlos zwei Doppelstockwagen bewegt werden. Das verbesserte Angebot brachte zwar steigende Fahrgastzahlen, aber diverse technische Probleme führten dazu, dass ab Mai 1882 der Transport auf der Linie A wieder vollständig mit Pferdegespannen durchgeführt wurde.
Langlebiger waren die Projekte mit Dampfspeicherlokomotiven, Druckluftantrieb und die Rowan-Dampftriebwagen. Diese Systeme wurden gegen Ende der 1870er Jahre beziehungsweise gegen 1890 eingeführt und überlebten bis gegen 1910.

### Wachstumsschub Weltausstellung (1878)
Einen erneuten Wachstumsschub im bestehenden Streckennetz brachten die nächsten Jahre, denn bereits die ersten Jahre hatten gezeigt, dass die Beförderung auf Schienen komfortabler und schneller war und einen erheblichen Verkehrszuwachs brachte. Die CGO beantragte bereits 1876 Konzessionen, um weitere Pferdebusstrecken auf Bahnbetrieb umstellen zu dürfen. Der Staat genehmigte 1877 sechs weitere Strecken, die alle der CGO übertragen wurden.
Drei weitere Strecken wurden von der CGO wegen der Weltausstellung Paris 1878 beantragt. Die CGO begann mit dem Bau, ohne die Erteilung der Konzession abzuwarten. Zwei Strecken wurden im April fertiggestellt, die dritte wenige Tage nach Ausstellungseröffnung. Für den Ausstellungsverkehr war eine neue Wagenbauart mit 51 Plätzen entworfen worden.

### Erste Konkurse
Im gleichen Jahr baute die CGO drei Strecken in die südlichen Vorstädte, ein Bereich der eigentlich den Tramways Sud vorbehalten war.
Sie fuhr ab sofort nach Boulogne, Les Moulineaux, Charenton und Créteil. Da das Verkehrsaufkommen relativ schwach war, wurden hier ab 1879 kürzere Einspänner eingesetzt.
Gegenüber der mächtigen CGO konnten sich die beiden Vorortgesellschaften Tramways Nord und Tramways Sud nur sehr schwer halten: eine Einschränkung des Angebots, vor allem in den industriellen, weniger stark bewohnten Gebieten, half zunächst, die Ausgaben zu senken. Aber die CGO griff auf einem weiteren Gebiet an: Beim Bau der Trambahnlinien dieser beiden Gesellschaften hatte die CGO zwar ihre parallellaufenden Pferdebuslinien einstellen müssen, diese aber wenig später leicht verändert wieder eingeführt.
Um an ein größeres Verkehrsaufkommen zu gelangen, verlegten die Tramways Nord ihre drei städtischen Endhaltestellen 1879/1880 in Richtung Stadtzentrum. Die Tramways Sud hatten bereits bei Einrichtung der Strecken mit Saint-Germain-des-Prés und dem Square Cluny zwei der südlich der Seine gelegenen Zentren als Endpunkte wählen können. Ein weiteres Vordringen in die Stadtmitte erlaubte die prekäre finanzielle Lage nicht. Ab 1878 waren, mit Ausnahme der beiden in die Stadt führenden Linien, alle Strecken der Tramways Sud defizitär. Auch bei den Tramways Nord verschlechterte sich die finanzielle Lage zusehends. 1884 mussten beide Konkurs anmelden. Zwei neue Gesellschaften übernahmen, beauftragt vom Konkursverwalter, ihre Strecken. Es waren dies die Tramways de Paris et du Département de la Seine (TPDS) für die Strecken im Norden und die Compagnie Générale Parisienne de Tramways (CGPT) für die Strecken im Süden. Dieser Betreiberwechsel wurde 1890 offiziell bestätigt.

## 1886–1910

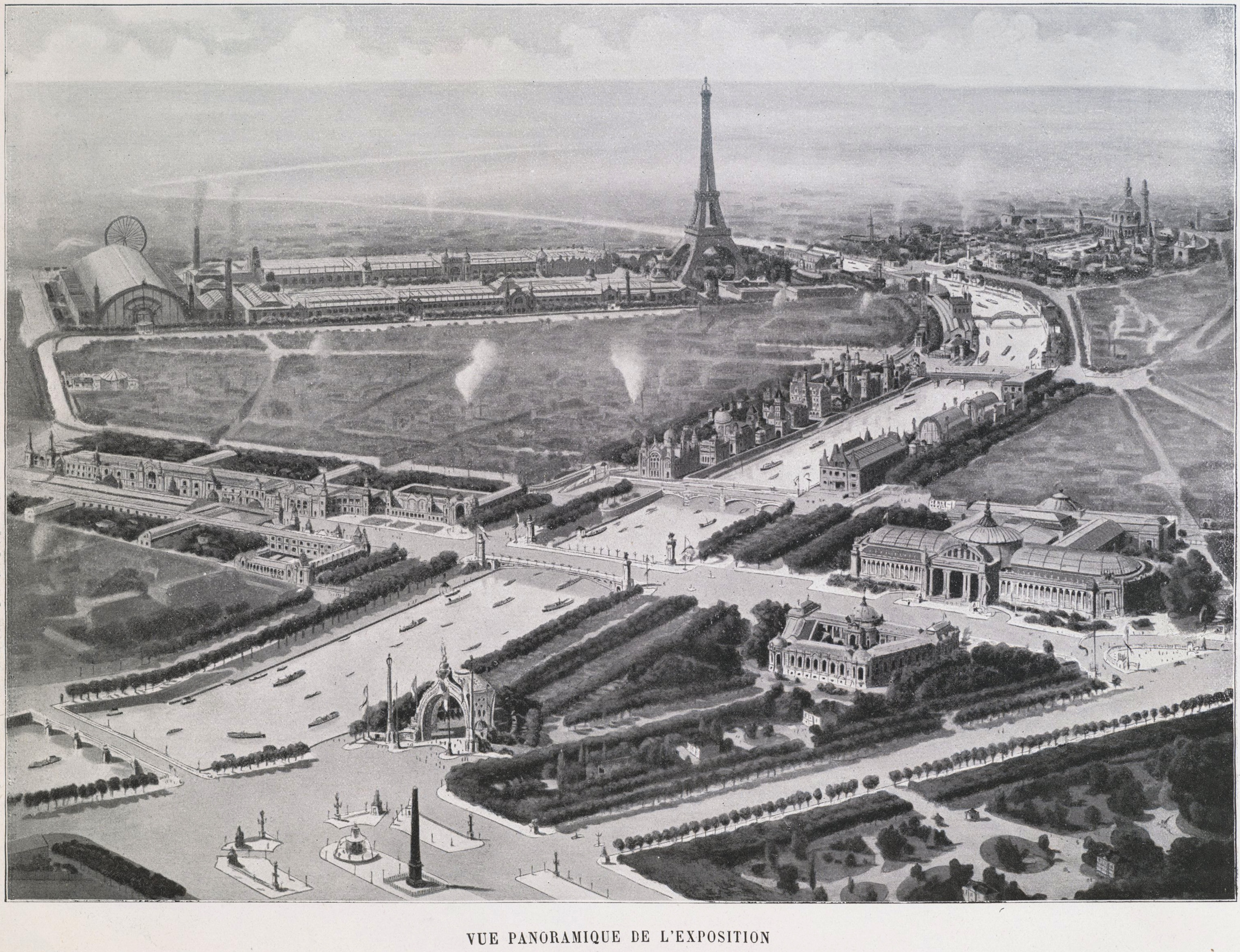
Blick auf das Ausstellungsgelände Champ de Mars

### Erneut Wachstumsschub durch eine Weltausstellung
In Vorbereitung der Weltausstellung Paris 1900 gab es auch bei den Pariser Straßenbahnen viele Neuerungen:
- Neue Gesellschaften: Es wurden sieben Gesellschaften gegründet, die vom erwarteten Besucherzustrom profitieren wollten. Sie bauten neue Strecken, sei es zu den Ausstellungsflächen auf dem Champ de Mars und im Bois de Vincennes, sei es als Zubringerlinien zur entstehenden Metrolinie, d. h. zur Porte Maillot und zur Porte de Vincennes. Sie alle wurden elektrisch betrieben und außerhalb von Paris über Oberleitungen, innerhalb des Stadtgebietes jedoch mit Kontaktplatten bzw. -stiften in der Fahrbahn gespeist. Die Triebwagen waren Zweirichtungsfahrzeuge, nur die CFFB verwendete Fahrzeuge mit nur einem Führerstand, die an den Endstationen auf einer Drehscheibe gedreht wurden.
  - Compagnie des Tramways de l’Est-Parisien: Diese Gesellschaft übernahm drei bereits bestehende Gesellschaften, die Straßenbahn Saint-Maur, Straßenbahn Romainville und die Straßenbahn Raincy – Montfermeil. Später kamen weitere Strecken östlich von Paris hinzu. Innerhalb der Stadt wurden die auf der Place de la République bzw. auf dem Place de l'Opéra endenden Strecken bis zur Place de la Concorde verlängert.
  - Compagnie des Tramways Électriques du Nord-Parisien: Ab Juli 1900 wurde die Strecke Epinay – Trinité über Saint-Denis, Mairie de Saint-Ouen, die Porte Montmartre und die Place Clichy betrieben. Dies blieb die einzige Linie.
  - Compagnie Électrique des Tramways de la Rive Gauche de Paris: Diese – im März 1899 gegründete – Gesellschaft betrieb zwei lange West-Osten-Strecken, welche jeweils in zwei Linien unterteilt waren: Es waren dies die durch Paris belaufende Strecke Montreuil – Boulogne und die durch die Vorstädte laufende Strecke Boulogne – Vincennes. Die Inbetriebnahme erfolgte in Teilabschnitten zwischen September 1900 und November 1901.
  - Compagnie des Tramways de l’Ouest Parisien: Gegründet im Januar des Jahres 1900, übernahm sie eine kleinere Vorortlinie und baute rasch zwei Linien, die zum Weltausstellungsgelände führten: Châtenay – Champ de Mars und Porte d’Auteuil – Champ de Mars. Die eine wurde im September 1900 – kurz vor Ende der Ausstellung, die andere erst nach Ende der Ausstellung in Betrieb genommen. Ende 1900 kam dann noch ein lokales Netz in Boulogne hinzu. Dieser Ort wurde aber bereits durch die CGO und die Gesellschaft Rive Gauche bedient.
  - Compagnie des Tramways Électriques de Vanves à Paris et Extensions: Im Juli 1900 wurde die Linie Vanves – Champ de Mars eröffnet, die nach dem Ende der Ausstellung an Bedeutung verlor und auch die einzige Linie blieb.
  - Chemin de Fer du Bois de Boulogne: Auch diese, 1898 gegründete Gesellschaft betrieb ab Januar 1900 nur eine einzige Linie (Suresnes (Val d’Or) – Porte Maillot).
  - Compagnie des Tramways Mécaniques des Environs de Paris war keine vollständig neue Gesellschaft. Seit 1896 betrieb sie die Strecke Saint-Germain – Poissy. Später übernahm sie auch die Linie Neuilly – Maisons-Laffitte und eröffnete 1901 mehrere Strecken in der westlichen und nordwestlichen Banlieue.[8]

- Die Altgesellschaften: Auch sie bauten noch einige Linien, vor allem zum Ausstellungsgelände. In den Jahren 1900/1901 nahm die CGO eine Linie in Betrieb, die TPDS zwei Linien, die CGPT vier Linien. Die CFN fuhr zum ersten Mal auf der Strecke Villemomble – Place de la République bis in die Innenstadt. Hauptaugenmerk wurde aber bei ihnen auf die Modernisierung des Fahrbetriebs gelegt. So elektrifizierte die CFN ab 1900 ihre Strecken: Auf der Strecke Villemomble – République wurden Drehgestellwagen für 74 Personen mit drei Stromzuführungsarten eingesetzt: Außerhalb von Paris mit Oberleitung, ab Stadtgrenze über Kontaktplatten auf der Fahrbahn und im allerletzten Teilstück mit Akkumulatoren. Auch die Strecken der CFN werden zwischen August und September 1900 elektrifiziert. Die PA hingegen elektrifizierte nicht die Gesamtstrecke bis Arpajon, sondern nur den Abschnitt Porte d'Orléans – Antony. Die Konzessionen von CGO und TPDS liefen nur bis Juni 1910, so dass beide Gesellschaften keine großen Investitionen für die Elektrifizierung tätigen wollten. Die TPDS stellte ab 1898 ihre Altstrecken auf Akkumulatortriebwagen um und bestückte die Neubaustrecken ab 1900 auf gleiche Weise – auf den Strecken in den Außenbezirken vereinzelt auch mit Oberleitung.

Die CGO ihrerseits – mit viel Erfahrung im mechanischen Antrieb – baute ihr Netz mit druckluft- bzw. dampfbetriebenen Fahrzeugen weiter aus. Nur auf zwei Linien wurden Akkumulatorfahrzeuge eingesetzt. Außerdem waren weiterhin Pferdegespanne unterwegs. Die Linie nach Versailles hatte bisher keinerlei Modernisierung erfahren. Bevor die nur bis August 1905 gültige Konzession für diese Strecke ablief, wurde sie bis Ende Mai 1910 verlängert. Daraufhin war die CGO bereit zu investieren: Die Strecke erhielt im Außenbereich eine Oberleitung. Im August 1906 wurde dann der Verkehr mit Triebwagen mit Stangenstromabnehmern aufgenommen.
Es gab ab ca. 1908/10 noch acht Pferdebahnlinien, welche alle von der CGO betrieben wurden, zwölf mit Dampftriebwagen (acht Linien der CGO, je eine bei TPDS, PSG und PA) und neun der CGO mit Druckluftwagen. Alle anderen Strecken der Pariser Straßenbahnen waren elektrifiziert.

### 1895: Dauerhafte Oberleitungen
Als erste Linie im Pariser Raum wurde 1895 die 6 km lange Strecke Raincy – Montfermeil elektrifiziert. Andere große französische Städte waren schneller: Nach Marseille (1892) kamen Lyon und Bordeaux (1893) und Le Havre (1894). Eine systematische Elektrifizierung mit Fahrleitungen fand im Raum Paris erst in den Jahren nach 1900 statt.

### Bestandsaufnahme 1910
In Paris und seiner Banlieue betrieben 13 verschiedene Gesellschaften mehr als 100 Straßenbahnlinien. Die beiden wichtigsten waren die Compagnie Générale des Omnibus (CGO) und die Compagnie des Tramways de Paris et du Département de la Seine (TPDS).
Das Streckennetz der CGO war noch sehr inhomogen: Diese Gesellschaft betrieb 30 Linien, auf acht von ihnen waren immer noch Pferdegespanne unterwegs, zehn Linien wurden mit Dampfstraßenbahn- und neun mit Druckluftbahnwagen betrieben, zwei Linien waren elektrisch mit Akkumulatortriebwagen, eine Linie hatte gemischten Betrieb.
Das Netz der TPDS umfasste 21 Linien, davon waren 14 elektrisch mit Akkumulatorenfahrzeugen; sechs Linien waren mit Oberleitungen ausgerüstet (es handelte sich um kurze, in den Vorstädten verlaufende Strecken), eine Linie war mit Dampffahrzeugen bestückt.

### Wachsende Schwierigkeiten und die Neuorganisation von 1910
In Paris war bei den Straßenbahnen eine bunte Mischung vorhanden: sowohl bei den Antriebssystemen als auch bei den Fahrzeugen, man konnte z. B. Dampftriebwagen finden, die einen ehemaligen Pferdestraßenbahnwagen zogen. Auch das Streckennetz war sehr unorganisch gewachsen. Konzessionen waren erteilt worden, ohne zu prüfen, ob eine Notwendigkeit vorlag. Manche Strecken liefen parallel zu Strecken anderer Gesellschaften oder verliefen aus unerfindlichen Gründen im Zick-Zack. Das schnellwachsende und gut geplante Netz der Pariser Métro nahm den Straßenbahnlinien Jahr für Jahr mehr Fahrgäste ab.
Vor einem möglichen Konkurs mehrerer Gesellschaften wurde ab 1905 nach Möglichkeiten gesucht, die Pariser Straßenbahnen neu aufzustellen, wobei verschiedene Gesellschaften miteinander fusionieren sollten. Diese Neuorganisation wurde allerdings erst 1910, mit dem Ende der Konzessionen von CGO, TPDS und CGPT, durchgeführt. Es ging auch darum, die Betriebsführung der verschiedenen Netze zu vereinheitlichen. Im Vergleich mit den Straßenbahnnetzen anderer Metropolen – meist mit einem einzigen Betreiber und gut geplant – wurde das Pariser Straßenbahnnetz seiner Aufgabe eindeutig nicht gerecht.
Die Zahl der Betreibergesellschaften wurde von 13 auf 10 reduziert, indem die TPDS die Gesellschaften NP, TMEP und PSG übernahm, wobei der Betrieb der insolventen PSG bereits seit 1908 von der TMEP übernommen worden war. Die Gültigkeit der Konzessionen der bestehenbleibenden Gesellschaft wurde einheitlich auf 40 Jahre, d. h. bis Ende 1950, festgelegt. Zum ersten Mal erhielten Betreiber das Recht, Strecken, die nicht wirtschaftlich betrieben werden können, stillzulegen. Es gab auch eine Neuordnung der Tarife, indem man Tarif-Streckenabschnitte von etwa 3 km Länge einführte; für längere Fahrten musste u. U. mehrmals bezahlt werden. Strecken von weniger als 3½ km Länge hatten keine Tarifunterabschnitte. Auch der kostenlose Umstieg in andere Linien wurde abgeschafft.
In den Folgejahren bis 1914 wurde auch das Streckennetz vereinfacht: Einzelne Linien einer Gesellschaft verliefen als Solitärlinien in Gebieten, für die eigentlich eine andere Gesellschaft „zuständig“ war. Hier kam es dann zum Tausch von Strecken.
Nicht eingelöste Konzessionen wurden entweder eingezogen oder an andere Gesellschaften übertragen. Ein Beispiel dafür ist die Konzession für eine Linie Arcueil-Cachan – Luxembourg, die 1900 der RG erteilt worden war. Es blieb wegen finanzieller Schwierigkeiten beim Vorhaben. 1910 schließlich übernahm die CGPT das Projekt, das dann auch im Oktober 1913 verwirklicht wurde. Auch neue, gut durchdachte Linien erhielten Konzessionen und wurden auch gebaut.

### Hochwasser des Jahres 1910

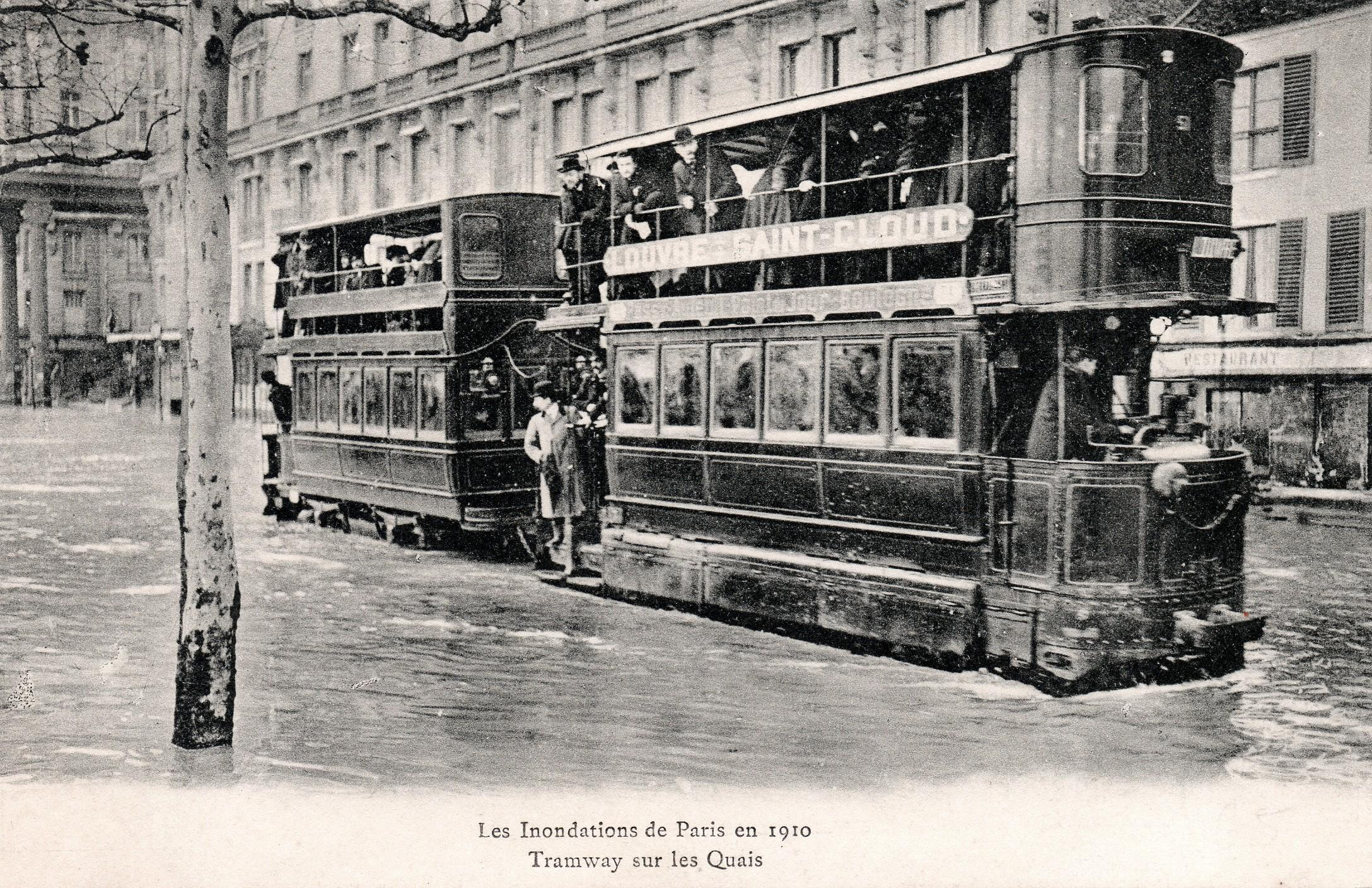
1910: Straßenbahnwagen vom Typ Mékarski auf einem überfluteten Quai

Die Überschwemmungen in Paris im Januar 1910 beschädigten nicht nur die Einrichtungen der Pariser Métro, sondern auch das Straßenbahnnetz: Mit Ausnahme der Kabelstraßenbahn Belleville und der Strecke Paris – Arpajon, die außerhalb des Überschwemmungsgebiets verliefen und auch ihre eigene Energieversorgung hatten, mussten alle anderen Linien den Verkehr teilweise oder sogar völlig einstellen. Pferdestraßenbahngespanne und Wagen mit mechanischen Antrieb konnten zwar fahren, solange die Gleise nicht mehr als 30 cm unter Wasser standen. Aber auch hier kam es zu Problemen: an vielen Stellen war das Holzpflaster gequollen und hatte die Schienen auseinandergedrückt, so dass die Wagen steckenblieben und erst nach Rückgang des Hochwassers geborgen werden konnten.
Auf den Strecken mit Kontaktplatten bzw. -zapfen kam es zu Kurzschlüssen, sobald das Hochwasser Fahrbahnhöhe erreichte. Die drei noch bestehenden Strecken blieben auch nach Rückgang des Hochwassers unbenutzbar. Die Betreiber erhielten die Erlaubnis, vorübergehend Oberleitungen zu ziehen. Teilweise blieb dieses Provisorium bis zur endgültigen Schließung der Strecken in den 1920er Jahren bestehen.
Auf den Strecken mit verdeckter Stromschiene war es ähnlich: Wasser aus den überquellenden Abwasserröhren drang in die Stromschienenkanäle ein und verstopfte sie mit dem mitgeführten Unrat. Auch nicht überschwemmte Strecken mussten geschlossen werden, weil die Stromversorgung zusammengebrochen war: An manchen Standorten standen die Dampfmaschinen zur Erzeugung des Dampfes selbst im Wasser, an anderen Stellen konnten nicht geflutete Dampfkessel wegen Wassermangels nicht arbeiten.

### Streckenbezeichnungen
Genauso verwirrend wie beim Fuhrpark war das Bild bei den Streckenbezeichnungen. Bis zum Jahr 1910 hatten nur drei Gesellschaften ihre Linien mit Nummern bzw. Kennbuchstaben versehen: Bei der CGO hießen die Strecken TA, TB, TC, … (wobei das T für Tramway stand um sie von den mit A, B, … gekennzeichneten Pferdeomnibuslinien zu unterscheiden). Die TPDS hatte Buchstaben gewählt: A, AB, B …; die CGPT hatte Ziffern 1, 2, 3 …

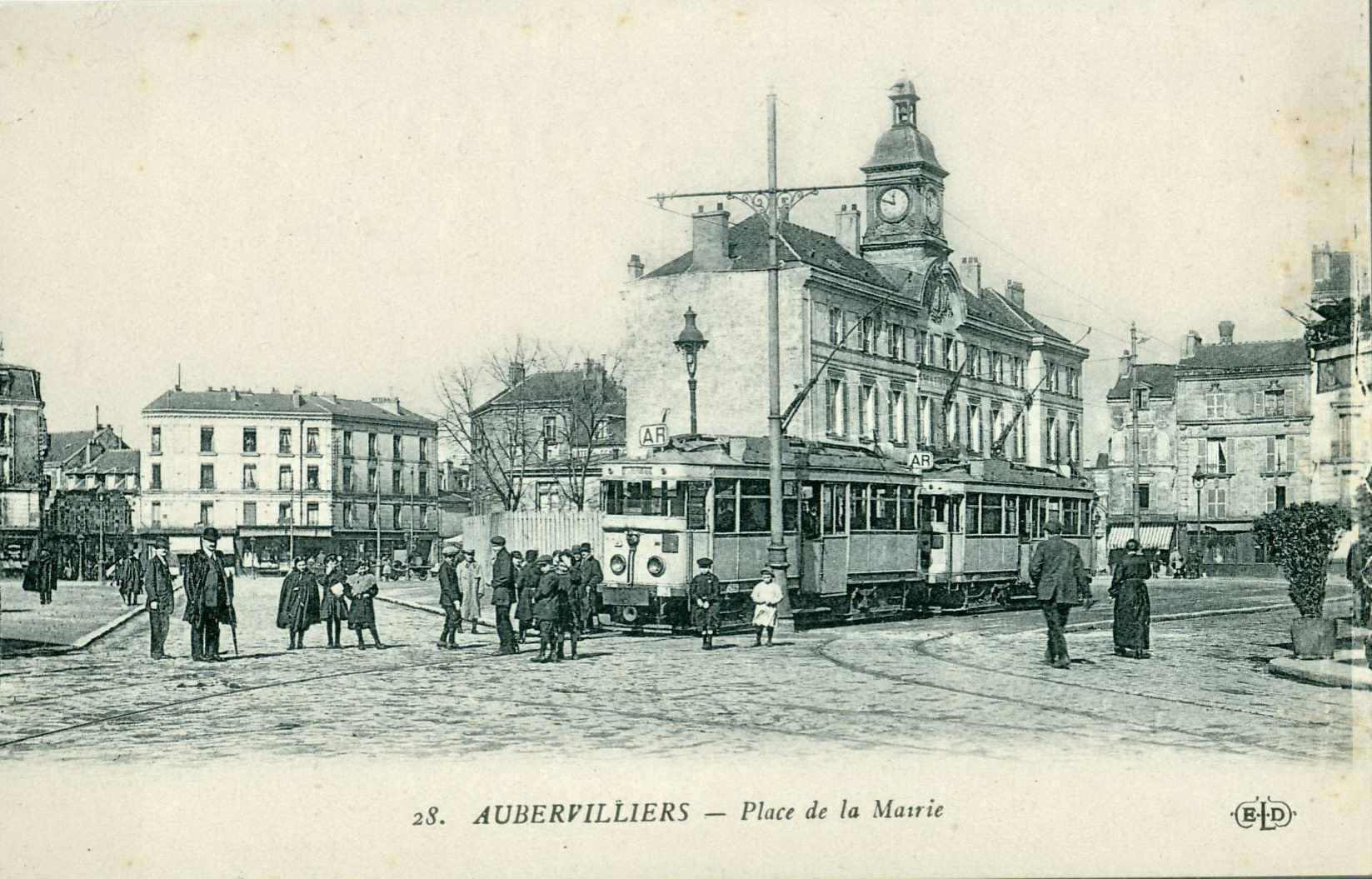
TPDS-Straßenbahnwagen der Linie AR
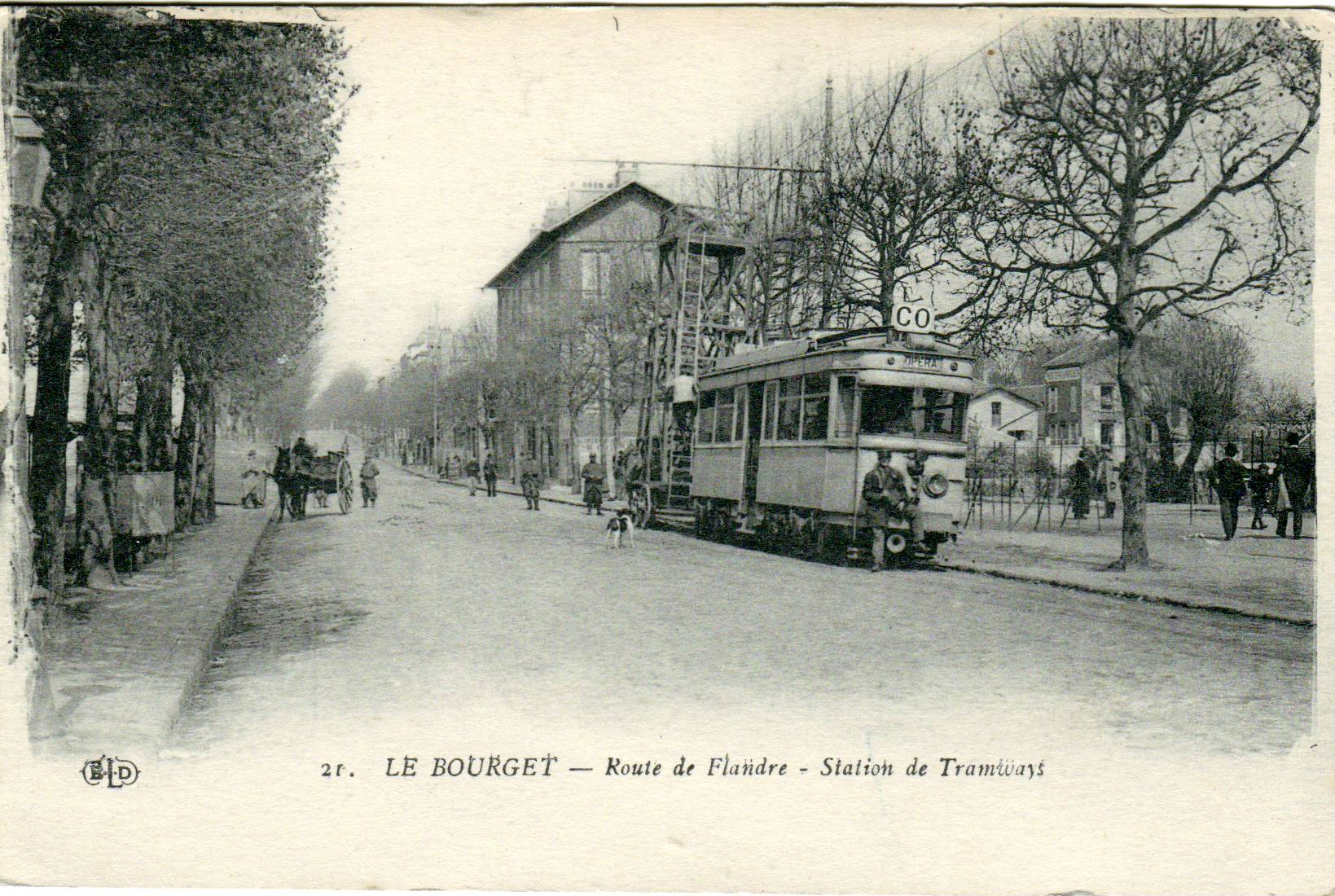
… und der Linie CO

Bei CGO und CGPT waren die Kennziffern und -buchstaben in der Reihenfolge der Streckeneröffnung zugeteilt wurden. Die Kennbuchstaben der TPDS folgten mehr einer geographischen Ordnung: von Westen nach Osten kamen nacheinander die Linien A bis H. Querlinien erhielten zwei Buchstaben. Die Linie AE (Saint-Denis – Porte Maillot) verband die Linie A (Courbevoie – Etoile) mit der E (Saint-Denis – Madeleine).
Ab 1911/1912 erhielten alle Strecken aller Gesellschaften eine Nummer. Einzige Ausnahme machte die TPDS, derer Linien mit zwei oder mehr Buchstaben bezeichnet wurden, die die Endstationen kennzeichneten: die Linie D (Gennevilliers – Madeleine) erhielt die Bezeichnung GM; die verlängerte Linie A und die Linie B führten beide von Courbevoie zur Madeleine, die erste über Étoile, die andere über Jatte. Logischerweise erhielten sie die Bezeichnungen CEM bzw. CJM. SGBM° bezeichnete die Linie Saint-Germain – Bougival – Porte Maillot. Umbenennungen der Endstationen führten notwendigerweise zu Umbenennungen der Linie: Mit Beginn des Ersten Weltkriegs wurde die Porte d’Allemagne in Porte de Pantin umbenannt. Die Straßenbahnlinie nach Saint Gervais wurde von ASG zu PSG.

## 1910–1920

### Elektrischer Betrieb aller Strecken
Die Vereinbarungen aus dem Jahr 1910 sahen auch vor, dass in Zukunft die einzige Energiequelle die Elektrizität sein sollte, und zwar mit Stromzuführung über eine Oberleitung oder eine verdeckte Stromschiene. Akkumulatorenfahrzeuge bzw. Stromzuführung über Kontaktplatten sollten ebenso verschwinden wie Pferdestraßenbahnen oder mechanische Antriebsarten (Druckluft u. ä.).
Oberleitungen waren nun in den Randvierteln von Paris erlaubt. Die verdeckte Stromschiene war vorgeschrieben innerhalb der Boulevards Extérieurs. Systemwechselstellen waren z. B. Place de la République, Place de la Bastille, Gare de Lyon, Gare Montparnasse und Champ de Mars.
Vorübergehend durften Oberleitungen auch in Straßenzügen genutzt werden, in denen die Straßenbahn in Kürze durch den U-Bahn-Bau verdrängt werden würde.
Von 1912 bis 1914 wurde an der Elektrifizierung gearbeitet.
Bei der CGO war der letzte Pferdebahnzug am 20. April 1913 unterwegs – auf der Linie 21 (Pantin – Opéra). Der letzte Dampfstraßenbahnzug fuhr am 13. Juni 1914 – auf der Linie 5 (Trocadéro – La Villette). Die letzten Drucklufttriebwagen waren bis zum 2. August 1914 im Einsatz – auf der Linie 16 (Boulogne – Madeleine). Die CGO besaß nach Abschluss der Umstellung einen Fuhrpark mit 586 Elektrotriebwagen (200 Drehgestellwagen und 386 Zweiachser). Außerdem hatte die Gesellschaft 325 Beiwagen.
Bei der TPDS fuhr der letzte Akkumulatortriebwagen im September 1914 – auf der Linie Bb (Neuilly – Madeleine). Außerdem hatte die TPDS noch eine Linie mit Kontaktplatten in Betrieb. Es war der Abschnitt zwischen La Trinité und der Place Clichy der Linie ET (Enghien – Trinité). Dieser Abschnitt erhielt seine Oberleitung im Oktober 1914.
Die Elektrifizierung der Pariser Straßenbahnnetze, und damit verbunden die Modernisierung des Fuhrparks führte umgehend zu wachsenden Fahrgastzahlen. Besonders die CGO profitierte davon, da bei ihr die Umstellung am spektakulärsten war. Innerhalb von drei Jahren betrug der Fahrgastzuwachs 30 % bei der Straßenbahn und 114 % bei den Omnibussen, wo man ebenfalls auf den Pferdebetrieb verzichtete und stattdessen Fahrzeuge mit Verbrennungsmotoren einsetzte.
Das neu erlassene Gesetz über die wöchentliche Arbeitsruhe – das alle Arbeitgeber verpflichtete, ihren Angestellten pro Woche einen freien Tag zu geben – führte dazu, dass nun die Arbeiterklasse die Umgebung von Paris für Ausflüge entdeckte: Gefragt waren z. B. Versailles, Saint-Germain und die Ufer der Marne – alles Ziele, die gut mit der Straßenbahn erreicht werden konnten. Die Nachfrage war so groß, dass die Straßenbahngesellschaften an den Wochenenden auf Revisions- und Reparaturarbeiten an den Fahrzeugen verzichteten, um möglichst viele Fahrzeuge einsetzen zu können.

### Erster Weltkrieg und die Folgen
Bei Ausbruch des Ersten Weltkriegs waren verschiedene Gesellschaften gerade dabei, den Umbau ihres Streckennetzes zu vollenden. Eine weitergehende Modernisierung war nun fast unmöglich:
Der Straßenbahnverkehr wurde drastisch eingeschränkt, der Busverkehr kam beginnend mit dem 1. August 1914 vollständig zum Erliegen. Die Werkstätten wurden teilweise zweckentfremdet für militärische Zwecke verwendet (Herstellung von Geschossen und sonstiger Munition, Flugzeugmotoren, Bau von Versorgungsfahrzeugen). Das Personal wurde zum großen Teil zum Kriegsdienst einberufen. Die Lücken wurden durch Rentner und Frauen geschlossen.
Aber trotz der Versorgungsschwierigkeiten schafften es einzelne Gesellschaften, den Wagenpark auszubauen bzw. am Streckenausbau zu arbeiten:
- Die CGO besaß am 1. August 1914 190 Motorwagen vom Typ B, 291 Motorwagen vom Typ G und 284 Beiwagen Typ A. Bei Kriegsende besaß sie folgenden Fuhrpark: 200 Wagen des Typs B, 375 G, 300 A. Eine Reihe von Fahrzeugen war für den Wendezugbetrieb umgebaut worden. Diese waren unter den Typenbezeichnungen Bs und Gs unterwegs. Sie fuhren im Zugverband mit den Steuerwagen As, dies waren umgebaute Wagen vom Typ A, in denen eine Führerkabine eingebaut worden war. Auf diese Weise war an den Endstationen das Umsetzen des Triebwagens oder das Wenden über Gleisdreiecke oder Wendeschleifen unnötig. An Streckenbauten wurde von der CGO in den Kriegsjahren nur die Linie 31 (Etoile – Mairie des 18 Arrondissements – Gare de l’Est) verwirklicht.
- Die Gesellschaft Est-Parisien setzte ihr Umbauprogramm nur eingeschränkt fort: Pro Jahr konnten nur drei bis vier Fahrzeuge erneuert werden.

Einerseits nahm die Auslastung der Züge wegen der fehlenden Busse zu, andererseits stiegen die Unterhaltskosten durch rapide steigende Preise bei Rohstoffen und Ersatzteilen, was insgesamt zu einer Verschlechterung der wirtschaftlichen Lage führte und die Bilanzen der Straßenbahngesellschaften aus dem Gleichgewicht brachte: Spätestens ab 1918 waren die Ausgaben höher als die Einnahmen.
Im letzten Kriegsjahr war die finanzielle Lage der Straßenbahngesellschaften kritisch geworden. Es war klar, dass die durch vier Kriegsjahre angehäuften Versäumnisse v. a. beim Netzunterhalt nicht nachgeholt werden konnten. Bereits im Juli 1918 kam die Verwaltung des Départements Seine zum Schluss, dass das System der Konzessionen überholt ist, da es nicht in der Lage war, sich den wirtschaftlichen und sozialen Änderungen anzupassen. Das Département war bereit, die Konzessionen zurückzukaufen und eine autonome Verwaltung einzuführen: Ein neuer Konzessionsnehmer sollte das Streckennetz im Auftrag des Départements betreiben und zu vertraglich festgelegten Bedingungen auch am Gewinn beteiligt werden. Als Termin für die Einführung der neuen Struktur wurde der 1. Januar 1921 festgelegt.

## 1921–1938 Neuorientierung und abruptes Ende

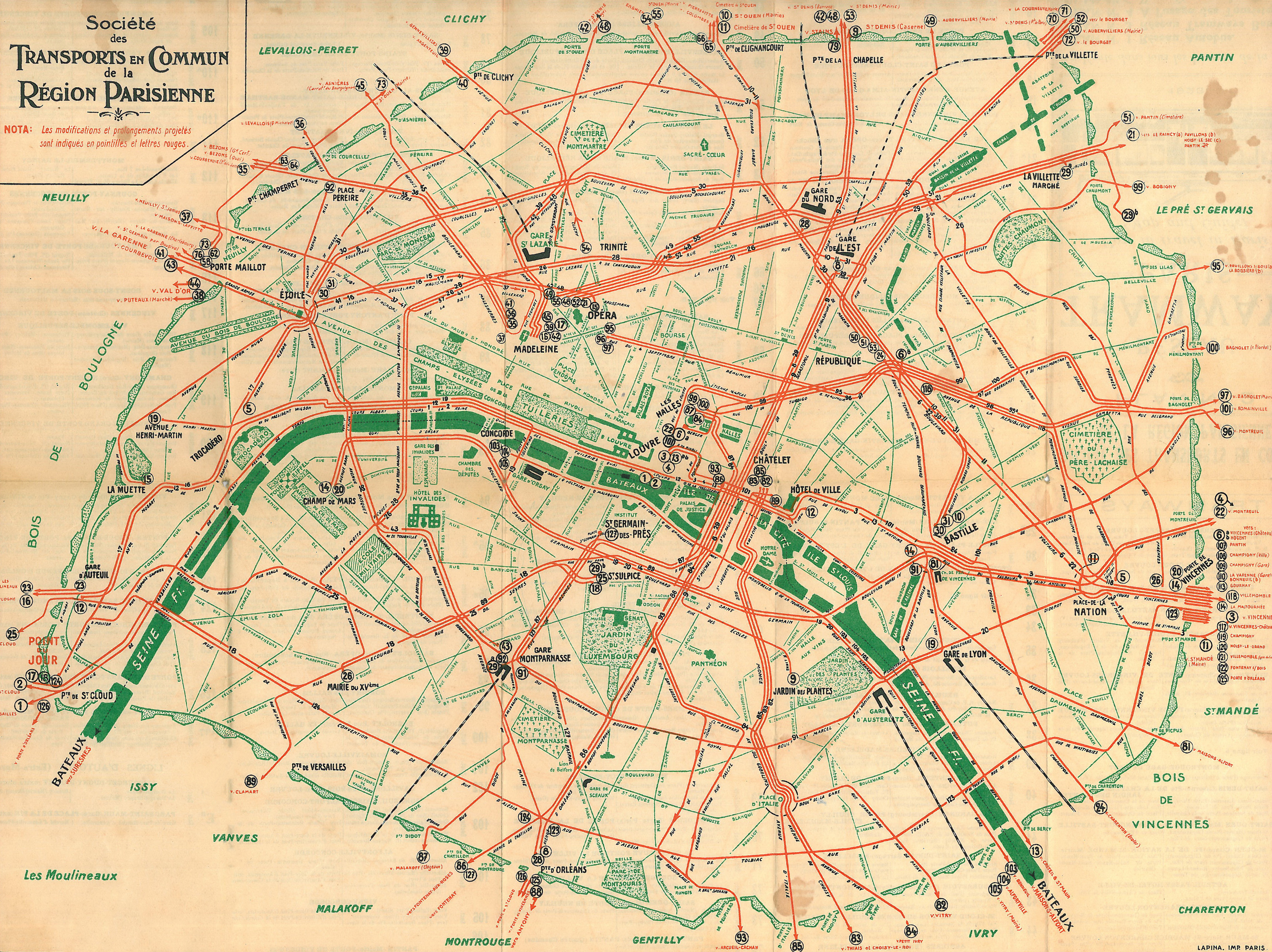
1923 Plan der Straßenbahn Paris
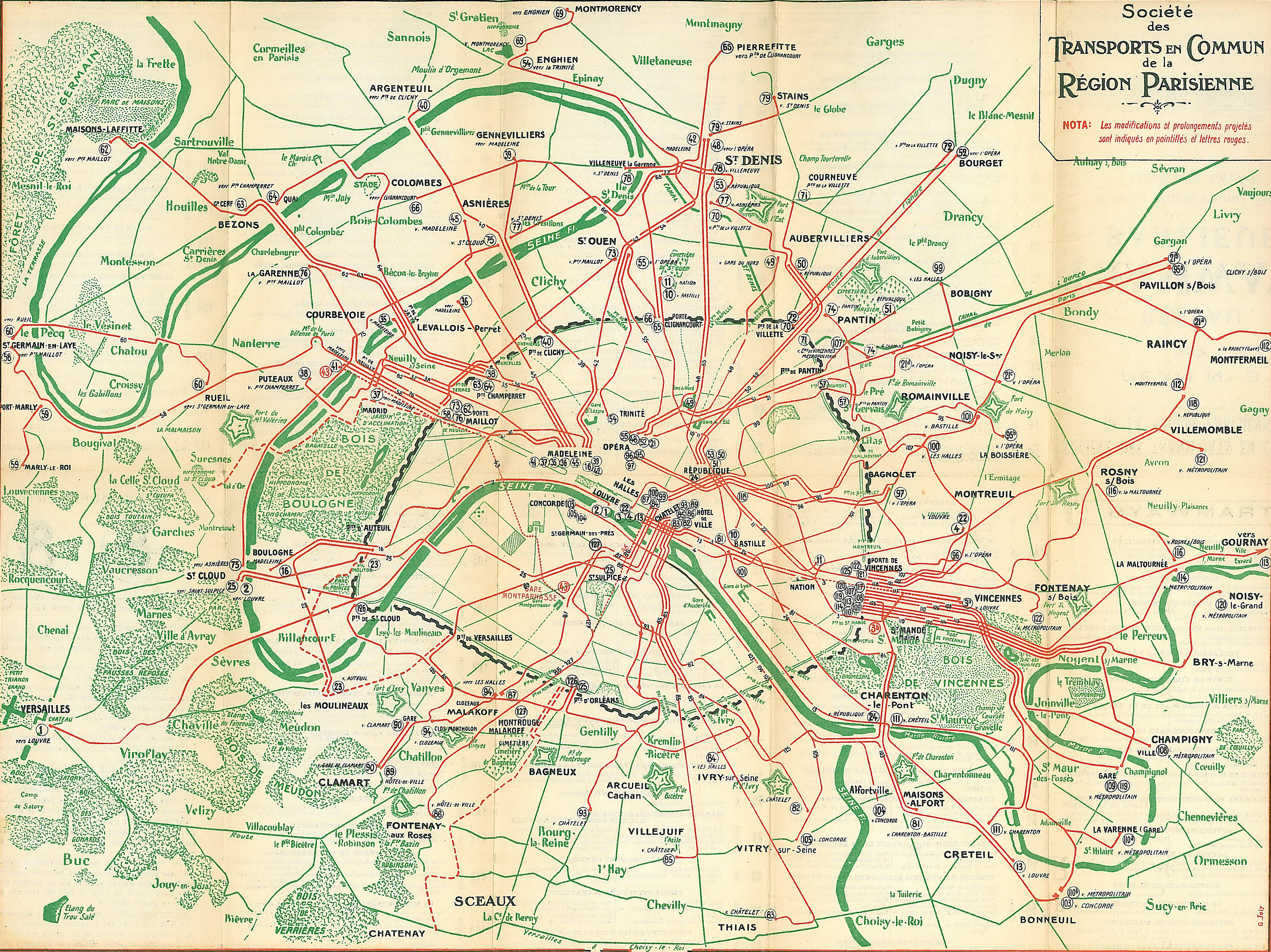
1921: Plan der Vorortstraßenbahnen

### Neue Gesellschaft: STCRP

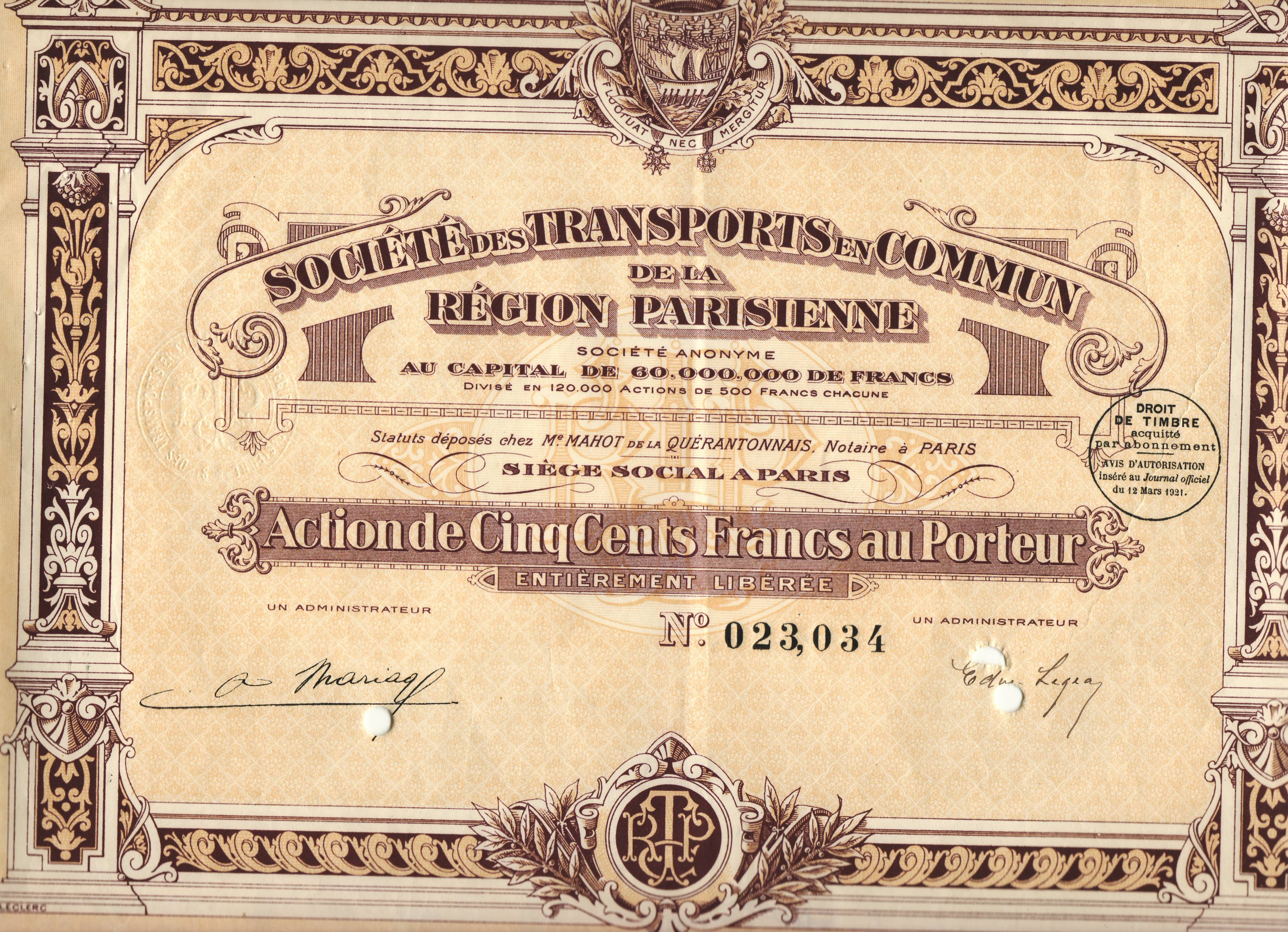
Aktie der STCRP

Nach dem Ende des Ersten Weltkriegs waren die Straßenbahngesellschaften finanziell ausgeblutet und allein nicht überlebensfähig. Es wurde daher die STCRP (Société des transports en commun de la région parisienne) gegründet. Sie übernahm ab 1921 den Straßenbahnbetrieb von sechs Gesellschaften (Compagnie Générale des Omnibus (CGO); Compagnie des Tramways de Paris et du Département de la Seine (TPDS); Compagnie Générale Parisienne de Tramways (CGPT); Compagnie des Tramways de l’Est-Parisien (EP); Compagnie des Chemins de Fer Nogentais (CFN); Compagnie Electrique des Tramways de la Rive Gauche (RG)).
Mit den Gesellschaften Chemin de Fer du Bois de Boulogne (CFBB) und Chemin de Fer sur Route de Paris à Arpajon (PA) wurde 1922 und 1924 jeweils eine Vorortgesellschaft übernommen.
Ab dem 1. Januar 1925 kam das Streckennetz der Compagnie des tramways de l’ouest parisien (OP), die sich bereits seit 1918 unter Zwangsverwaltung befand, hinzu. Bereits im Juli 1924 war die Kabelstraßenbahn von Belleville stillgelegt und durch eine Buslinie der STCRP ersetzt worden.
Die STCRP stand vor einer großen Aufgabe: manche Linien wurden doppelt bedient, Verwaltungsvorschriften und Arbeitspläne waren zu vereinheitlichen. Ungünstig trassierte Strecken wurden eingestellt; bei anderen wurde die Streckenführung optimiert und teilweise sogar in die Vororte verlängert. Zwischen 1921 und 1932 wurden 1000 km Gleise modernisiert.
Aber die wichtigste Aufgabe war die Modernisierung des Rollmaterials. Es stammte von verschiedenen Gesellschaften und war allgemein – auch wegen des vorausgegangenen Krieges – in schlechten Zustand. Die unterschiedlichen Bauarten waren oft nicht miteinander kuppelbar. Veraltete Fahrzeuge wurden verschrottet, andere modernisiert und neue Fahrzeuge wurden erworben: Bereits 1922 wurden 100 zweiachsige Triebwagen, in einer verbesserten Version einer bereits 1911 entworfenen Baureihe, in Dienst gestellt. Die zugehörigen Beiwagen waren wiederum Steuerwagen mit Führerstand.

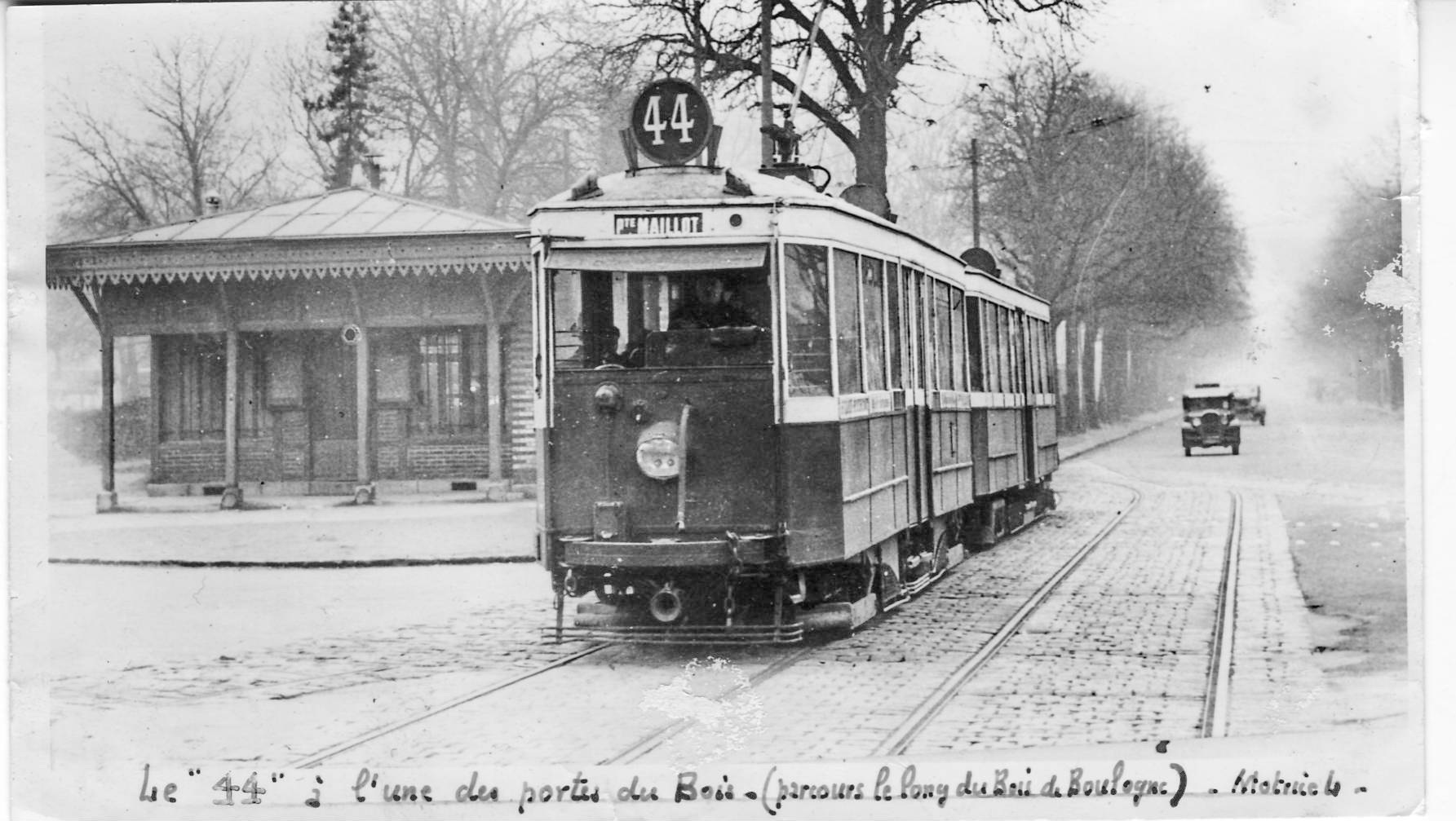
Motorwagen der Baureihe L der STCRP auf der Linie 44

Eine echte Verbesserung war die neue Baureihe L (= légère = leicht). Die Wagen waren 2,5 t leichter als die bisherigen Triebwagen. Die machte sich in einem deutlich geringerem Energieverbrauch und einer verringerten Schienenabnutzung bemerkbar. 475 Fahrzeuge dieses Typs wurden zusammen mit 395 Beiwagen ab 1924 angeschafft.
1925 erreichte das Straßenbahnnetz seine größte Ausdehnung mit 1111 km Streckenlänge und 122 Linien. Knapp 2300 Trieb- und mehr als 900 Beiwagen wurden in 41 Depots und Werkstätten unterhalten und transportierten 720 Millionen Fahrgäste in einem Jahr. Es gab Projekte für Weiterentwicklungen: Linien, die abseits des Straßenverkehrs verliefen, Schnellstraßenbahnen, Fahrzeuge ohne Schaffner.
Zu beachten ist, dass auch die Zahl der Pendler, die aus der Banlieue täglich zum Arbeiten nach Paris strömten, überproportional zunahm: Während sich die Zahl der Einwohner, von rund einer Million im Jahr 1900 ausgehend, innerhalb weniger Jahrzehnte verdoppelte, wuchs die Zahl der Pendler um ein Vielfaches. Schätzungen zufolge waren es 1901 täglich etwa 100 000 Pendler, 1921 waren es rund 300 000, 1926 und 450 000. Der Höchstwert wurde 1931 mit rund 570 000 Pendlern täglich erreicht. Diesen Andrang konnte die Straßenbahn allein nicht bewältigen. Auch die neue Pariser Métro war keine Hilfe; denn sie sollte sich gemäß den Absichten der Planer auf den innerstädtischen Bereich beschränken. Die Folge war ein zunehmendes Ausweichen auf das Auto.

### Der Ausstieg aus dem Straßenbahnbetrieb
Bereits 1921 ließ die Präfektur des Départements Seine prüfen, ob nicht in den zentralgelegenen Arrondissements der Hauptstadt die Straßenbahn abgeschafft werden könnte, um dem Automobil, vor allem in engen Straßen, mehr Raum zu geben. Auch die STCRP hatte bereits von sich aus unrentable Teilstrecken – vor allem in den Außenbezirken durch Busverkehr ersetzt. 1925/26 wurden dann bereits die ersten Hauptstadtlinien stillgelegt. 1927 empfahl die Verkehrsbehörde des Departements innerhalb des Stadtgebiets von Paris die Straßenbahn abzuschaffen. Dies wurde vom Conseil Général 1929 genehmigt. Die Stilllegung sollte innerhalb von fünf Jahren erfolgen. Die Straßenbahn war aber schon ins Hintertreffen geraten: während Busse mit bis zu 45 km/h fahren durften, war die Höchstgeschwindigkeit der Straßenbahn innerhalb von Paris auf 20 km/h und außerhalb auf 30 km/h begrenzt.
1930 waren 1700 Busse und 3700 Straßenbahnwagen im Einsatz. 1934 hatte sich das Blatt bereits gewendet: es gab nur noch 1600 Straßenbahnwagen, aber bereits 2900 Busse. 1936 gab es mit 3600 zehnmal so viele Busse wie Straßenbahnwagen. Am 15. März 1937 verkehrte die letzte Pariser Straßenbahnlinie. Am 14. August 1938 fuhr der letzte Vorortsstraßenbahnzug.
Nach dem Ende der Straßenbahnära kam es zum Ausverkauf: Einige wenige Fahrzeuge wurde an andere Städte abgegeben: Rouen, Toulouse, Hagondange und Marseille. Dort waren sie teilweise bis 1960 im Einsatz. Auch elektrische Einrichtungen wurden verkauft.
Der Rest des Rollmaterials wurde sofort nach Einstellung des Betriebs verschrottet, darunter auch neue Fahrzeuge in ausgezeichnetem Zustand. Neuerbaute Strecken und Fahrleitungsanlagen wurden abgebrochen, darunter waren auch Abschnitte, die nie in Betrieb gegangen waren, wie z. B. auf dem Boulevard Magenta. Das Material wurde zum Schrottpreis abgegeben.
Lediglich in drei benachbarten Orten wurde die Straßenbahn bis nach Ende des Zweiten Weltkrieges betrieben: in Versailles bis 1957, in Fontainebleau bis 1953 und in Villiers-le-Bel bis 1949.

## Antriebsarten
In diesem Abschnitt sind die verschiedenen Antriebsarten aufgeführt, die in Paris und Umgebung zum Einsatz kamen. In drei Unterabschnitten werden sie (meist) in chronologischer Reihenfolge aufgeführt.

### Pferdestraßenbahn (1851–1913)

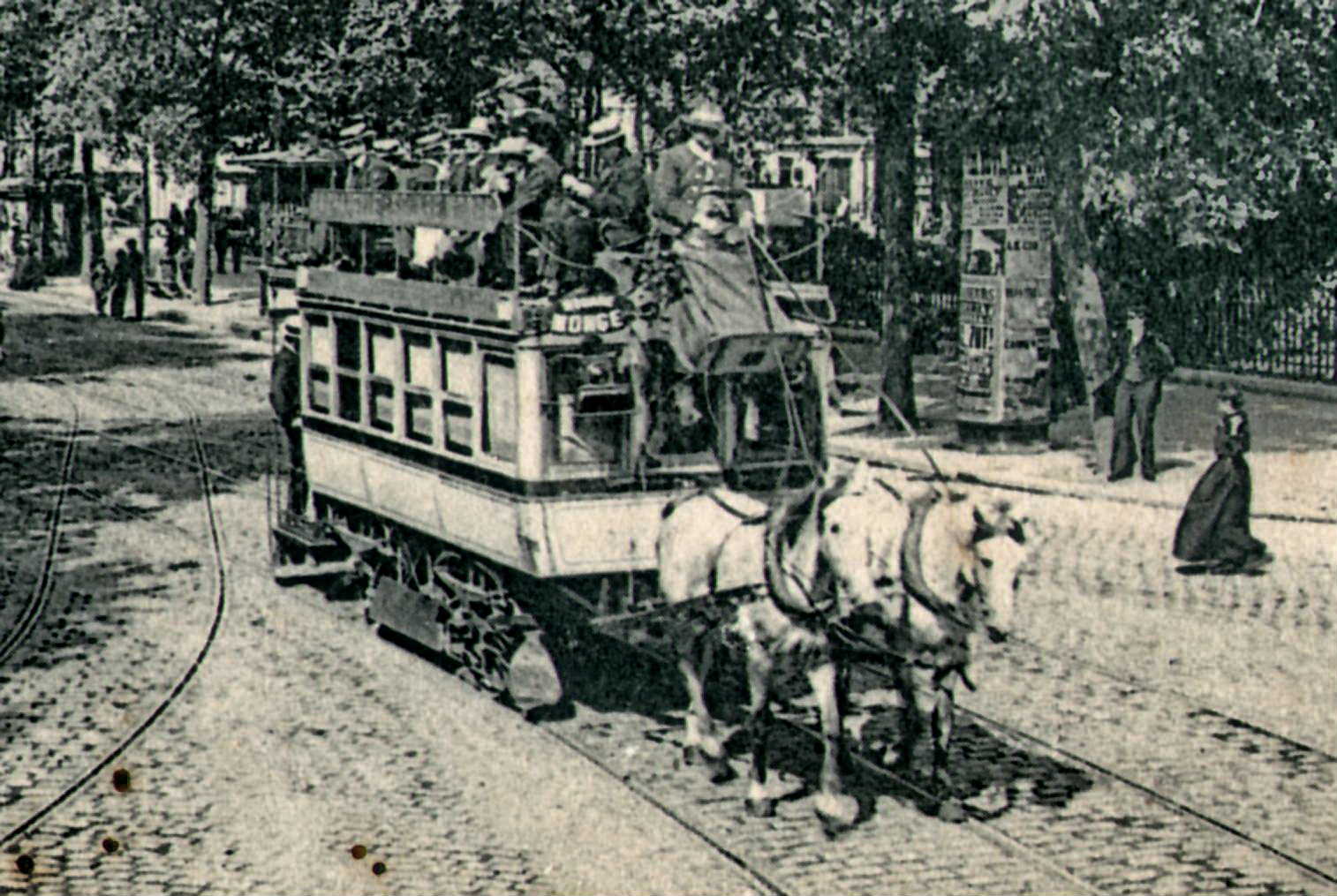
Pferdebahnzug auf dem Boulevard Sébastopol (Karte von 1906)

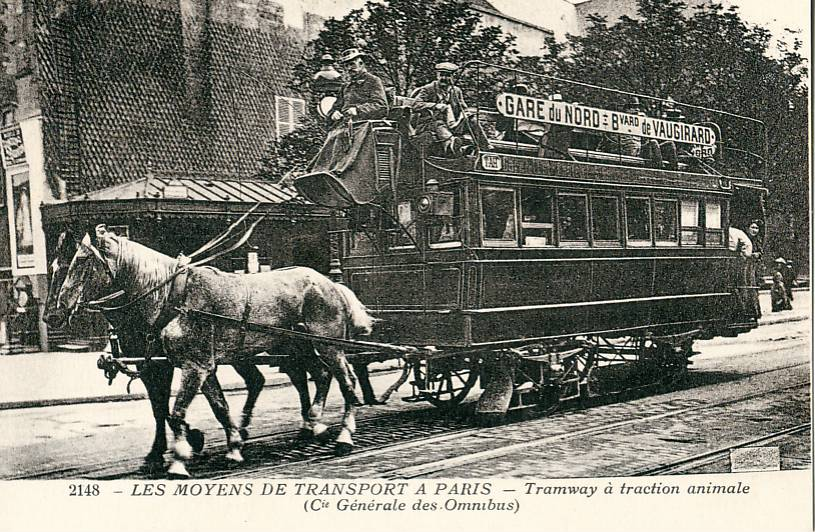
Pferdebahn der Pariser Compagnie générale des omnibus

Die erste Pferdestraßenbahn in Paris ging auf die Initiative des französischen Ingenieurs Alphonse Loubat zurück, der pferdegezogenen Straßenbahnen in den USA gesehen hatte. Er meldete 1852 in Frankreich ein Patent auf U-förmige Schienen an, die in die Fahrbahn versenkt werden konnten und daher den restlichen Straßenverkehr nicht behinderten. Im November konnte Loubat eine etwa 2 km lange Strecke in Paris in Betrieb nehmen.
1872 äußerte die Präfektur des Département Seine – auf der Grundlage einer umfangreichen Studie – die Absicht, ein Straßenbahnnetz in Paris und in seinen Vororten einzurichten: in Paris eine Ringbahn, die in fünf voneinander unabhängige Abschnitte unterteilt sein sollte. Die Vororte sollten durch zehn Linien erschlossen werden. Gesamtlänge 105,3 km. Die Ringlinienkonzession ging an die CGO, die Konzessionen für die Vorortlinien wurden an zwei neue Gesellschaften vergeben: Les Tramways Nord und Les Tramways Sud.
Im Juni 1873 nahm die CGO ihre ersten Linien in Betrieb: Louvre – Vincennes, als logische Verlängerung der Linie von Loubat, die bereits seit zwanzig Jahren in Betrieb war, und wenige Tage später die Strecke Place de l’Étoile – Villette. Die Fahrzeuge waren von den Wagen der Pferdeomnibusse abgeleitet, waren aber deutlich länger und der Zugang erfolgte von hinten. Zum Wenden benötigte man eine Wendeschleife oder eine Drehscheibe.
Die erste Linie der Gesellschaft Les Tramways Nord Courbevoie (Pont de Neuilly) – Etoile ging im September 1874 in Betrieb. Les Tramways Sud betrieben ab November 1875 die Strecke Porte de Châtillon – Saint-Germain-des-Prés.
Zur Weltausstellung des Jahres 1878 konnten bereits mehr als 40 Linien angeboten werden. Die Hälfte davon verlief innerhalb von Paris und wurde demgemäß von der CGO betrieben.

### Wärmekraftmaschinen und mechanischer Antrieb

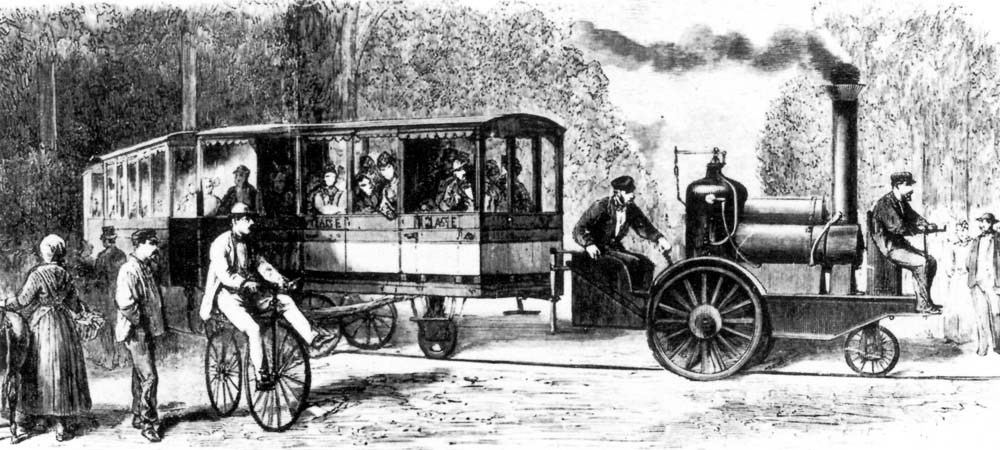
Larmanjats Einschienenbahn

#### Larmanjats „Einschienenbahn“ (1868–1870 (?))
Der französische Ingenieur Jean Larmanjat zeigte auf der Weltausstellung 1867 ein Gefährt, das ab dem Folgejahr auf der Strecke zwischen Raincy und Montfermeil zum Einsatz kam: Es handelte sich um eine dreirädrige Lokomotive, das Vorderrad wurde auf einer Schiene geführt, die großen Hinterräder waren auf einer gemeinsamen Achse montiert und rollten auf der Straße. Die gezogenen Wagen hatten vier Räder: vorn und hinten je ein schienengeführtes Rad, dazwischen eine Achse mit zwei Rädern, die auf der Fahrbahn liefen. Der Sinn dieser Konstruktion war, dass ein Teil der Last auf den schienengeführten Rädern lag und dadurch der Reibungswiderstand erheblich verringert wurde. Da die Bahn eine Steilstrecke mit bis zu 72 ‰ Steigung überwinden musste, wagte man nicht das ganze Gefährt auf Schienen zu stellen.
Die Bahn erreichte im normalen Betrieb eine Durchschnittsgeschwindigkeit von 16 km/h und fuhr auch ohne Probleme durch die engen Serpentinen mit einem Kurvenradius von nur 20 Metern. Ein Problem war es dagegen, die Einzelräder auf den Schienen zu halten.
Das genaue Ende des Bahnbetriebs ist nicht bekannt. Vermutlich wurde die Einrichtung während des Deutsch-Französischen Krieges 1870/71 zerstört.

#### Dampfstraßenbahn (1875–1882)
Erste Versuchsfahrten mit einer Dampfstraßenbahn führte die Gesellschaft Les Tramways Sud 1875 auf dem Teilstück Porte de Châtillon – Saint-Germain-des-Prés durch. Es handelte sich um eine aus Großbritannien importierte Maschine. Da die Versuche positiv ausfielen, wurde bereits ab August 1876 als erste Linie Montparnasse – Place Valhubert regelmäßig befahren. Auch die CGO experimentiert ab 1876 mit Dampfbetrieb. Da die Dampfgewinnung aber teuer war, kehrte man bald wieder – wie auch die Tramways Sud – wieder zu den Pferdegespannen zurück. Die Tramways Nord verwendeten probeweise Lokomotiven mit zwei Führerständen. Die Fahrzeuge erwiesen sich als zu schwer für den vorhandenen Oberbau. Schon 1882 endete die Dampfstraßenbahnära in Paris wieder.

#### Dampfspeicherlokomotiven (1878–1911)

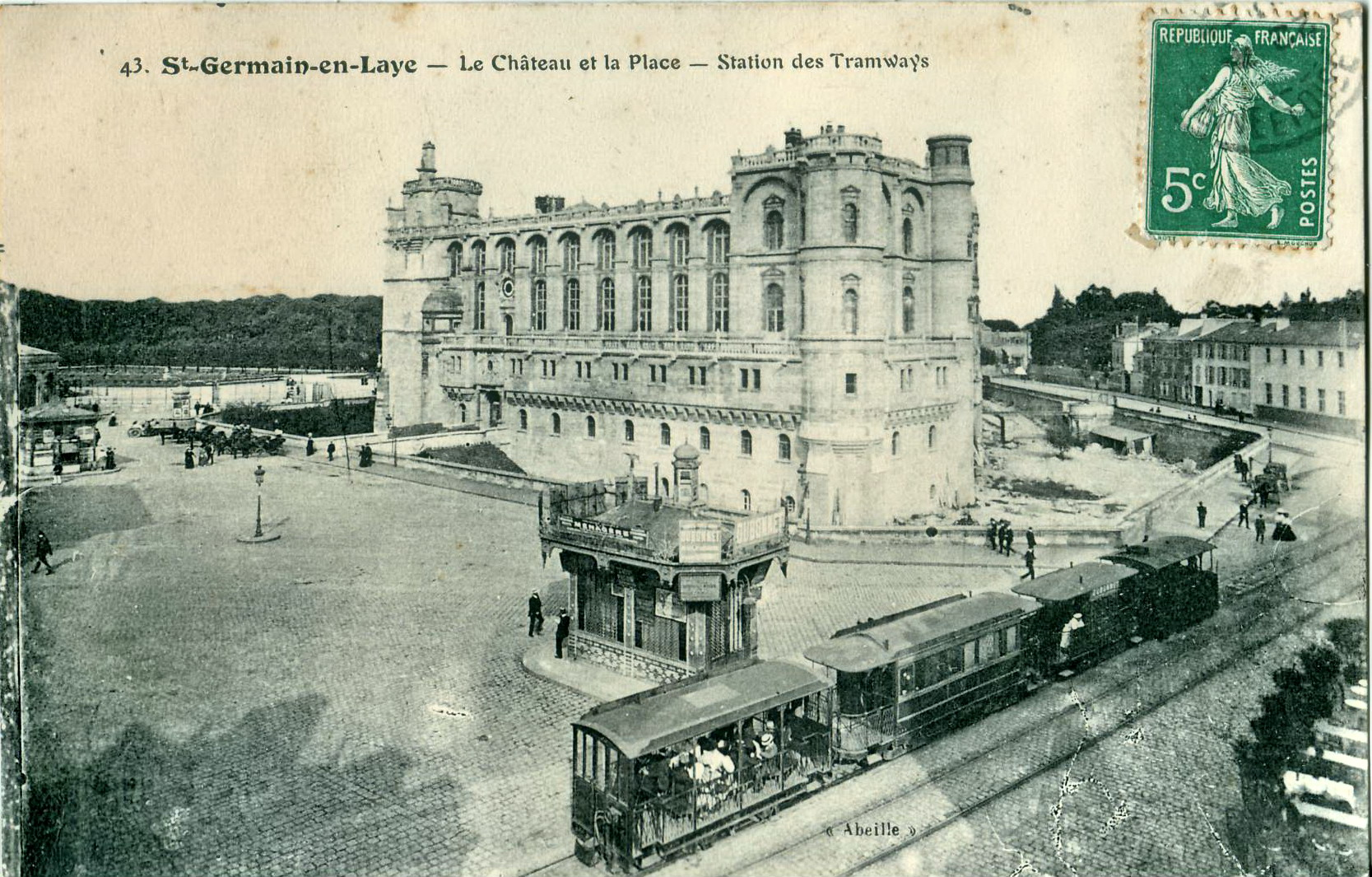
Mit einer Francq-Dampfspeicherlokomotive bespannter Straßenbahnzug, vor dem Schloss Saint-Germain

Dampfspeicherlokomotiven wurden in Paris durch Léon Francq bekannt, der eine derartige Maschine aus den USA importierte und sie erheblich verbesserte. Durch den Einsatz von überhitztem Wasser gelang es, die Dampfproduktion von der Feuerstelle zu trennen; d. h. die Lokomotiven mussten unterwegs nicht geheizt werden. Die Lokomotiven hatten einen großen, gut wärmeisolierten Dampfspeicher, das zu etwa 2/3 mit Wasser gefüllt wurde. Das Wasser wurde in der Ladestation durch die Einleitung von Dampf auf bis zu 200 °C erhitzt, was einem Druck von 15 atm entspricht. Dieses Vorheizen dauerte nur etwa 20 Minuten. Francq machte seine ersten Probefahrten 1878 auf der Straßenbahnstrecke Rueil-Malmaison – Marly-le-Roi. Diese Strecke wurde dann später bis Paris und Saint-Germain verlängert. Auch auf der Strecke Saint-Germain – Poissy wurden solche Lokomotiven eingesetzt. Francq-Lokomotiven waren in Paris bis 1911 im Einsatz.

#### Druckluftantrieb (1887–1914)

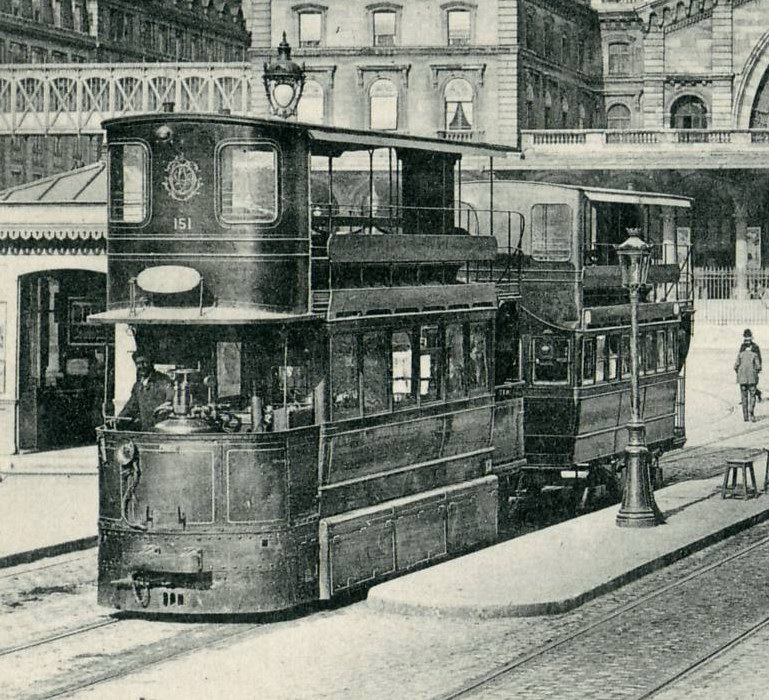
Druckluftstraßenbahnzug der CGO vor dem Bahnhof Paris-Est, um 1900

Straßenbahn mit Druckluftantrieb nach dem von Louis Mékarski entworfenen System wurden ab 1887 zunächst von der Gesellschaft Les nouveaux Chemins de Fer Nogentais (CFN) auf der knapp 12 km langen Strecke Vincennes – Ville-Évrard eingesetzt. Es wurden Doppelstockwagen mit einer langen hinteren Plattform eingesetzt, die einen oder zwei Beiwagen ziehen konnten. Daraus entstand im Laufe der Jahre ein kleines Straßenbahnnetz östlich von Paris, das im Jahr 1900 elektrifiziert wurde und 1902 neun Strecken umfasste.
Beim System Mékarski wurde mit Hilfe einer stationären Dampfmaschine Druckluft hergestellt (30 kg/cm²) und in unterirdischen Röhren zu den Endhaltestellen geleitet, wo sie die Vorratsbehälter der Straßenbahn füllen konnten. In den Fahrzeugen wurde die Druckluft über einen Druckwandler in einen Zylinder geleitet, wo sie – genau wie der Dampf einer Dampfmaschine – einen Kolben in Bewegung setzten.
Auch die CGO setzte eine Reihe von Mékarski-Triebwagen ein. Die letzten Fahrzeuge dieser Art waren bis August 1914 im Einsatz.
Weniger erfolgreich war das sogenannte Popp-Conti-Niederdrucksystem. Hier wurde die Druckbehälter der Lokomotiven mit wesentlich niedrigerem Druck gefüllt als beim System Mékarski. Entsprechend öfter musste nachgefüllt werden; dies geschah an jeder Haltestelle beziehungsweise maximal alle zwei Kilometer. Über eine unterirdische Leitung wurden die Nachfüllstationen mit Druckluft versorgt. Den ersten Einsatz gab es im Jahr 1894 auf einer Teststrecke auf den Champs de Mars. Kurzfristig wurde dann bei der Straßenbahn Saint-Maur-des-Fossés diese Technik angewandt.

#### Rowan-Dampftriebwagen (1889 – ca. 1910)
Dampftriebwagen des Herstellers Rowan, wie sie seit 1876 in Kopenhagen in Betrieb waren, wurden 1889 anlässlich der Weltausstellung Paris 1889 von der CGO eingesetzt. Sie liefen auf einem Triebdrehgestell und einer einzelnen Laufachse. Es waren Triebwagen, mit denen auch Personen befördert werden konnten. Bei der Bevölkerung waren sie eher unbeliebt: Fahrgäste störten sich an der rüttelnden und ruckelnden Fahrweise. Die Dampfwolke, die die Fahrzeuge umgaben, benetzte auch unbeteiligte Passanten. Trotzdem blieben die Rowanfahrzeuge mehr als zwanzig Jahre lang in Betrieb.

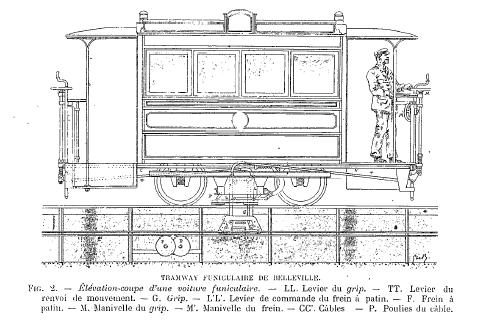
Längsschnitt durch einen Kabelstraßenbahnwagen der Tramway Funiculaire de Belleville
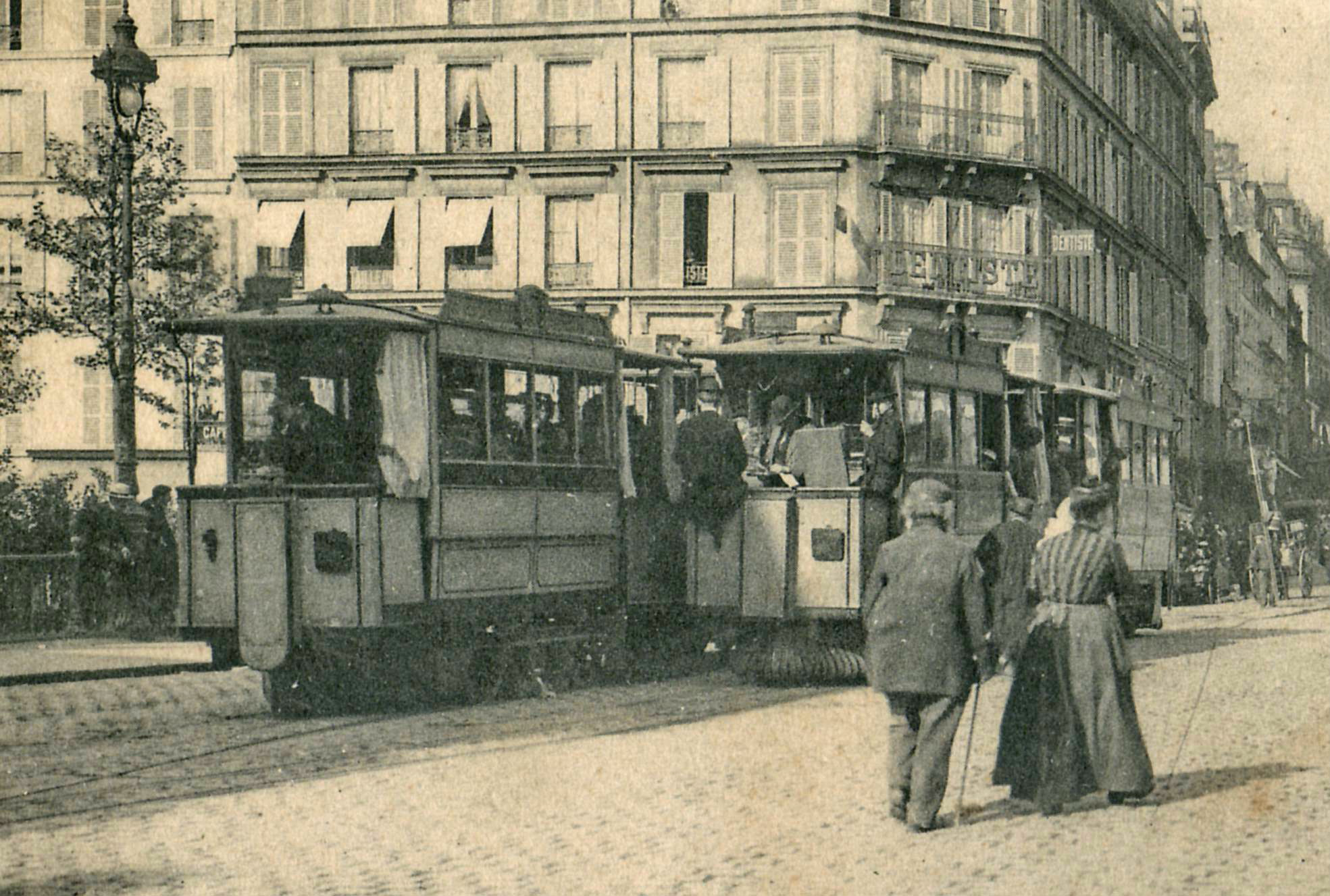
Zwei Wagen der Kabelstraßenbahn République – Belleville an einer Ausweichstelle

#### Kabelstraßenbahn (1891–1924)
Ende der 1880er Jahre waren fast alle Stadtteile von Paris an die Straßenbahn angeschlossen. Eine Ausnahme bildeten Butte Montmartre und Belleville, weil die topographischen Gegebenheiten den Bau von Straßenbahnen nicht zuließen. In Belleville erreichten die Straßensteigungen bis zu 70 ‰. Deswegen wurde 1891 auf der Steilstrecke Place de la République – Eglise de Belleville eine 2 km lange Kabelstraßenbahn nach dem Modell der San Francisco Cable Cars eingerichtet. Den Bau der Strecke führte die Stadt Paris durch, der Straßenbahnbetrieb wurde der Compagnie du Tramway Funiculaire de Belleville übertragen. Die Strecke war meterspurig und eingleisig, es gab fünf Ausweichstellen. Die Anlage war bis 1924 in Betrieb. Die 1935 eröffnete Linie 11 der Pariser Métro folgt dem Lauf der ehemaligen Kabelbahn.

### Elektrische Straßenbahnen
Verwirrend ging es auch bei der Elektrifizierung zu: Es gab Linien mit Akkumulatortriebwagen; Linien mit unterirdischer Stromschiene (und zwei verschiedenen Methoden der Stromzuführung zu den Fahrzeugen) und Linien mit Oberleitung. In Paris selbst waren lange Zeit Oberleitungen verboten, so dass diese Art der Stromübertragung anfangs auf die Vorstädte beschränkt war.

#### 1881: Erste elektrische Straßenbahn mit Oberleitung

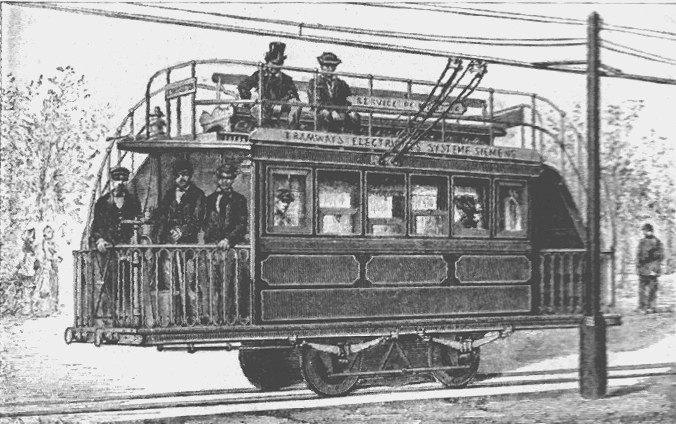
Die Straßenbahn von Siemens & Halske der Exposition d’électricité, 1881

Im Jahr 1881 fand in Paris die Exposition d’électricité statt. Aus diesem Anlass baute die Firma Siemens & Halske eine etwa 500 Meter lange, von der Place de la Concorde zum Palais de l’Industrie führende Strecke. Letzteres befand sich an Stelle der heutigen Grand Palais. Das Doppelstockfahrzeug mit offenem Deck konnte 50 Personen befördern. Die Stromzufuhr erfolgte über sog. Schlitzrohrfahrleitungen. In Paris handelte es sich um zwei Messingröhren von 22 cm Durchmesser, die unten einen 6 mm breiten Schlitz hatten. Im Innern der Röhren befand sich je ein metallener beweglicher Körper – genannt Schiffchen – welcher über Kabel mit dem Fahrzeug verbunden war und vom fahrenden Fahrzeug mitgezogen wurde. Die Bahn war nur während der Dauer der Ausstellung in Betrieb und war die weltweit erste Strecke mit Oberleitung.

#### 1881: Straßenbahn mit Akkumulatoren

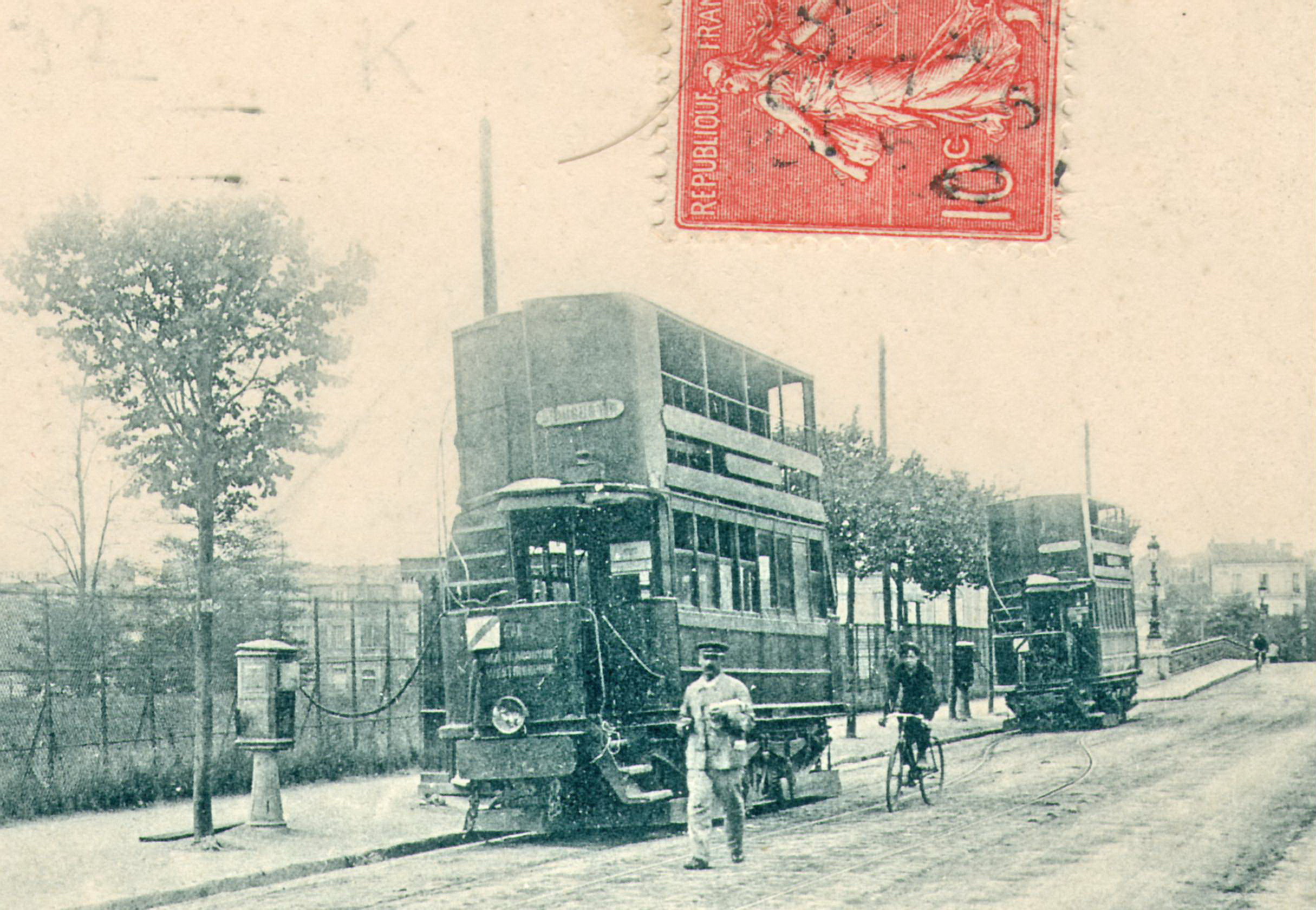
Ein Akkumulatortriebwagen an einer Schnellladestation

Im Mai 1881 wurde eine elektrische Straßenbahn mit Akkumulatoren als Stromspeicher auf einer Strecke zwischen Montreuil und der Place de la Nation getestet. Die große Entwicklungsphase der Akkumulatorbahnen führte die Compagnie des Tramways de Paris et du Département de la Seine (TPDS) durch, die die insolvente Gesellschaft Tramways Nord übernommen hatte. Die von ihr betriebenen Strecken lagen in den Vororten nördlich von Paris. Die innerstädtischen Endstationen waren Place de la Madeleine, Place de l’Opéra und Place de la République.
Ab 1892 wurden die Strecken Saint-Denis – Opéra und Saint-Denis – Madeleine mit Akkumulatortriebwagen bedient. Bei diesen zweiachsigen Doppelstockwagen befand sich zwischen den Achsen ein Batteriekasten mit 108 Zellen. Die Ladestation befand sich im Depot in Saint-Denis. Bei jeder Vorbeifahrt am Depot wurden die Akkus durch eine frischgeladene Batterie ausgetauscht. Die Leistung und mögliche Benutzungsdauer der Akkus war sehr begrenzt. Außerdem waren sie sehr empfindlich und setzten während des Betriebs oft unangenehme Gerüche frei. Für den Fall eines vorzeitigen Schwachwerdens der Akkus wurden später Schnellladestationen entlang der Strecken eingerichtet. Dort konnte der Akku innerhalb von 15 Minuten soweit aufgeladen werden, dass das Fahrzeug wieder fahrbereit war. Ab 1898 setzte die TPDS Zweisystemfahrzeuge ein: Akkumulatorantrieb innerhalb von Paris und Oberleitungsbetrieb in der Banlieue.

#### 1896: Stromversorgung auf der Fahrbahn

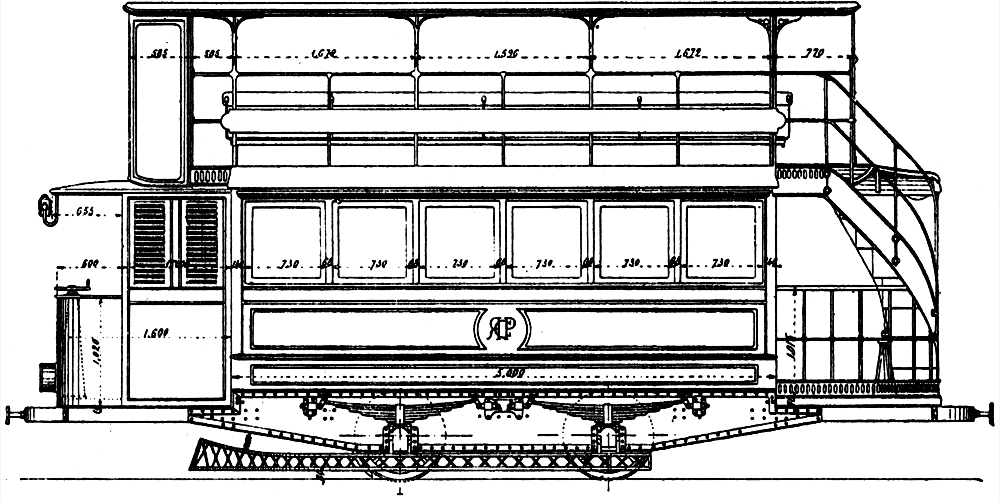
Straßenbahn mit Kontaktschiene der Linie Paris – Romainville

Es gab verschiedene Systeme dieser Art, die aber eine Gemeinsamkeit hatten: Die Stromversorgung durfte nur erfolgen, wenn der Straßenbahnwagen sich über den Kontaktstellen befand und andere Personen bzw. Fahrzeuge mit den Kontakten nicht in Berührung kommen konnten – genau wie beim modernen APS-System.

##### 1896: System Claret und Vuilleumier: Kontaktplatten
- Beim System von Claret und Vuilleumier waren die Kontakte kleine Metallplatten, die auf der Fahrbahn in Gleismitte befestigt waren, und durch im Boden verlegte Leitungen und ein Schaltwerk an die Spannungsquelle angeschlossen werden konnten. Unter den Straßenbahnwagen war eine Kontaktschiene angebracht, die eine (stromführende) Kontaktplatte 1 berührte. Beim Fahren wurde der Kontakt zu einer weiteren (zunächst stromlosen) Kontaktplatte 2 geschlossen. Das Schaltwerk registrierte dies und legte sie an Spannung, während die Platte 1 abgeschaltet wurde.

Dieses System war zunächst 1894 in Lyon auf einer Industrieausstellung gezeigt worden und wurde 1896 beim Neubau der Linie Paris (Place de la République) – Romainville eingebaut. Ein Schaltwerk konnte 40 hintereinanderliegende Kontaktplatten, die je zweieinhalb Meter voneinander entfernt waren, schalten. Das System war sehr komplex und störanfällig. Es erfüllte nicht die Erwartungen.

##### 1900: Oberflächenkontakte System Diatto

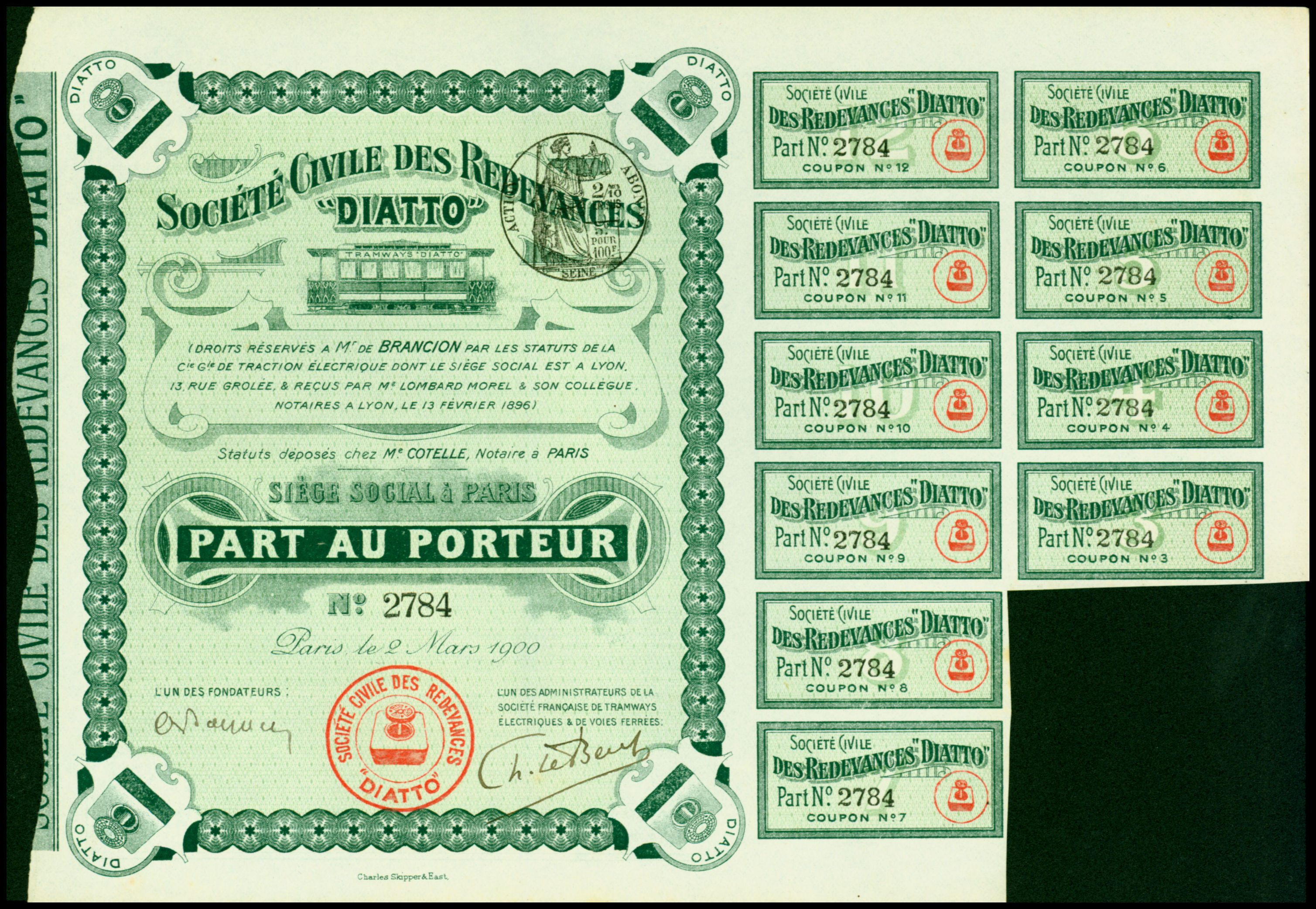
Inhaberanteil der Soc. Civile des Redevances „Diatto“ vom 2. März 1900 mit Darstellungen der Kontaktstifte

- Das System des italienischen Ingenieurs Alfredo Diatto arbeitete mit in der Straße eingelassenen Kontakten, die nur Strom führten, wenn der Straßenbahnwagen darüber fuhr. Die Kontakte waren in einem Schachtdeckel eingelassen, der auf einer Kontaktbox lag. Der Fahrstrom wurde zugeschaltet in dem in der Kontaktbox ein im Quecksilber schwimmender Zapfen von Elektromagneten am Fahrzeug angehoben wurde und gegen den Schachtdeckel auf der Kontaktbox drückte. Das Fahrzeug konnte so den Fahrstrom mittels eines unter dem Wagenboden angebrachten Schleifers von Kontakt im Schachtdeckel abnehmen, der vom in der Erde verlegten Stromkabel über das Quecksilber und den Zapfen mit Strom versorgt wurde. Verließ das Fahrzeuge die Kontaktbox, gab es kein Magnetfeld mehr, sodass der Zapfen wieder nach unten fiel und der Schachtdeckel spannungslos wurde.[20] In Paris wurde das Diatto-System ab 1900 angewandt. Insgesamt wurden in Frankreich rund 20 000 Kontaktboxen installiert. Das System war störanfällig und verschwand bereits ab 1905 wieder. Es war bei den folgenden Straßenbahngesellschaften im Einsatz:
  - Compagnie des tramways électriques de Vanves à Paris et extensions
  - Compagnie des tramways de l’Est parisien
  - Compagnie des tramways de l’ouest parisien
  - Compagnie électrique des tramways de la rive gauche de Paris.

Außerhalb von Paris wurde das System bei der Straßenbahn Lorient und in Tours benutzt.

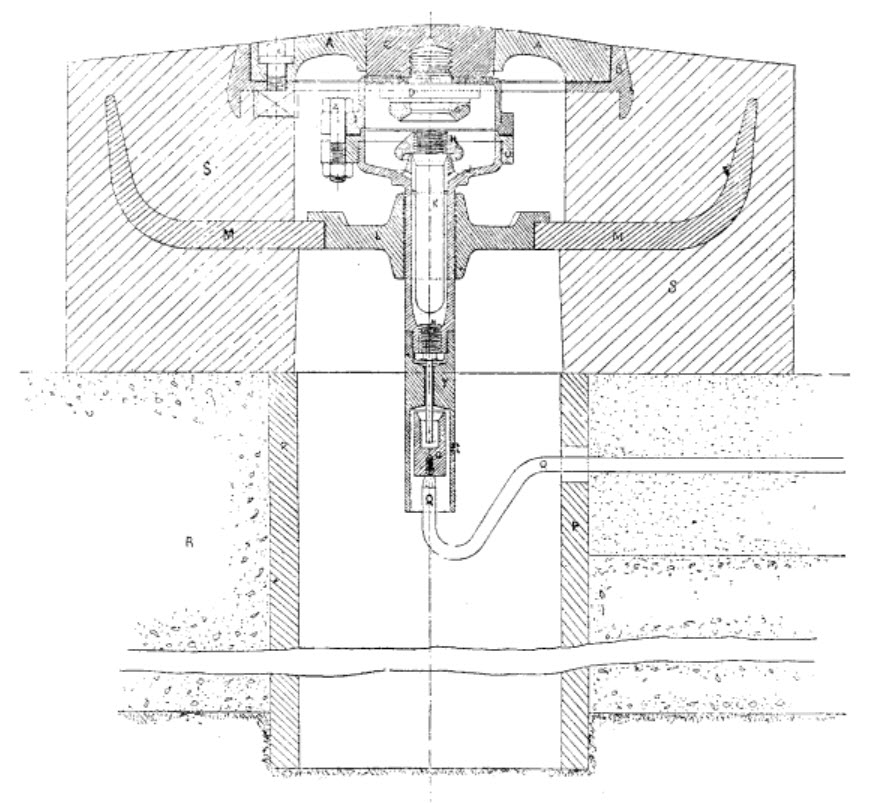
Querschnitt durch einen Bodenkontakt System Diatto. In der Mitte des oberen Bildteils ist der im Quecksilber schwimmende Zapfen K zu erkennen.
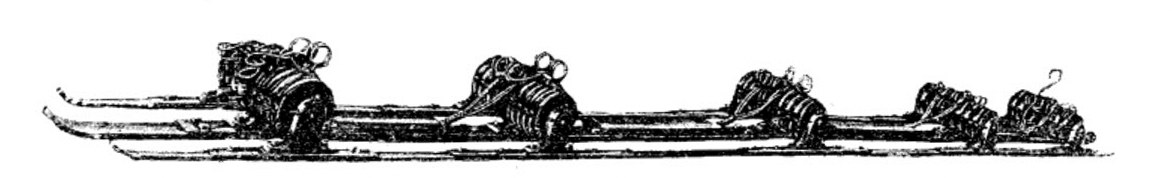
Unter dem Wagen angebrachter Schleifer mit den Spulen der Elektromagneten, die zum Anheben der Kontaktzapfen dienten

##### 1898: Verdeckte Stromschienen
- Mehr Erfolg war den Bahnen mit verdeckten Stromschienen in einem Leitungskanal beschieden. Diese Art der Stromzuleitung wurde ab November 1898 in Paris eingesetzt. Auf der Strecke Bastille – Charenton durften im Mittelbereich über die Place Daumesnil und im Abschnitt zwischen Gare de Lyon und Place de la Bastille keine Oberleitungen gespannt werden. Vor allem die CGPT setzte auf die Stromschienen.

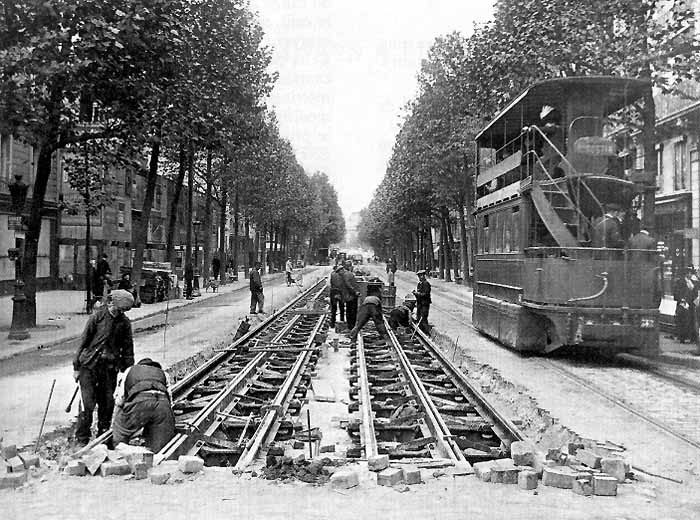
Einbau von Gleisen mit verdeckten Stromschienen in der Avenue d’Antin, rechts ein Druckluftwagen des Systems Mékarski
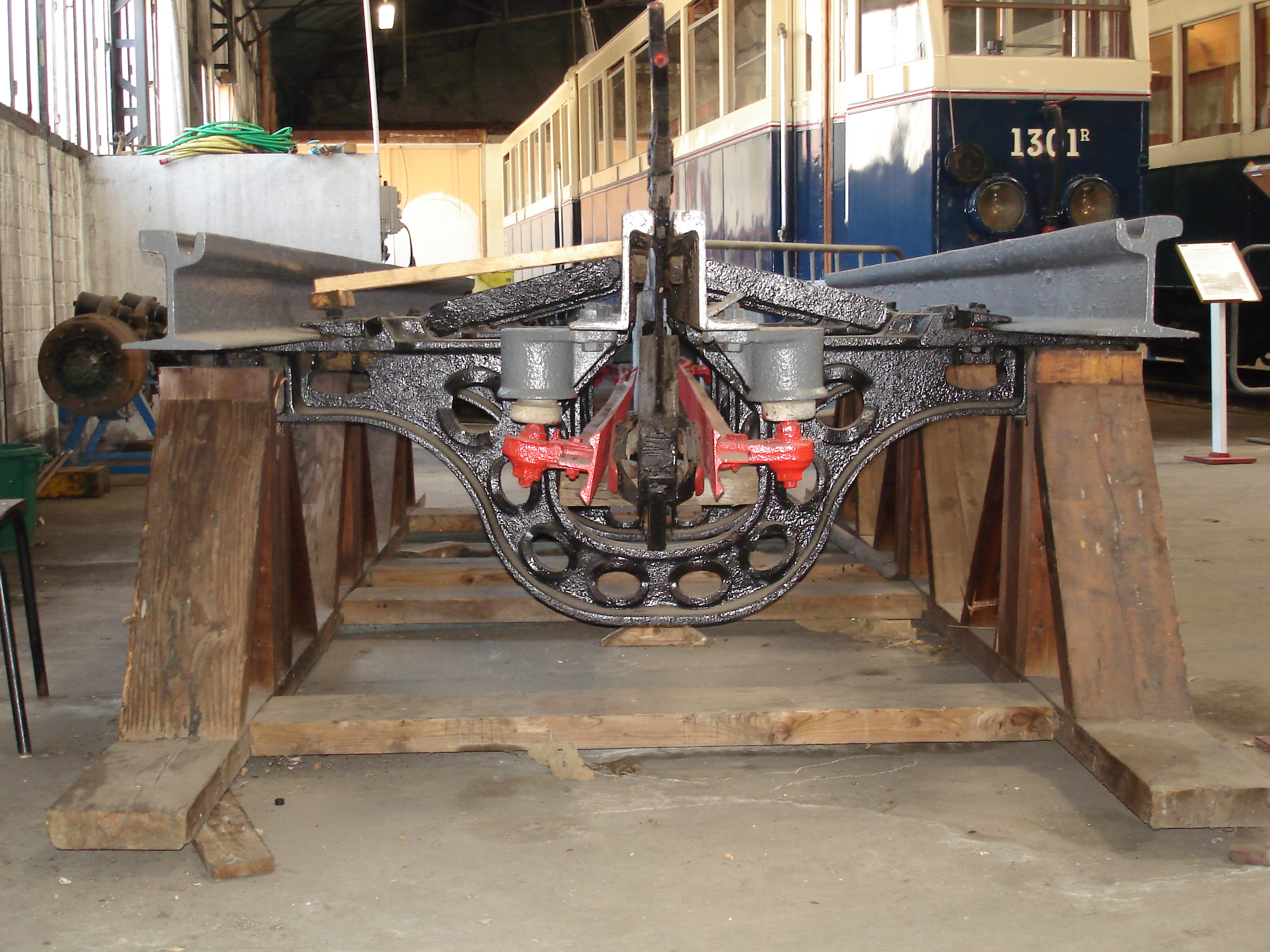
Schnitt durch einen Leitungskanal mit verdeckten Stromschienen: rot die beiden stationären Leiter, grau der Stromabnehmer des Fahrzeugs
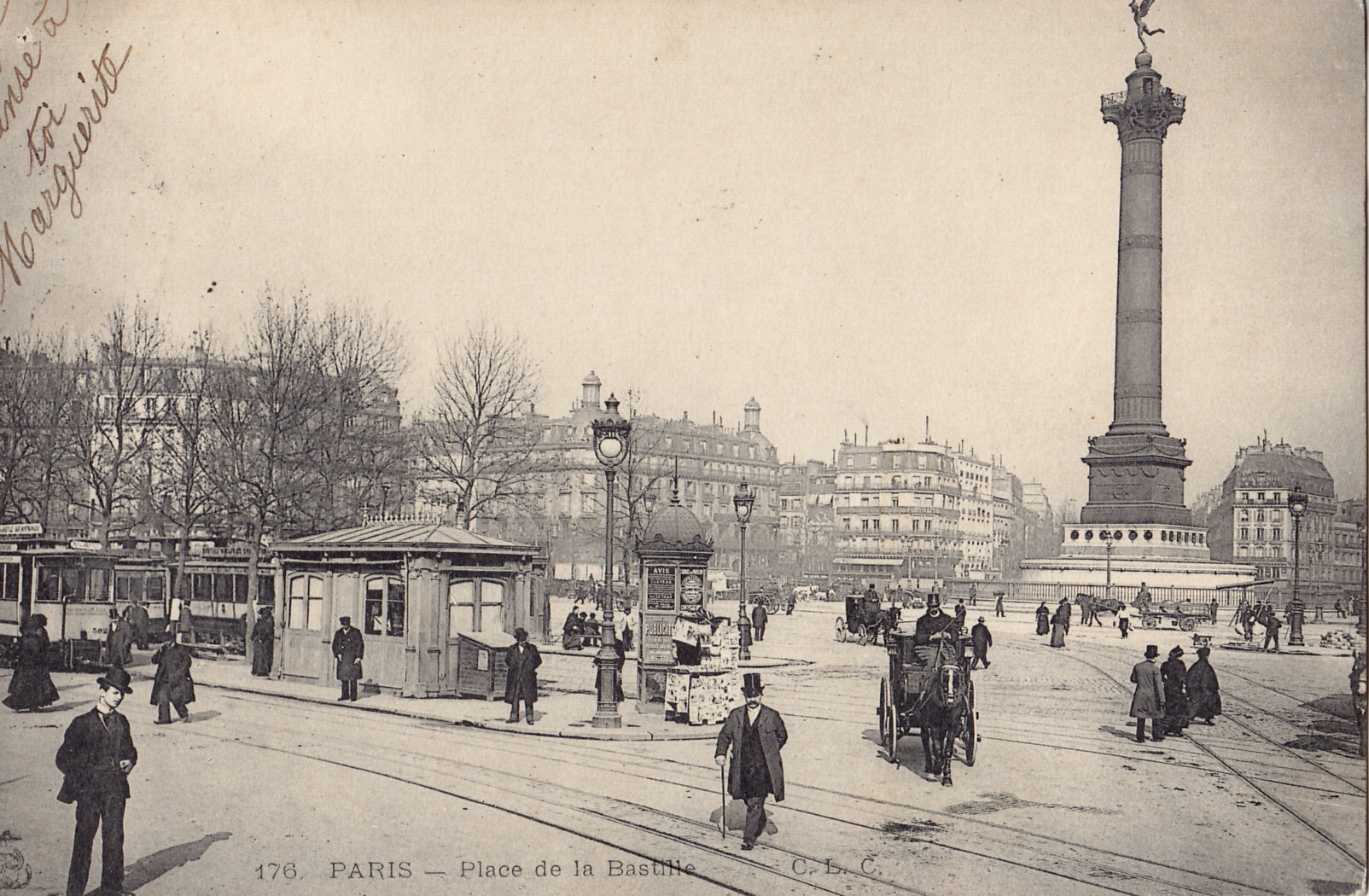
Place de la Bastille: Zwischen den Schienen der Leitungskanal, unter dem sich die Stromschienen befinden, vor 1904

## Straßenbahngesellschaften
In Paris waren eine ganze Reihe von Gesellschaften tätig. Manche waren sehr kurzlebig und existierten nur wenige Jahre. Die CGO brachte es auf mehr als 60 Jahre.
Einen Überblick gibt folgende Tabelle:

### Übersichtstabelle
| Bezeichnung | Name                                                               | Eröffnung | Schließung                                                            | Linien  | Bemerkung                                                                                       |
| ----------- | ------------------------------------------------------------------ | --------- | --------------------------------------------------------------------- | ------- | ----------------------------------------------------------------------------------------------- |
| CGB         | Compagnie des chemins de fer de grande banlieue                    | 1910      | 1927                                                                  | 7       | übernommen von der STCRP                                                                        |
| CFBB        | Chemin de fer du bois de Boulogne                                  | 1898      | 1921                                                                  | 1       | Fusion mit anderen Gesellschaften zur STCRP                                                     |
| CFN         | Compagnie des Chemins de Fer Nogentais                             | 1887      | 1921                                                                  | 10      | Fusion mit anderen Gesellschaften zur STCRP                                                     |
| CGO         | Compagnie Générale des Omnibus                                     | 1855      | 1921                                                                  |         | Fusion mit anderen Gesellschaften zur STCRP                                                     |
| CGPT        | Compagnie générale parisienne de tramways                          | 1890      | 1921                                                                  | 11      | Fusion mit anderen Gesellschaften zur STCRP                                                     |
| EP          | Compagnie des tramways de l'Est parisien                           | 1900      | 1921                                                                  | 16      | von der STCRP übernommen                                                                        |
| FB          | Compagnie du Tramway Funiculaire de Belleville                     | 1891      | 1910 erlosch die Konzession; durch die Stadt Paris bis 1924 betrieben | 1       | durch die Stadt Paris abgelöst: zunächst Bus, ab 1935 Metro                                     |
| NP          | Compagnie des tramways électriques du Nord-Parisien                | 1900      | 1910                                                                  | 8       | übernommen von Compagnie des tramways de Paris et du département de la Seine.                   |
| OP          | Compagnie des tramways de l'ouest parisien                         | 1900      | 1924                                                                  | 5       | 1918 unter Zwangsverwaltung gestellt; 1925 übernommen von der STCRP                             |
| PA          | Compagnie du Chemin de Fer sur Route de Paris à Arpajon            | 1893      | 1922                                                                  | 1       | 1922 übernommen von der STCRP                                                                   |
| RG          | Compagnie électrique des tramways de la rive gauche de Paris       | 1899      | 1921                                                                  | 4       | übernommen von der STCRP                                                                        |
| PSG         | Compagnie des Tramways de Paris à Saint-Germain                    | 1889      | 1902                                                                  | 1       | übernommen von Compagnie des tramways mécaniques des environs de Paris                          |
| STCRP       | Société des transports en commun de la région parisienne           | 1921      | 1941                                                                  | ca. 130 | zum 1. Januar 1942 von der Compagnie du chemin de fer métropolitain de Paris übernommen         |
| TMEP        | Compagnie des Tramways Mécaniques des Environs de Paris            | 1896      | 1910                                                                  | 5       | TPDS übernahm vier Linien; CGB eine Linie                                                       |
| TPDS        | Compagnie des tramways de Paris et du département de la Seine      | 1887      | 1921                                                                  | 22      | Fusion mit anderen Gesellschaften zur STCRP                                                     |
| TSM         | Compagnie des tramways de Saint-Maur-des-Fossés                    | 1894      | 1899                                                                  | 3       | Fusion mit anderen Gesellschaften zur EP                                                        |
| TVRMR       | Société anonyme du Tramway à Vapeur de Rueil à Marly-le-Roi        | 1878      | 1889                                                                  | 1       | übernommen von der PSG                                                                          |
| TVPE        | Compagnie des tramways électriques de Vanves à Paris et extensions | 1900      | 1904                                                                  | 1       |                                                                                                 |
| TS*)        | Compagnie des tramways Sud                                         | 1873      | 1890                                                                  | 11      | von der neugegründeten Compagnie générale parisienne de tramways übernommen                     |
| TN*)        | Compagnie des tramways nord de Paris                               | 1873      | 1884                                                                  | 9       | von der neugegründeten Compagnie des tramways de Paris et du département de la Seine übernommen |

*) nicht mit den Linien TN und TS der CGO verwechseln
Hier folgen nun mehr oder weniger ausführliche Darstellungen der einzelnen Gesellschaften. Die Übersicht ordnet sie nach den Kurzbezeichnungen ihrer Namen.

### CFBB – Compagnie du Chemin de fer du bois de Boulogne

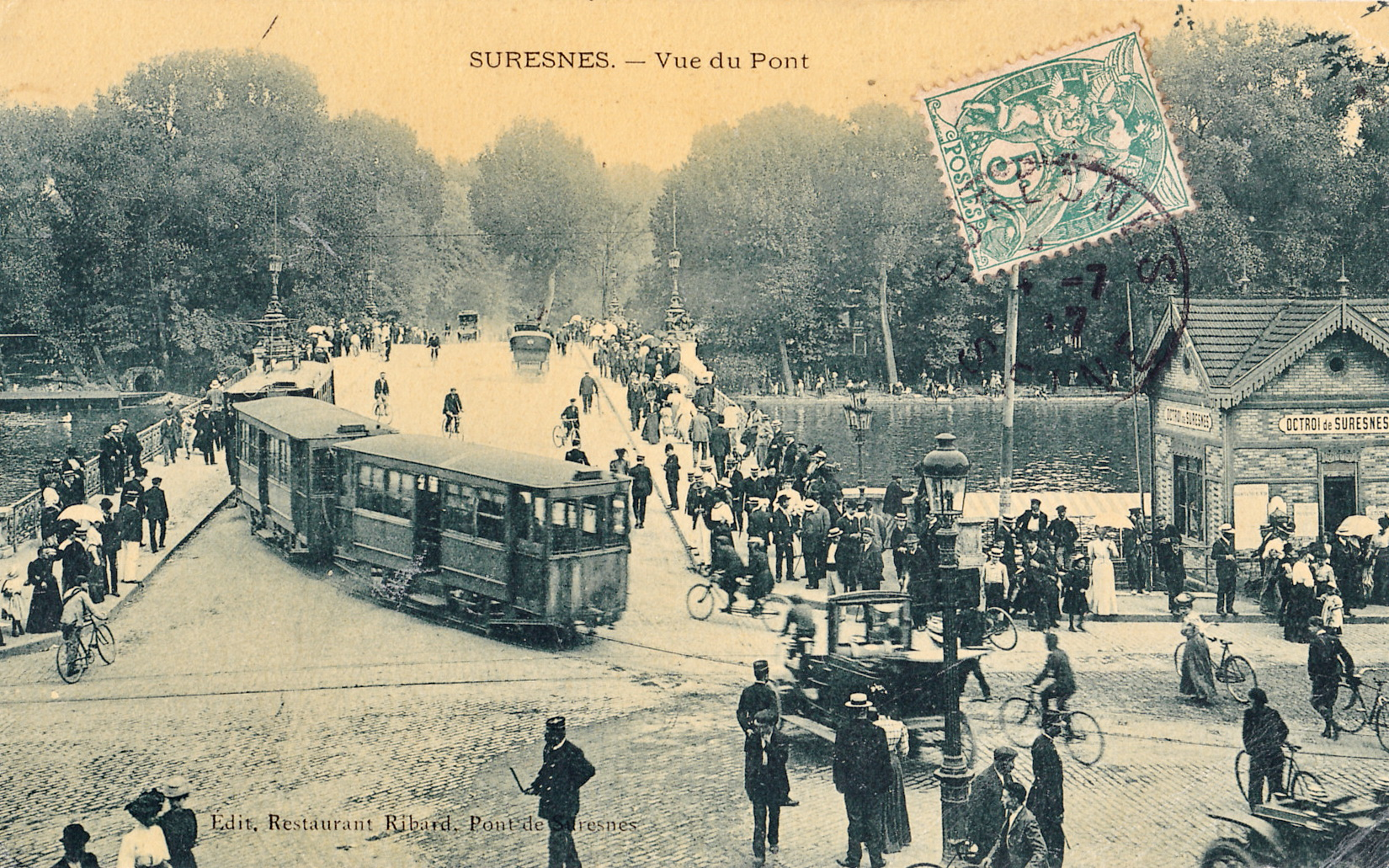
Straßenbahn der CFBB mit zwei Beiwagen in Suresnes (vor 1917)

Die 1898 gegründete Compagnie du Chemin de fer du bois de Boulogne (CFBB) nahm im Januar 1900 ihre erste Linie in Betrieb. Es handelte sich um die elektrifizierte Linie von der Porte Maillot in Paris nach Suresnes (Val d’Or).
Erst 1911 wurde die Strecke bis zum Ortsteil Montretout in Saint-Cloud verlängert und im April 1912 folgte die Verlängerung Saint Cloud – Garches. 1916 wurde die Endhaltestelle wieder nach Saint Cloud zurückverlegt. Die Strecke verlief von der Porte Maillot zunächst am Rande des Bois de Boulogne entlang und führte auch zur Pferderennbahn Longchamp.
Im Jahr 1900 startete die CFBM mit acht Triebwagen mit starren Achsen. Zwischen 1902 und 1913 wurden dann insgesamt 20 Drehgestell-Fahrzeuge erworben. Zwei dieser Fahrzeuge wurden von der insolventen Compagnie des tramways électriques de Vanves à Paris et extensions (TVPE) erworben.
1921 wurde die CFBB in die Société des transports en commun de la région parisienne (STCRP) eingegliedert und wurde bei der STCRP zur Linie 44.

### CFN – Compagnie des chemins de fer nogentais

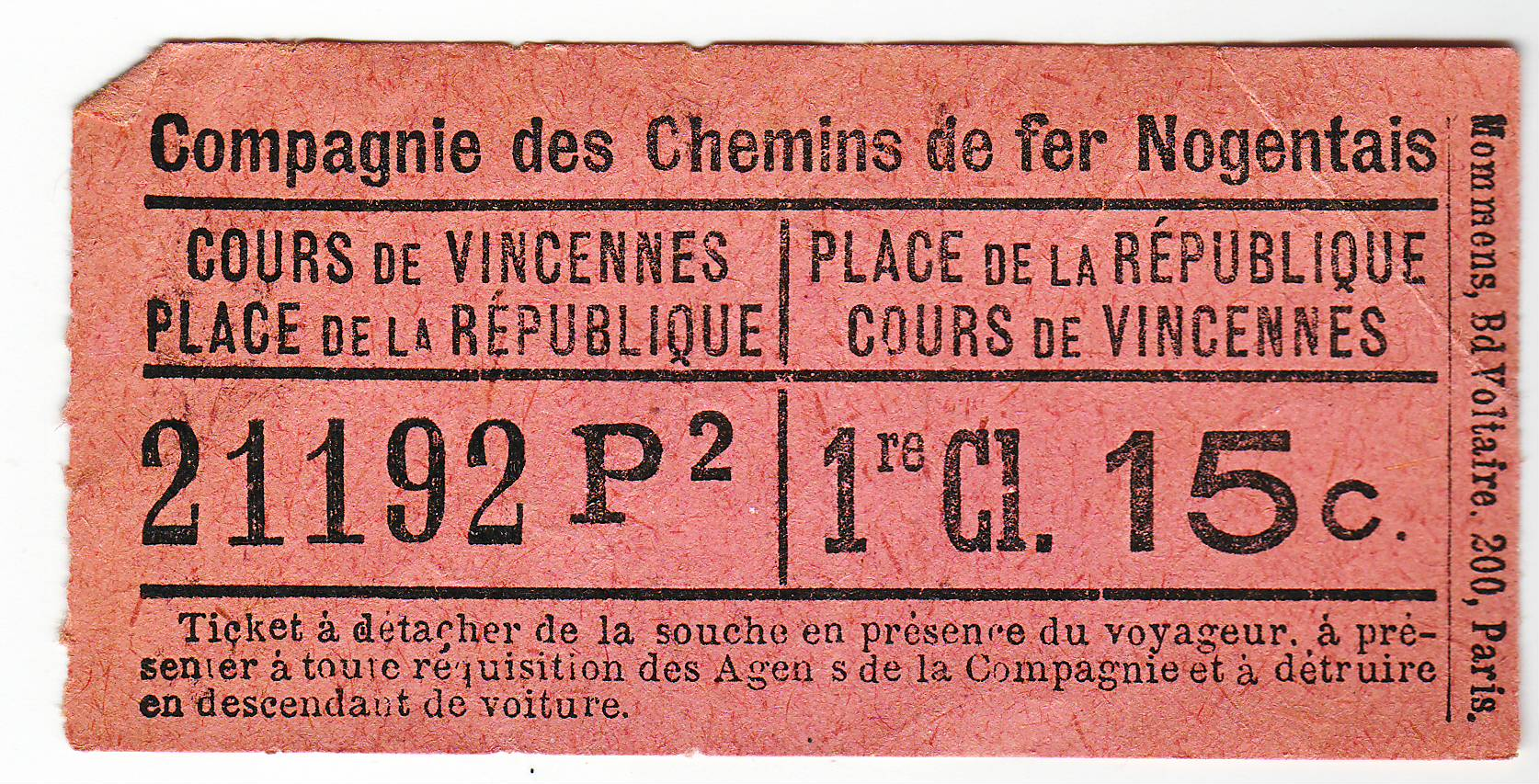
Fahrkarte 1. Klasse der CFN

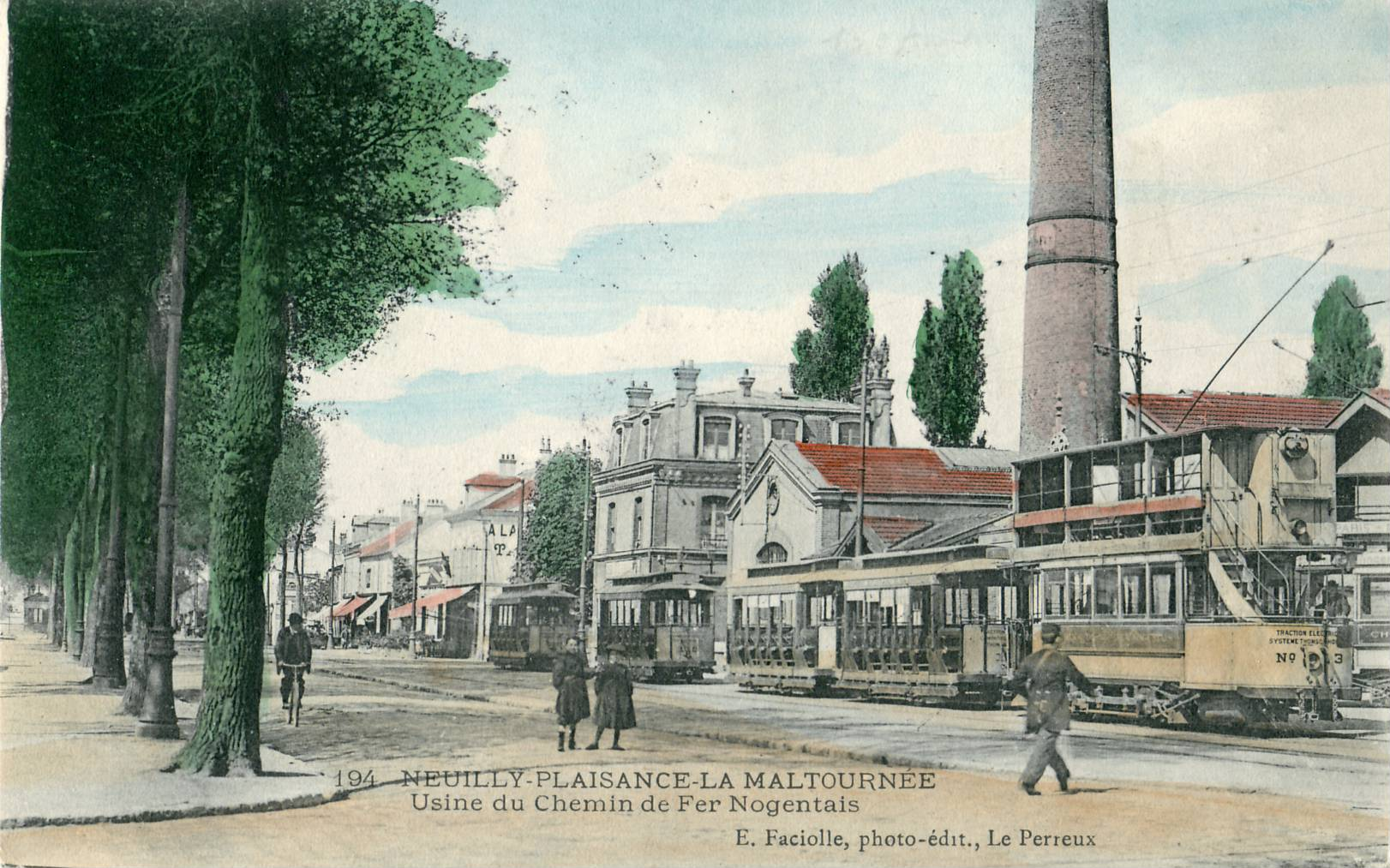
Straßenbahndepot und Kraftwerk der CFN in Neuilly – La Maltournée

Die Straßenbahngesellschaft Société des chemins de fer nogentais (CFN) betrieb ab 1887 ein umfangreiches Straßenbahnnetz, das schließlich aus zehn Linien bestand. Ausgangspunkt war die Porte de Vincennes am östlichen Stadtrand von Paris.
Die CFN setzte von Anfang an auf mechanischen Antrieb mit Druckluftantrieb auf den von Louis Mékarski entwickelten Fahrzeugen, die ein bis zwei Beiwagen ziehen konnten. Die erste Strecke wurde am 21. August 1887 eröffnet: Es handelte sich um die 11,6 km lange Strecke von Vincennes (Schlossplatz) nach Ville-Evrard, heute zu Neuilly-sur-Marne gehörend. Die Druckluftbehälter der Fahrzeuge wurden unterwegs im Depot La Maltournée, heute Gemeinde Neuilly-Plaisance, aufgefüllt. 1882 wurden 630 000 Fahrgäste gezählt, im Folgejahr waren es bereits 1 280 000. Im Dezember 1888 wurde die Zweiglinie Nogent – Bry-sur-Marne eröffnet, 1892 kamen die Streckenverlängerung vom Schloss Vincennes bis zur Porte de Vincennes und die Querverbindung La Maltournée – Rosny-sous-Bois hinzu. Dadurch entstand eine Verbindung zur Eisenbahnlinie der Chemins de fer de l’Est.
Die Elektrifizierung des CFN-Netzes begann im Mai 1900. Im Folgemonat wurde die neue Linie Villemomble – Place de la République in Betrieb genommen: Auf dieser Strecke kamen Doppelstock-Drehgestellwagen – Baureihe type 74 places – zum Einsatz. Diese Triebwagen hatten drei verschiedene Antriebe: Oberleitung, verdeckte Stromschiene und Akkumulatoren. Außerhalb von Paris kam die Oberleitung zum Einsatz; zwischen der Stadtgrenze und den alten Befestigungen war es die Stromschiene. Vom Père-Lachaise bis zur Place de la République benutzten die CFN-Wagen eine Strecke der Compagnie des tramways de l’Est parisien, die mit Kontaktplatten ausgerüstet war, so dass die CFN für diesen letzten Streckenabschnitt Akkumulatoren verwenden musste. Die Kurzstrecken ab La Maltournée wurden August und September 1900 elektrifiziert. Die Mékarski-Fahrzeuge wurden durch Motorwagen der Bauart type 54 places ersetzt, die durch Oberleitung versorgt wurden.
Die Endstation wurde 1904 von der Porte de Vincennes auf die weiter stadteinwärts gelegene Straße Cours de Vincennes verlegt, um eine bessere Anbindung an die Pariser Metro zu bekommen. Im März 1934 wurde – im Zuge der Verlängerung der Metrolinie 1 nach Osten – die Endhaltestelle nach Château de Vincennes zurückverlegt.
Die Linie 10 wurde als letzte im Oktober 1911 zwischen Cours de Vincennes und Fontenay-sous-Bois eröffnet, wobei eine Teilstrecke der ehemaligen Linie 2 der Compagnie des tramways de l’Est parisien Verwendung fand.
Das Ende kam mit dem 31. Dezember 1920: die Gesellschaft wurde mit Gültigkeit 1. Januar 1921 mit anderen Gesellschaften zur Société des transports en commun de la région parisienne (STCRP) verschmolzen. Die Linien – den CFN-Nummern 1 bis 10 – wurde bei der STCRP unter den Nummern 113 bis 122 geführt. Eine Linie wurde bereits im November 1922 stillgelegt, die übrigen zwischen Mai 1935 und Februar 1937.
Triebfahrzeuge:
- type Mekarski: Die Gesellschaft hatte 19 dieser Fahrzeuge mit Druckluftantrieb. Diese zweiachsigen Doppelstockwagen waren bei einem Achsabstand von 1,9 m 7,5 m lang. Sie boten 50 Fahrgästen Platz.
- type 54 places: 51 zweiachsige Doppelstocktriebwagen – nummeriert von 1 bis 51 – mit 54 Plätzen. Stromzufuhr erfolgte über eine Oberleitung.
- type 74 places: 41 Doppelstocktriebwagen mit zwei Drehgestellen – nummeriert von 52 bis 93. Stromversorgung erfolgte über Oberleitung bzw. verdeckter Stromschiene bzw. durch Akkumulatoren.
- type 150: 14 Triebwagen mit Stromversorgung über Oberleitung – nummeriert von 150 bis 163. Diese 10,2 m langen Fahrzeuge waren zweiachsig mit einem Achsabstand von 3,4 m und konnten 44 Personen befördern.
- type 202: Es handelte sich um einen Prototyp, von dem nur ein Exemplar gebaut wurde. Es war ein Oberleitungsfahrzeug auf zwei Drehgestellen mit einer Länge von 7,9 m und einer Leermasse von 10,5 t.
- type service funéraire: Dieses Fahrzeug verkehrte in Vincennes zwischen der Kirche und dem neuen Friedhof. Es konnten bis zu zwei Särge darin transportiert werden.

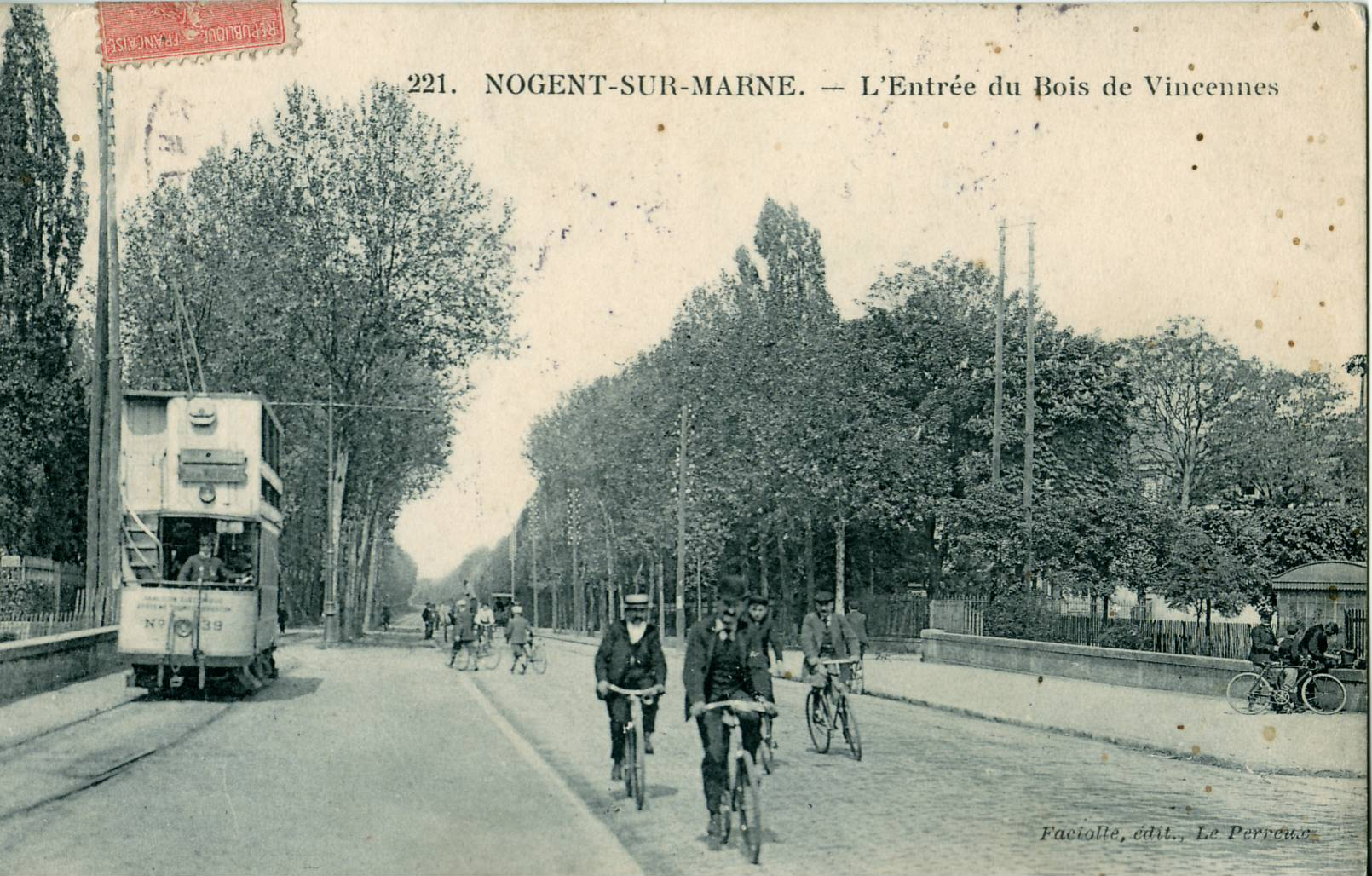
type 54 places
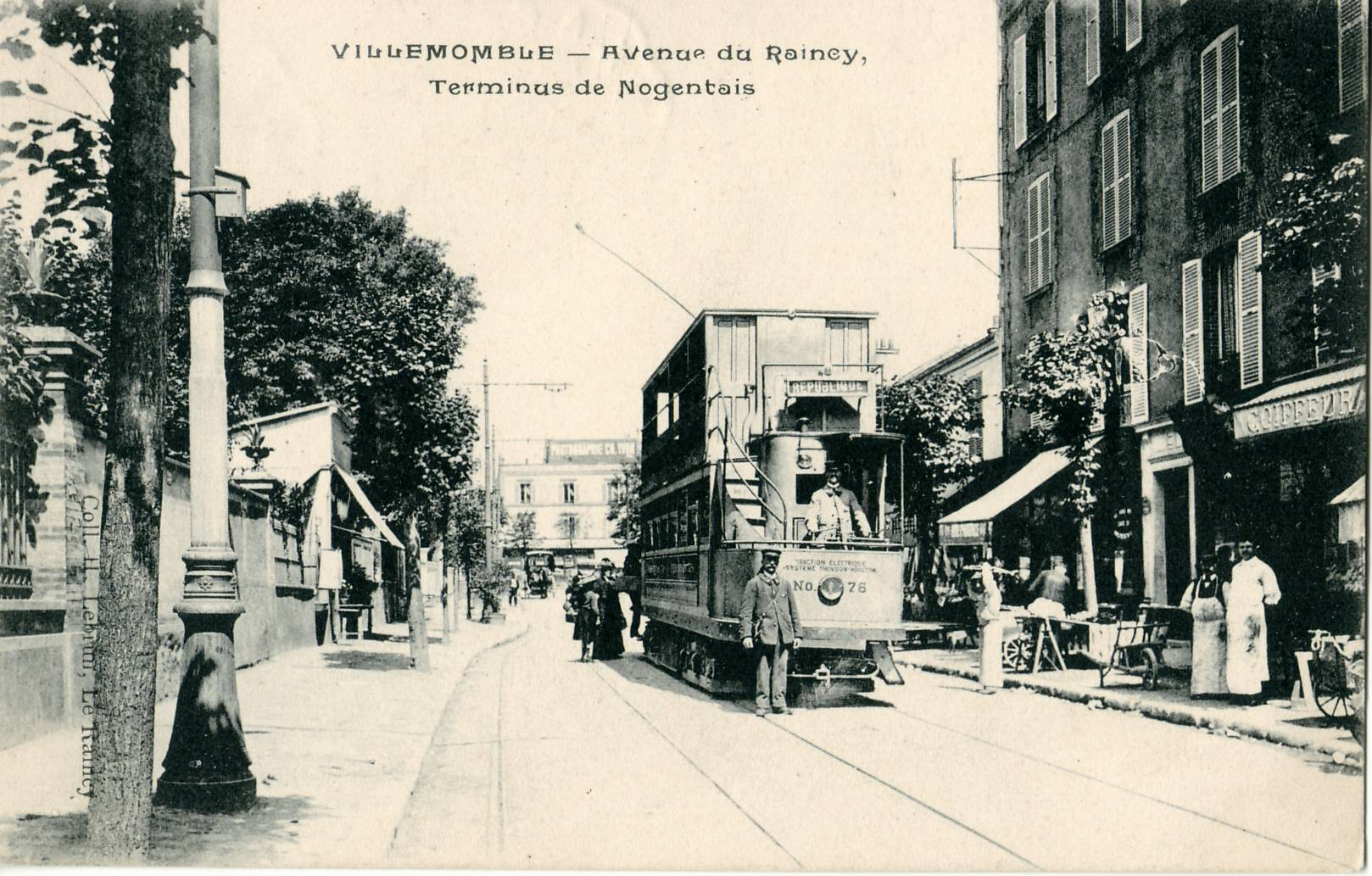
type 74 places
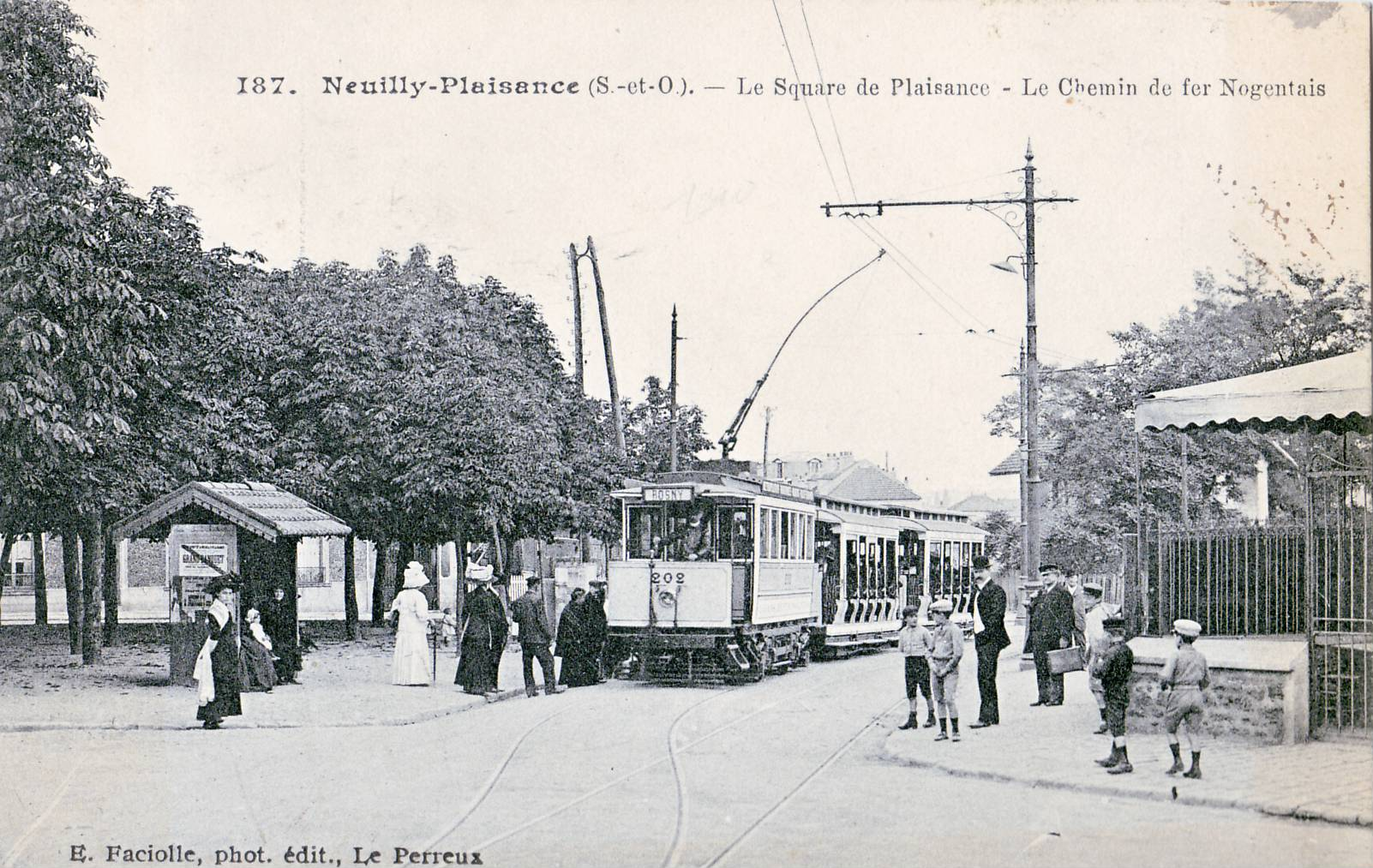
type 202
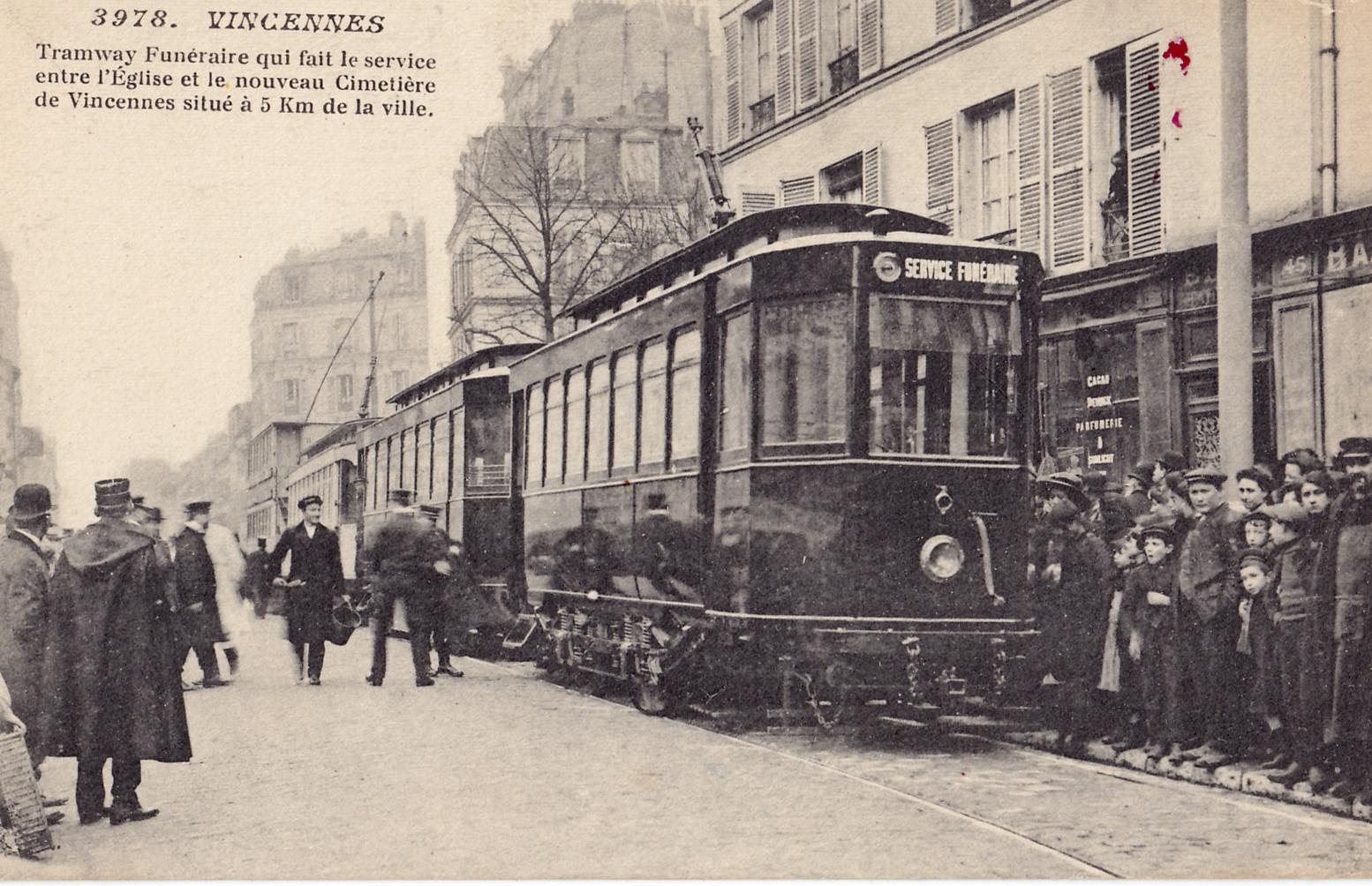
Friedhofswagen der CFN

### CGPT – Compagnie générale parisienne de tramways

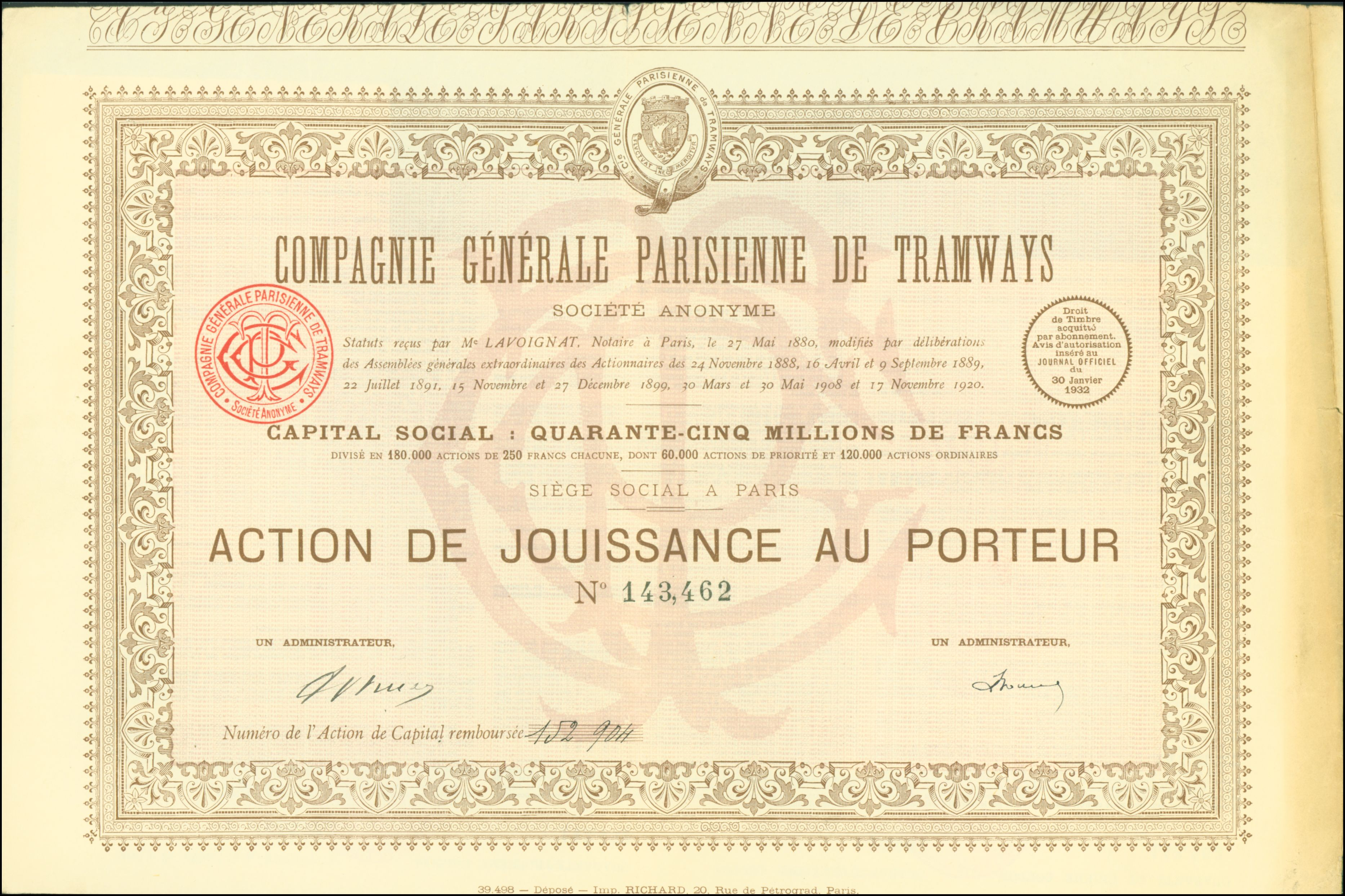
Aktie der Compagnie générale parisienne de tramways vom 30. Januar 1932

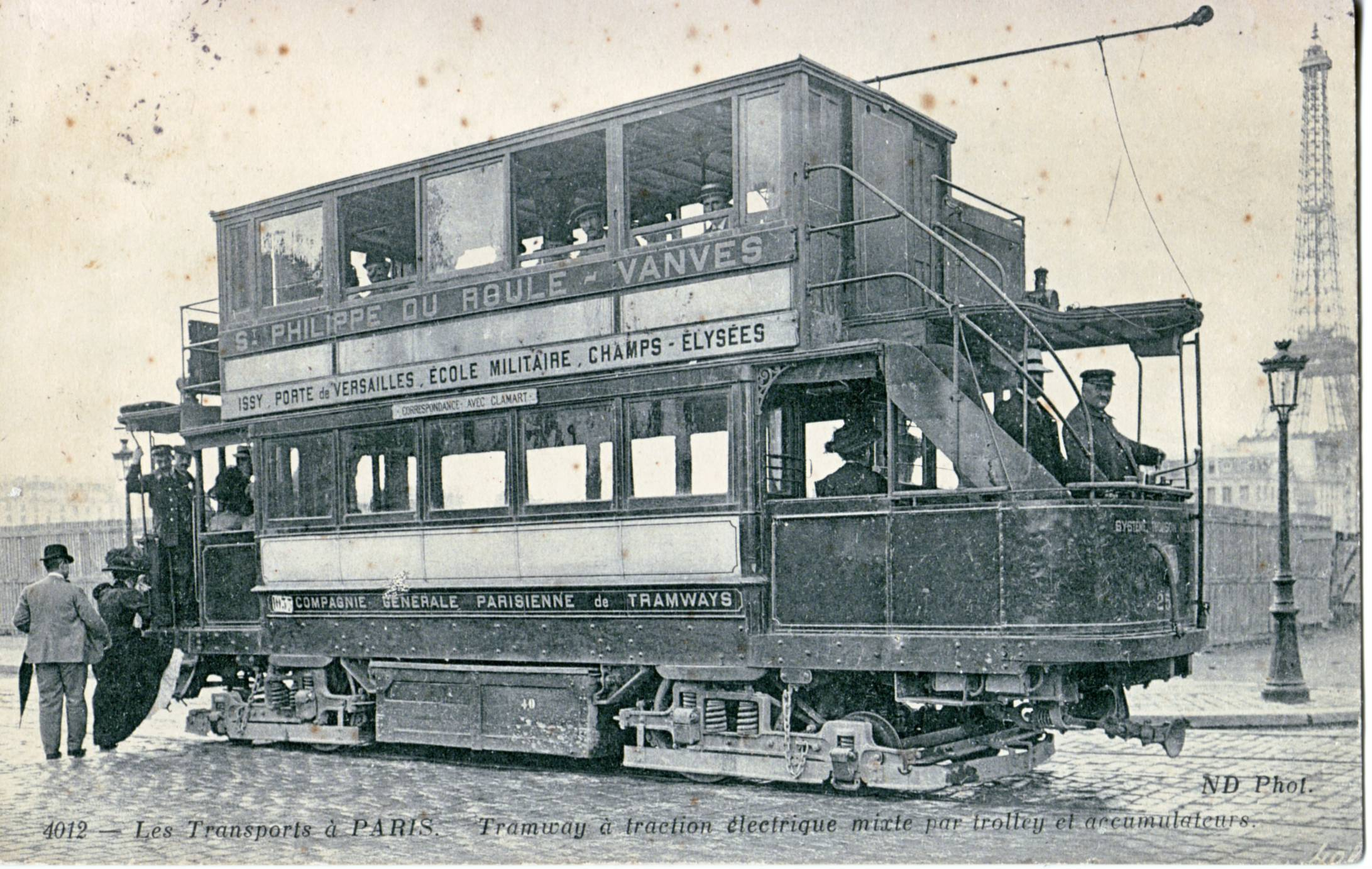
Doppelstockwagen der Baureihe 200 im ursprünglichen Zustand mit Akkumulatorkasten zwischen den Drehgestellen

Die Compagnie générale parisienne de tramways (CGPT) übernahm im Jahr 1890 das Streckennetz der Compagnie des tramways Sud, die bereits 1884 in Konkurs gegangen war. Der größte Teil der elf Linien lagen vor allem südlich der Seine mit einigen Strecken, die die Seine überquerten und bis zur Place de l’Etoile bzw. zur Place de la Bastille führten.
Anfangs wurde sie als Pferdebahn betrieben, die Elektrifizierung begann 1897, wobei man die Dienste der Compagnie française Thomson-Houston in Anspruch nahm, und wurde erst 1909 abgeschlossen.
Mit Wirkung vom 1. Januar 1921 wurde die CGPT in die neugeschaffene Société des transports en commun de la région parisienne (STCRP) integriert.

### FB – Compagnie du Tramway Funiculaire de Belleville

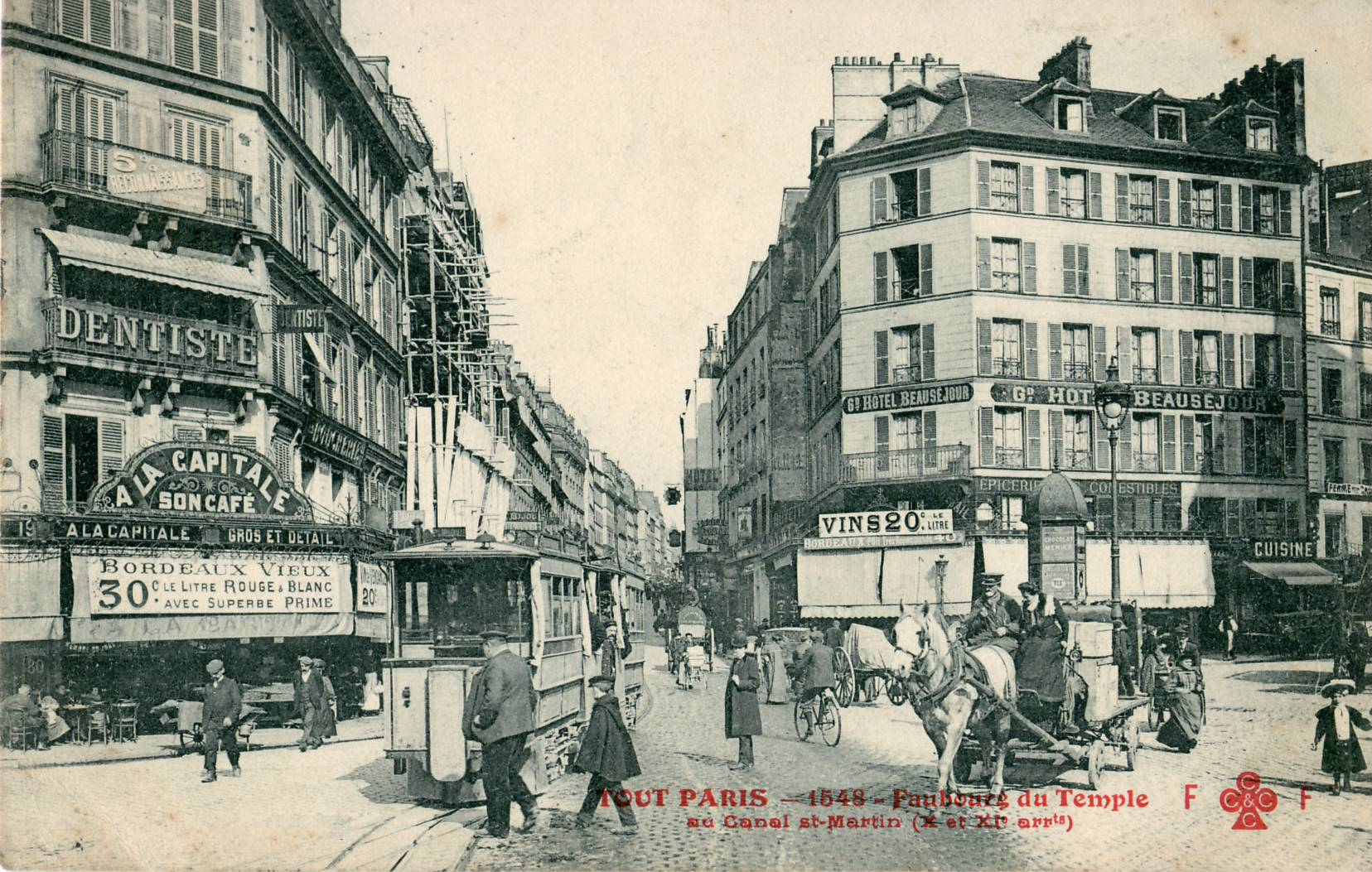
Ein Kabelstraßenbahnwagen in der Rue du Faubourg du Temple (um 1900)

Im Januar 1889 erhielt die Stadt Paris eine Konzession für eine Straßenbahnlinie im Stadtteil Belleville im Osten von Paris. Die Stadt übernahm den Bau der Strecke und übertrug den Fahrbetrieb der Compagnie du Tramway Funiculaire de Belleville (FB). Die Strecke wurde am 25. August 1891 in Betrieb genommen.
Die Strecke war nur zwei Kilometer lang. Sie begann auf der Place de la République am Anfang der Rue du Faubourg-du-Temple, sie führte durch diese Straße und anschließend durch die Rue de Belleville bis zur Kirche von Belleville. Es handelte sich um eine Kabelstraßenbahn nach dem Modell der San Francisco Cable Cars auf einer eingleisigen Meterspurstrecke mit fünf Ausweichstellen. Auf den Gleisen waren anfangs kleine Wagen mit nur 22 Plätzen unterwegs. Abweichend von den anderen Strecken gab es keine erste Wagenklasse. Die Tarife waren mit 10 Centimes sehr günstig: Am frühen Morgen und spät abends wurde der sog. Arbeitertarif in Höhe von 5 Centimes kassiert.
Die Strecke wurde am 18. Juli 1924 stillgelegt und durch eine Buslinie der Société des transports en commun de la région parisienne (STCRP) ersetzt.

### NP – Compagnie des tramways électriques du Nord-Parisien

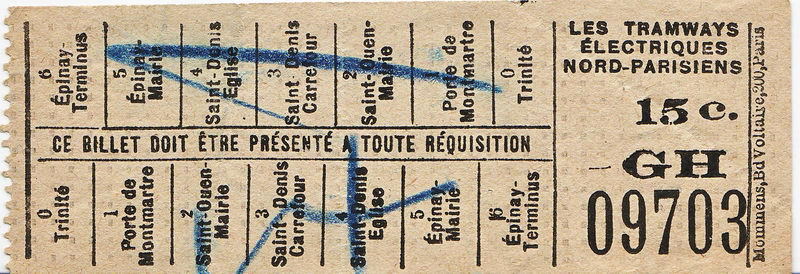
Fahrkarte der NP Trinité-Epinay

Die Compagnie des tramways électriques du Nord-Parisien (NP) betrieb ab Anfang des 20. Jahrhunderts eine Straßenbahnlinie, die von der Place de la Trinité in Paris vor der gleichnamigen Kirche in das nördlich von Paris gelegene Enghien-les-Bains führte. Sie hatte mit Wirkung vom 11. Januar 1900 die Streckenkonzession von der Compagnie des tramways électriques de Paris à Saint-Denis übernommen, die letztere erst im Mai des Vorjahres erworben hatte. Am 10. Juli 1900 wurde die 15 Kilometer lange Strecke in Betrieb genommen.
1908 übernahm diese Gesellschaft auch die Straßenbahnlinie von Enghien nach Montmorency und wurde im Jahr 1910 selbst von der Compagnie des tramways de Paris et du département de la Seine (TPDS) übernommen.

### OP – Compagnie des tramways de l'ouest parisien

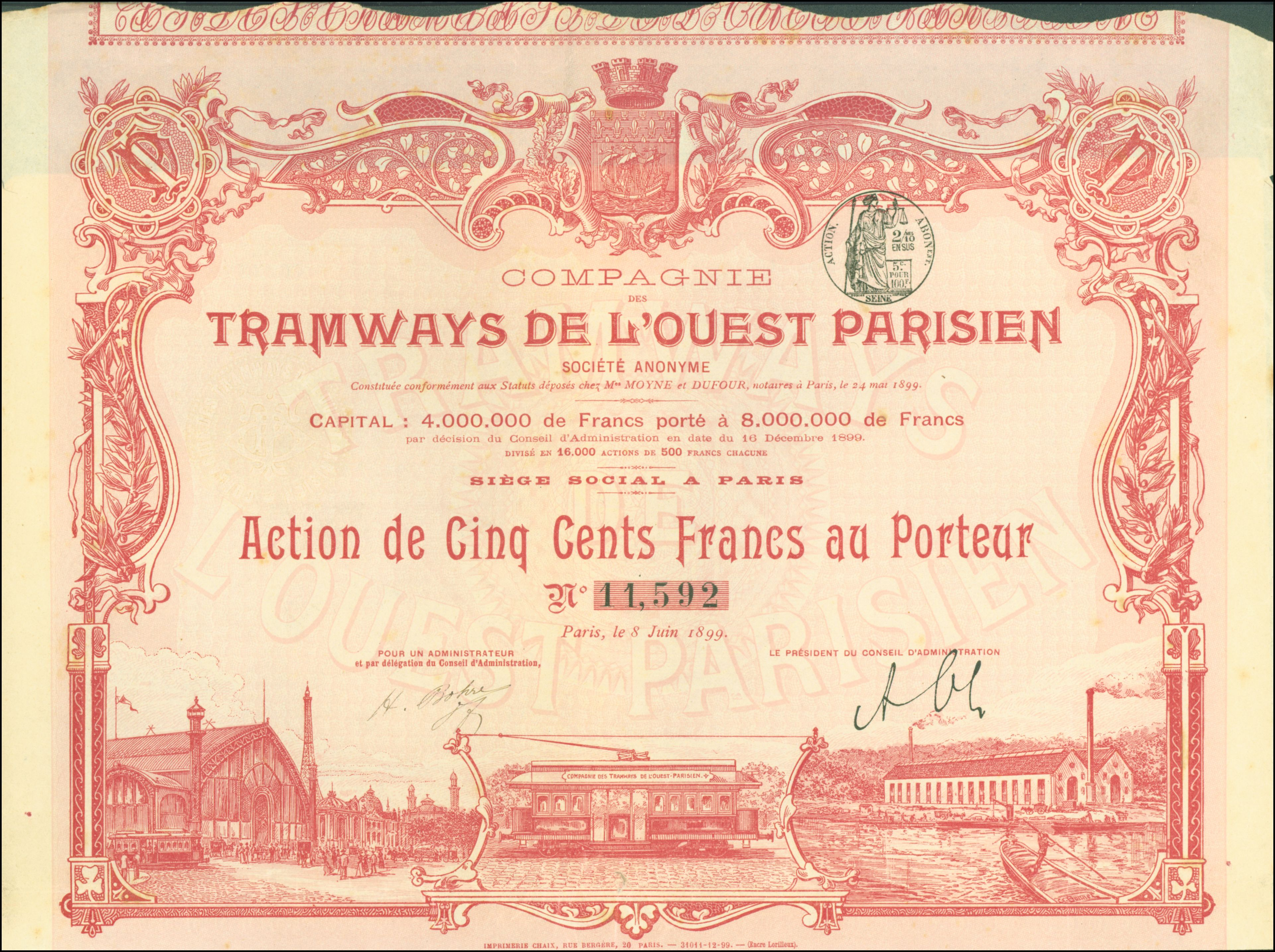
Aktie der Compagnie des Tramways de l'Ouest Parisien vom 8. Juni 1899

Die Compagnie des tramways de l'Ouest-Parisien (OP) betrieb zu Beginn des 20. Jahrhunderts ein kleines, westlich von Paris gelegenes, Straßenbahnnetz. Sie wurde am 25. Januar 1900 gegründet und verfolgte vor allem das Ziel, anlässlich der Weltausstellung Paris 1900 Verbindungen zum Ausstellungsgelände auf dem Champ de Mars zu schaffen. Als Tochtergesellschaft der Compagnie générale de traction gehörte sie zum Firmengeflecht von Édouard Louis Joseph Empain. Das Streckennetz bestand aus fünf Linien mit einer Gesamtlänge von 31 Kilometern. Zwei davon wurden bereits 1914 aufgegeben.
Im März 1918 wurde die Gesellschaft unter Zwangsverwaltung gestellt und 1924 von der Société des transports en commun de la région parisienne (STCRP) übernommen. Die drei noch vorhandenen Linien erhielten die STCRP-Nummern 32, 80 und 128. Eine Linie wurde im März 1936 stillgelegt; die beiden letzten im Januar 1937.
Da innerhalb von Paris keine Oberleitungen erlaubt waren, erfolgte die Stromzufuhr nach dem System Diatto mit Kontaktstiften, die in die Fahrbahn eingelassenen waren. Mit Betriebsaufnahme im Jahr 1900 wurden 50 Triebwagen erworben.

### PA – Compagnie du chemin de fer sur route de Paris à Arpajon

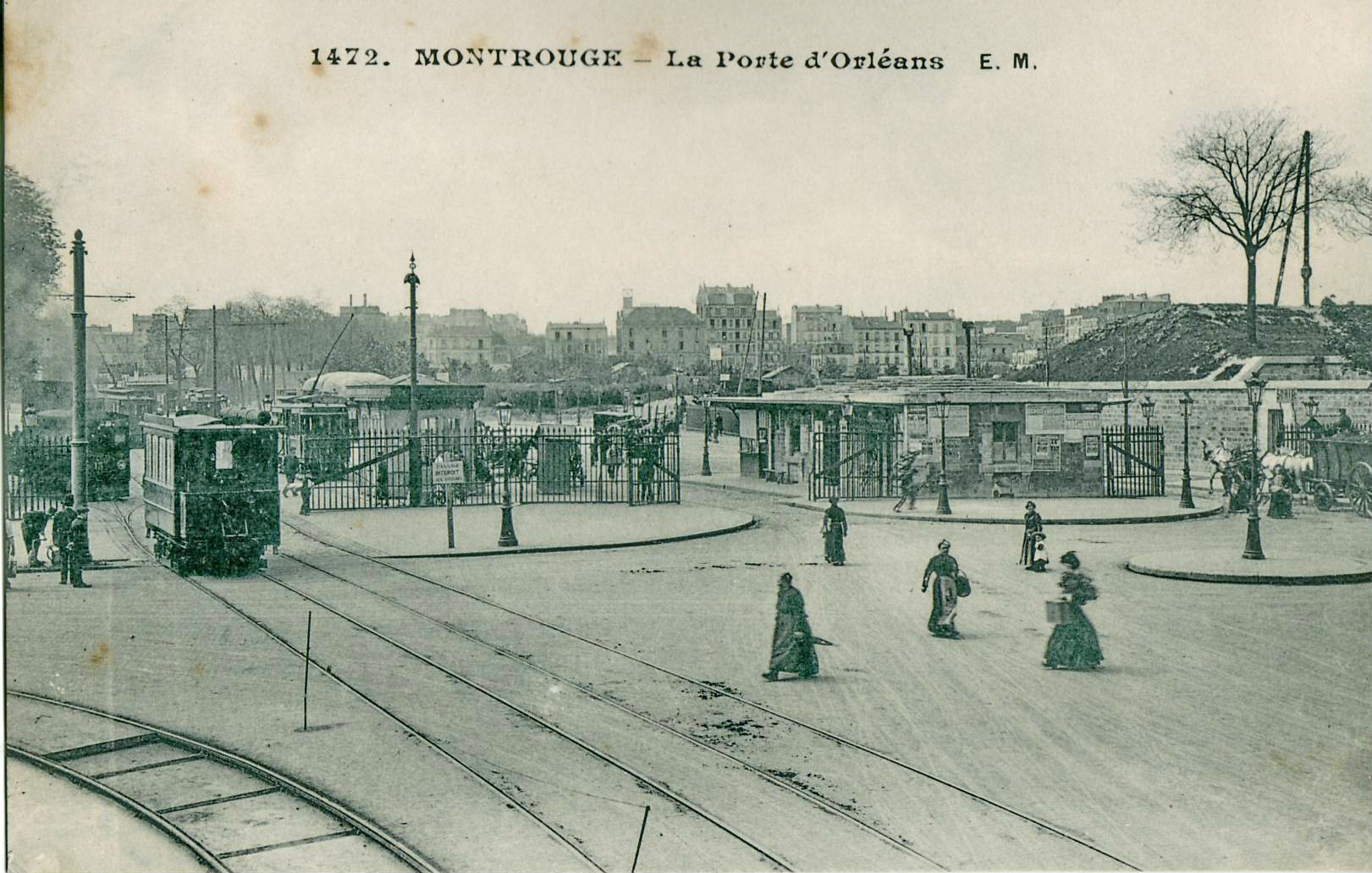
Porte d’Orléans: Im Vordergrund die Gleise der PA

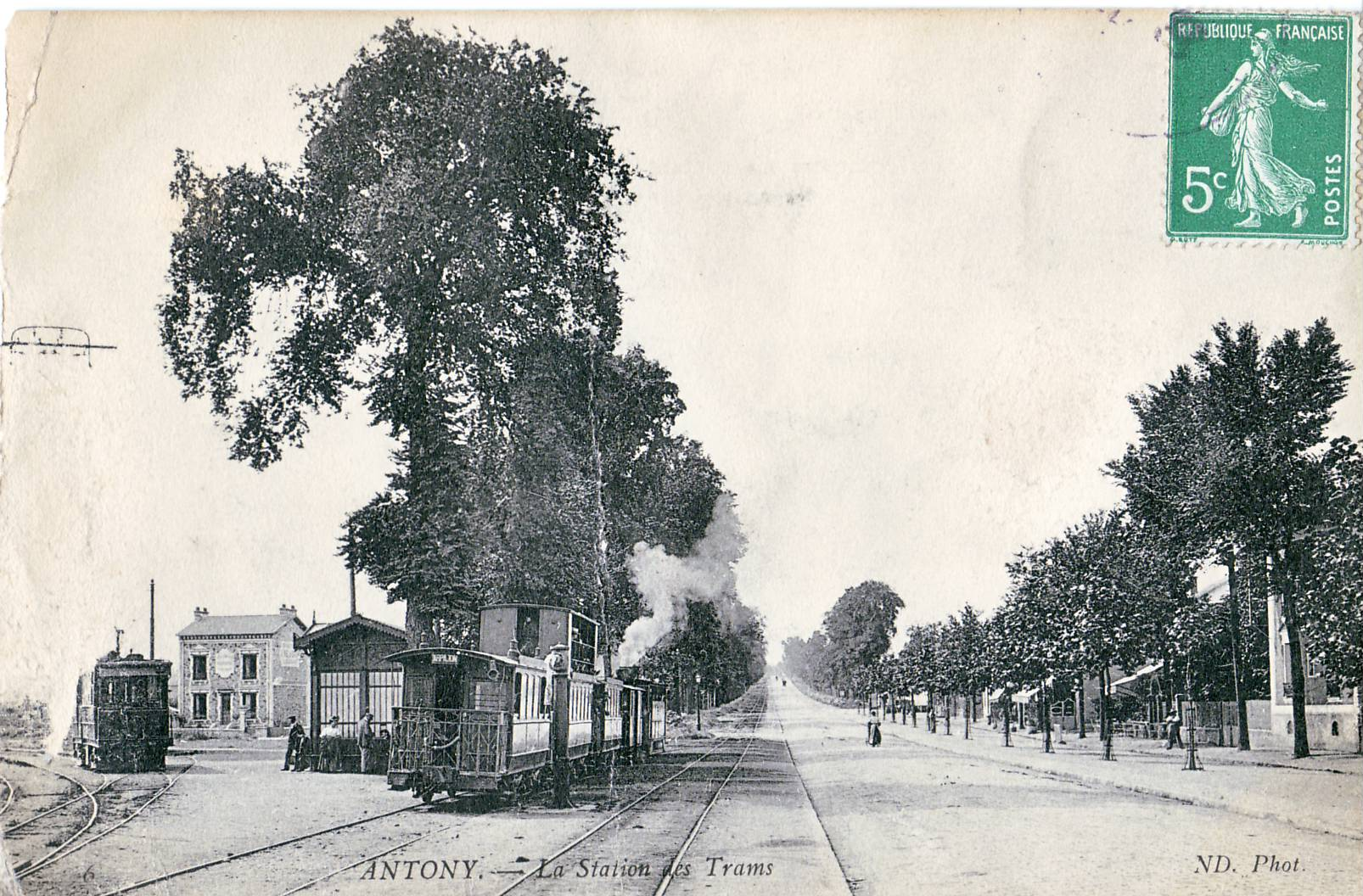
Haltestelle Antony mit Blick Richtung Arpajon; links die Wendeschleife der Elektrischen

Gemäß einer im Februar 1891 getroffenen Vereinbarung zwischen dem französischen Staat und der Aktiengesellschaft Compagnie du chemin de fer sur route de Paris à Arpajon (PA) begann letztere noch im gleichen Monat mit dem Bau einer Strecke von der Porte d’Orléans nach Antony. Bereits 1893 konnten die ersten Teilstrecken in Betrieb genommen werden: April 1893: Porte d'Orléans – Antony; August 1893: Antony – Longjumeau. Im Februar 1894 folgte der Abschnitt Longjumeau – Montlhéry und schließlich im Mai 1894 Montlhéry – Arpajon und die Zweiglinie Montlhéry – Marcoussis. Anlass für den Bau war das Verlangen der südlich von Paris ansässigen Gemüsebauern nach einer schnellen Verbindung nach Paris, um ihre Erzeugnisse dort verkaufen zu können.
Die Strecke war 37 Kilometer lang, dazu kamen noch die 3 Kilometer lange Zweiglinie nach Marcoussis. Die Compagnie hatte die Erlaubnis, innerhalb von Paris die Gleise der CGO zu benutzen, um die Reisenden bis zum Odéon zu bringen. Die Güterzüge durften nachts bis zu den Pariser Markthallen fahren. Aber bereits im Februar 1895 wurde der Dampfstraßenbahnbetrieb innerhalb von Paris verboten. Der innerstädtische Verkehr der PA wurde zunächst Druckluftwagen nach dem System Mékarski durchgeführt, ab 1901 mit Akkumulatortriebwagen. 1910 wurde der innerstädtische Verkehr aufgegeben.
1901 wurde der Streckenabschnitt Paris – Antony elektrifiziert. 1911 entstand die Spange Étampes – Arpajon, wodurch eine Verbindung zum Netz Chemins de fer de Grande Banlieue (CGB) entstand mit einer weiteren Möglichkeit, das Gemüse zu den Markthallen zu befördern.
1922 steckte die Gesellschaft in erheblichen finanziellen Schwierigkeiten. Die Départements Seine und Seine-et-Oise kauften die Konzession zurück und übertrugen den Betrieb der Strecke der im Vorjahr gegründeten Société des transports en commun de la région parisienne (STCRP). Der elektrifizierte Streckenteil erhielt die STCRP-Liniennummer 88, der südlichere Teil behielt die Bezeichnung PA.
Mit Jahresende 1931 wurde der Warentransport zu den Pariser Markthallen eingestellt. Im Oktober 1936 wurden die Teilstrecken Antony – Longjumeau und Marcoussis – Montlhéry stillgelegt. Ab Januar 1937 übernahm die STCRP-Buslinie 88 den restlichen Betrieb.

### PSG – Compagnie du tramway à vapeur de Paris à Saint-Germain

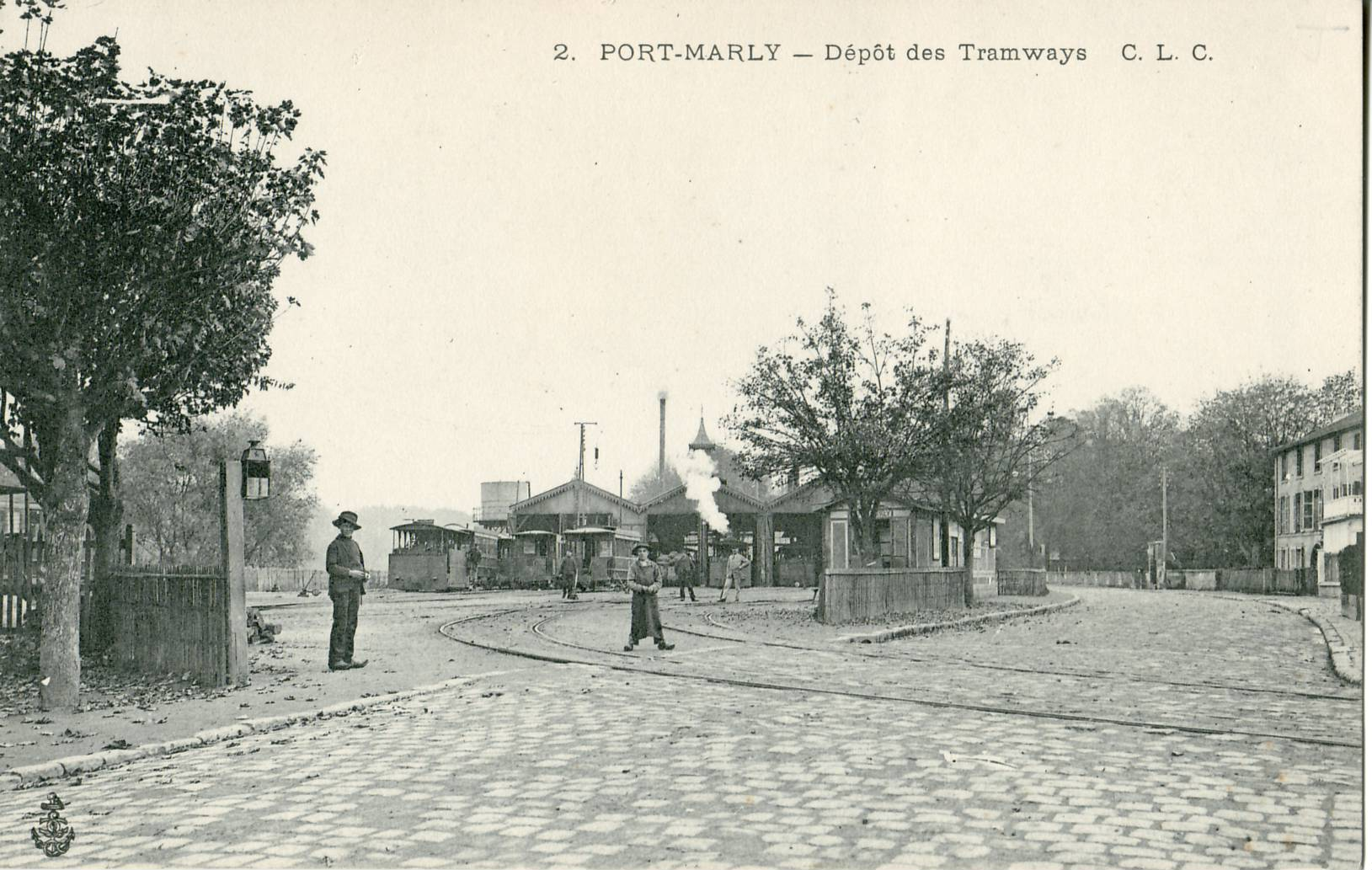
Das Straßenbahndepot in Port Marly

Diese Gesellschaft wurde 1889 gegründet. Sie übernahm die 1878 gegründete Société anonyme du Tramway à Vapeur de Rueil à Marly-le-Roi und richtete zwei Streckenverlängerungen ein: die Strecke Courbevoie – Rueil und die Strecke Port-Marly – Saint-Germain-en-Laye. Von Courbevoie benutzte man die Strecke Place de l’Étoile – Courbevoie, die von der Compagnie tramways du Nord gebaut worden war, inzwischen aber von Compagnie des tramways de Paris et du département de la Seine betrieben wurde.
Die Gesamtstrecke wurde im Mai 1890 in Betrieb genommen: Sie verband die Place de l’Étoile in Paris über Neuilly, Courbevoie, Nanterre, Rueil, La Malmaison und Bougival mit Saint-Germain-en-Laye. Es gab die beiden Zweiglinien Rueil-Ville – Rueil-Gare und Port-Marly – Marly-le-Roi.
1902 übernahm die Compagnie des tramways mécaniques des environs de Paris (TMEP) den Straßenbahnbetrieb.

### RG – Compagnie électrique des tramways de la rive gauche de Paris

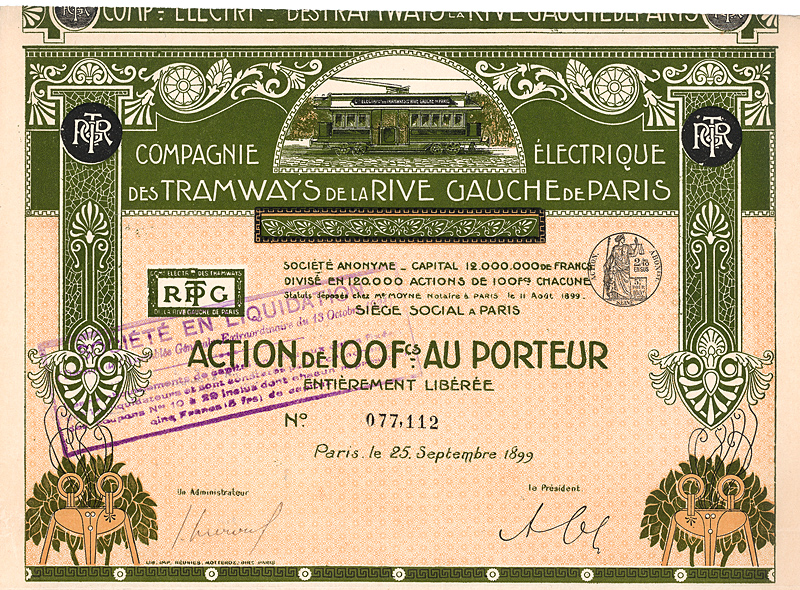
Aktie über 100 FF der Cie Electrique des Tramways de la Rive Gauche vom 25. September 1899

Die Compagnie électrique des tramways de la rive gauche de Paris (RG) hatte am 19. Januar 1900 die Konzessionen der Compagnie électrique du secteur de la rive gauche de Paris übernommen, die diese im März 1899 für den Bau und den Betrieb von zwei Straßenbahnlinien erhalten hatte. Die eine Linie sollte von Boulogne-Billancourt nach Vincennes, die andere von Montreuil-sous-Bois nach Boulogne-Billancourt verlaufen.
Die RG teilte diese beiden Strecken auf jeweils zwei Linien auf. Die Gesamtlänge der Strecken betrug 36 Kilometer: Die Linien 1 und 2 bildeten sog. lignes intra-muros, Linien, die das Stadtgebiet von Paris durchfuhren. Die Linien 3 und 4 waren sog. lignes extra-muros, sie führten außen an Paris vorbei.
Linie 1: Porte de Vincennes – Pont de Tolbiac – Avenue d’Orléans
Linie 2: Avenue d’Orléans – Pont Mirabeau – Auteuil – Porte de Saint-Cloud
Linie 3: Porte de Vincennes – Saint-Mandé – Bois de Vincennes – Maisons-Alfort – Alfortville – Ivry-sur-Seine – Le Kremlin-Bicêtre – Gentilly – Montrouge – Porte d'Orléans
Linie 4: Porte d'Orléans – Montrouge – Malakoff – Vanves – Issy – Pont d’Issy – Boulogne – Porte de Saint-Cloud
Nach der Übernahme durch die STCRP wurden diese Strecken unter den Nummern 123 bis 126 geführt und zwischen 1935 und 1937 stillgelegt. Die Linien 123 und 124 (ex-RG 1 und 2) waren die letzten Straßenbahnlinien, die innerhalb des Pariser Stadtgebiets verkehrten.
Der Fuhrpark der RG umfasste 63 Drehgestell-Triebwagen und 24 zweiachsige Beiwagen. Da die Gesellschaft keine Oberleitungen errichten durfte, benutzte sie zur Stromzufuhr die in die Fahrbahn eingelassenen Kontaktstifte nach dem System Diatto.

### TPDS – Compagnie des tramways de Paris et du département de la Seine

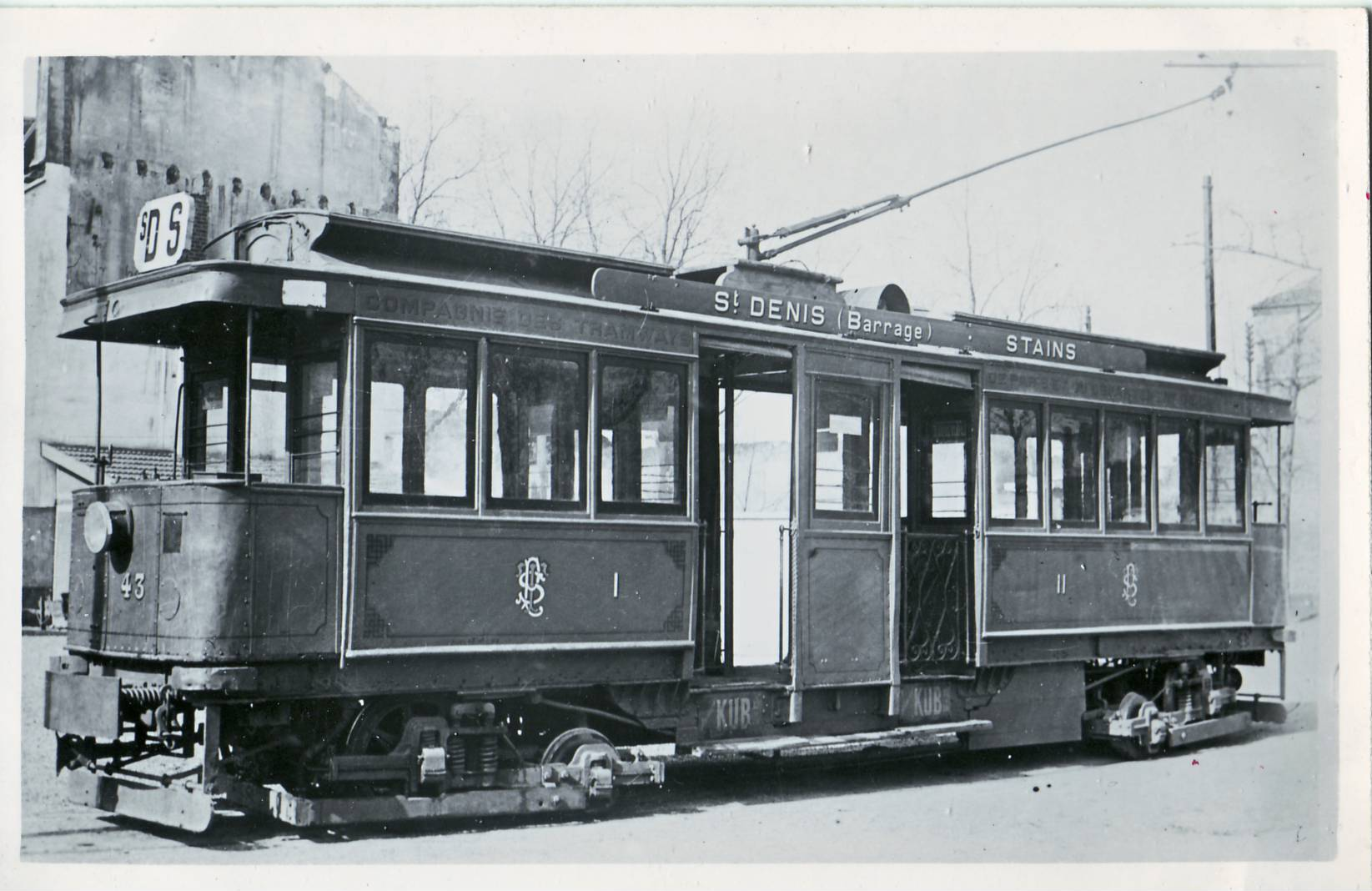
PPDS-Triebwagen der Linie sD D (=Saint-Denis – Stains) mit erster und zweiter Klasse

Diese Gesellschaft – mit der Kurzbezeichnung TPDS – wurde 1887 gegründet, um die Strecken der in Konkurs befindlichen Gesellschaft Compagnie des tramways nord de Paris zu übernehmen, und um weitere Strecke im Arrondissement Saint-Denis des damaligen Département Seine zu betreiben.
Im Jahr 1900 besaß die TPDS ein Straßenbahnnetz mit 24 Linien mit einer Gesamtstreckenlänge von 112 km. Die Gesamtlänge aller Linien betrug 142 Kilometer. Verschiedene Teilstrecken wurden also von mehreren Linien befahren. In Paris und in den Abschnitten außerhalb der Hauptstadt, in denen die Schienen in den Straßen verlegt waren, wurden Rillenschienen verwendet. Neben der Fahrbahn verlaufende Abschnitte waren mit Breitfußschienen ausgerüstet.
1910 übernahm die TPDS folgende Gesellschaften:
- die Compagnie des Tramways mécaniques des environs de Paris (TMEP)
- die Compagnie du tramway à vapeur de Paris à Saint-Germain (PSG)
- die Compagnie des tramways électriques du Nord-Parisien (NP)

Mit Wirkung zum 1. Januar 1921 wurde sie in die neugegründete Société des transports en commun de la région parisienne (STCRP) eingegliedert.

### TMEP – Compagnie des Tramways Mécaniques des Environs de Paris

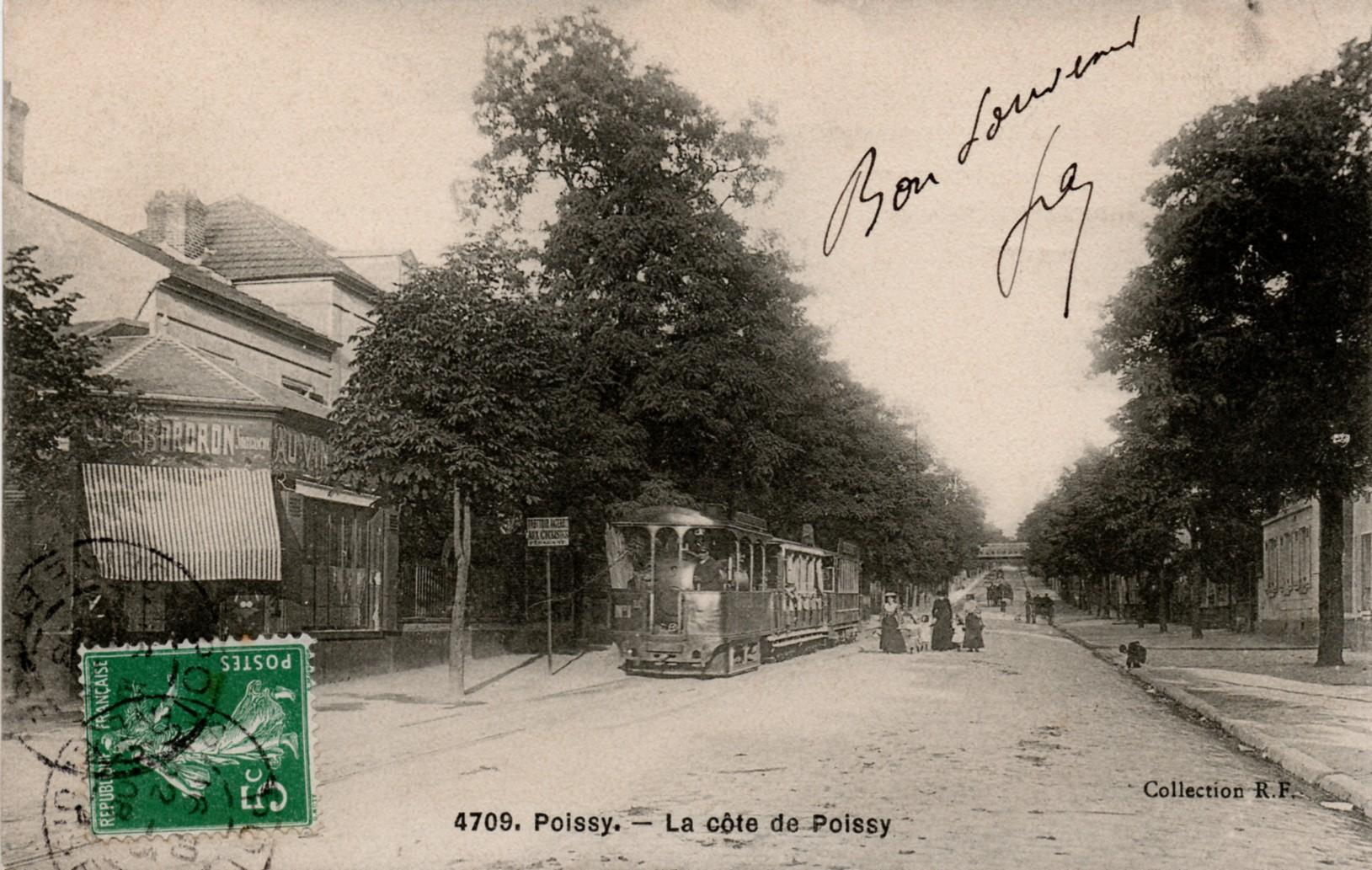
Dampfspeicherbahn, Modell Francq, in Poissy (1908)

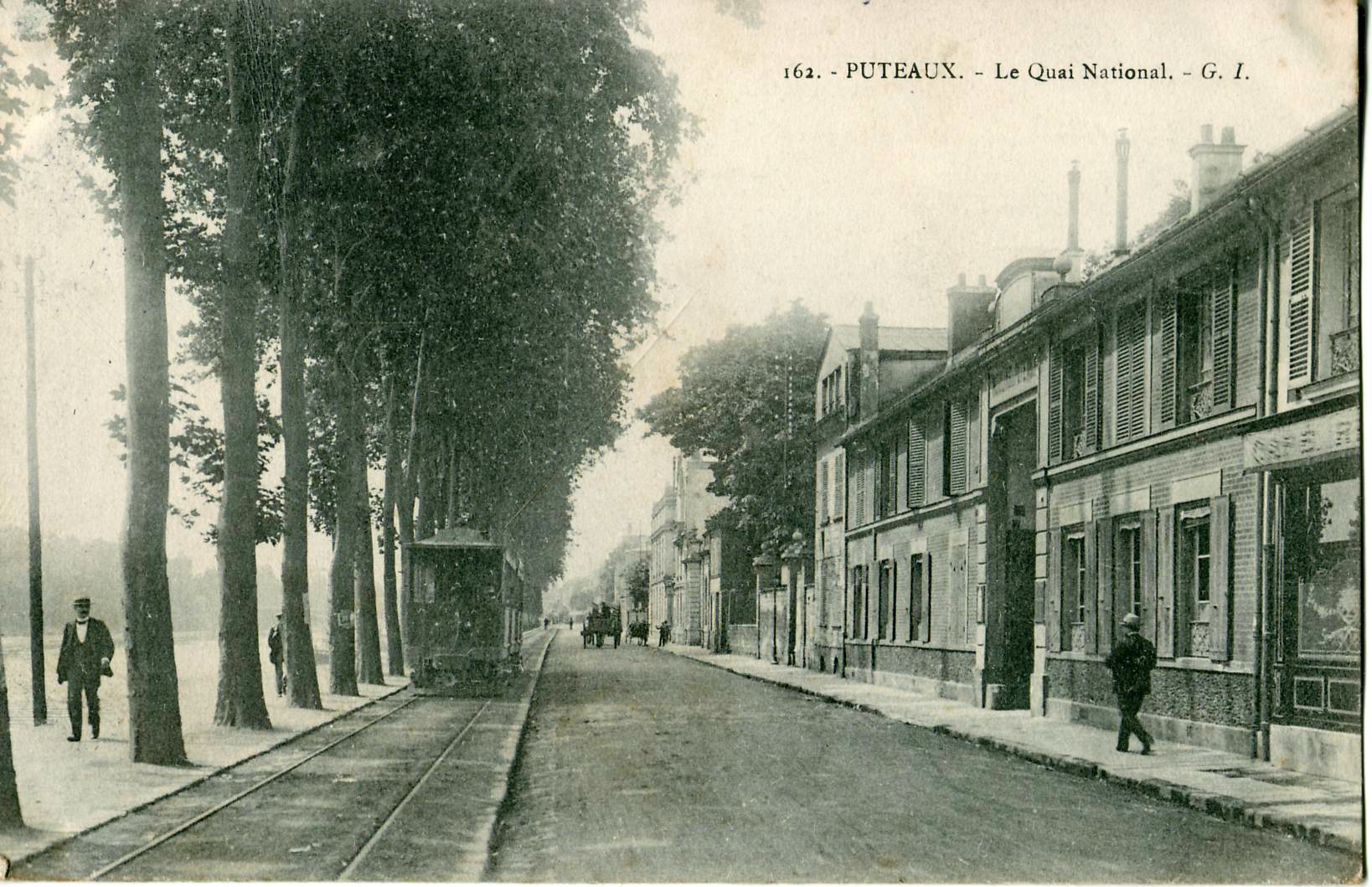
Ein Zug der Linie 3 in Puteaux

Die Gesellschaft mit dem Namenskürzel TMEP betrieb in den Jahren 1896 bis 1910 ein kleines Straßenbahnnetz nordöstlich von Paris. Den Anfang bildete die Strecke zwischen Saint-Germain-en-Laye und Poissy, auf der Dampfspeicherlokomotiven vom System Francq eingesetzt wurden.
Im Jahr 1900 hatte die Gesellschaft Konzessionen für Straßenbahnstrecken mit einer Gesamtlänge von 160 Kilometer, von denen allerdings nur 45 Kilometer in Betrieb waren. Es waren elf Linien vorgesehen, darunter zwei mit Dampflokbetrieb; für die neuen Linien war elektrischer Betrieb vorgesehen – teils mit Akkumulatorwagen und teils mit Oberleitungen.
1901 wurde die nur drei Kilometer lange Straßenbahnstrecke Enghien-les-Bains – Montmorency übernommen, die dann 1901/02 bis Saint-Gratien verlängert wurde. Ab 1900 entstanden elektrifizierte Strecken und im Jahr 1902 wurde der Betrieb auf der Strecke Paris – Saint-Germain von der Compagnie du tramway à vapeur de Paris à Saint-Germain (PSG) übernommen. Die Endstation in Paris lag auf der Place de l’Étoile.
Die Gesellschaft hatte immer große finanzielle Probleme und wurde nach dem Hochwasser des Jahres 1910 von der Compagnie des tramways de Paris et du département de la Seine (TPDS) übernommen, denn die TMEP konnte die notwendigen Gelder für die Beseitigung der Hochwässerschäden allein nicht aufbringen.
Insgesamt wurden von der TMEP folgende Strecken betrieben:
- Dampfbetrieb: Saint-Germain-en-Laye – Poissy; diese Strecke hatte keine Anknüpfung an die anderen Linien und wurde auch nicht elektrifiziert. Bei Auflösung der TMEP wurde sie in das Netz der Compagnie des chemins de fer de grande banlieue (CGB) integriert.
- elektrischer Betrieb:
  - Linie 1: Porte Maillot – Maisons-Laffitte, Porte Maillot – Colombes – Bezons
  - Linie 2: Saint-Denis – Saint-Ouen – Porte de Clignancourt
  - Linie 3: Saint-Cloud – Pierrefitte – le Pont de Saint-Ouen – Bahnhof Saint-Denis – Saint-Denis (heute Place du Général Leclerc) Diese Linie war nur von August 1901 bis Mai 1910 in Betrieb.
  - Linie 4: Colombes – Saint-Ouen – Porte de Clignancourt

### TN – Compagnie des tramways nord de Paris
Diese Gesellschaft wurde 1873 von Léon Franc, dem Erfinder der Dampfspeicherlokomotive und von Simon Philippart, einem belgischen Finanzier, die auch an der Straßenbahn Brüssel (Société Les Tramways bruxellois) beteiligt war, gegründet. Am 18. Oktober 1873 wurde ihr eine Konzession zum Bau und Betrieb eines Straßenbahnnetzes im Nordteil von Paris und im angrenzenden Arrondissement Saint-Denis erteilt.
In den Jahren 1874 bis 1878 wurden folgende Strecken in Betrieb genommen:
- A: Suresnes – Courbevoie – Etoile
- B: Neuilly – Saint Augustin
- AB: Courbevoie (Pont de Neuilly) – Saint Augustin
- C: Levallois – Saint Augustin
- D: Genevilliers – Place Moncey (Clichy)
- E: Saint-Denis – Place Moncey
- F: Saint-Denis – La Chapelle
- G: Aubervilliers – Château d'eau
- H: Pantin – Château d'eau

Die Innenstadtlinien hatten unter der Konkurrenz der Straßenbahnen und Pferdeomnibusse der CGO zu leiden. Sie verlegten deshalb die Endhaltestellen weiter Richtung Zentrum:
- von Saint-Augustin auf die Place de La Madeleine im Oktober 1879
- von der Place Clichy auf den Boulevard Haussmann im Juli 1880
- von La Chapelle in die Rue Lafayette im September 1880

Im Jahr 1881 wurde die Genehmigung erteilt, auf der Teilstrecke Courbevoie – Etoile der Linie A (Suresnes – Etoile) die Straßenbahnen mit Dampflokomotiven zu betreiben. Bereits im November 1877 hatte man auf dieser Strecke Testfahrten mit einer, von der Straßenbahn Genf ausgeliehenen Dampflok des Herstellers Winterthur, die sehr zufriedenstellend ausfielen, denn man bestellte 17 Winterthur-Lokomotiven, die ab August 1878 die Strecke Courbevoie – Etoile befuhren. Bald gab es aber Probleme mit den Dampfloks, so dass ab dem 1. Mai 1882 auch auf der Strecke A wieder Pferdegespanne verkehrten.
1884 mussten die Tramways Nord Konkurs anmelden. Ihre Strecken wurden ab 1887 der neugegründeten Compagnie des tramways de Paris et du département de la Seine (TPDS) übernommen – zunächst kommissarisch und ab August 1890 dann offiziell per Dekret.

### TS – Compagnie des Tramways Sud

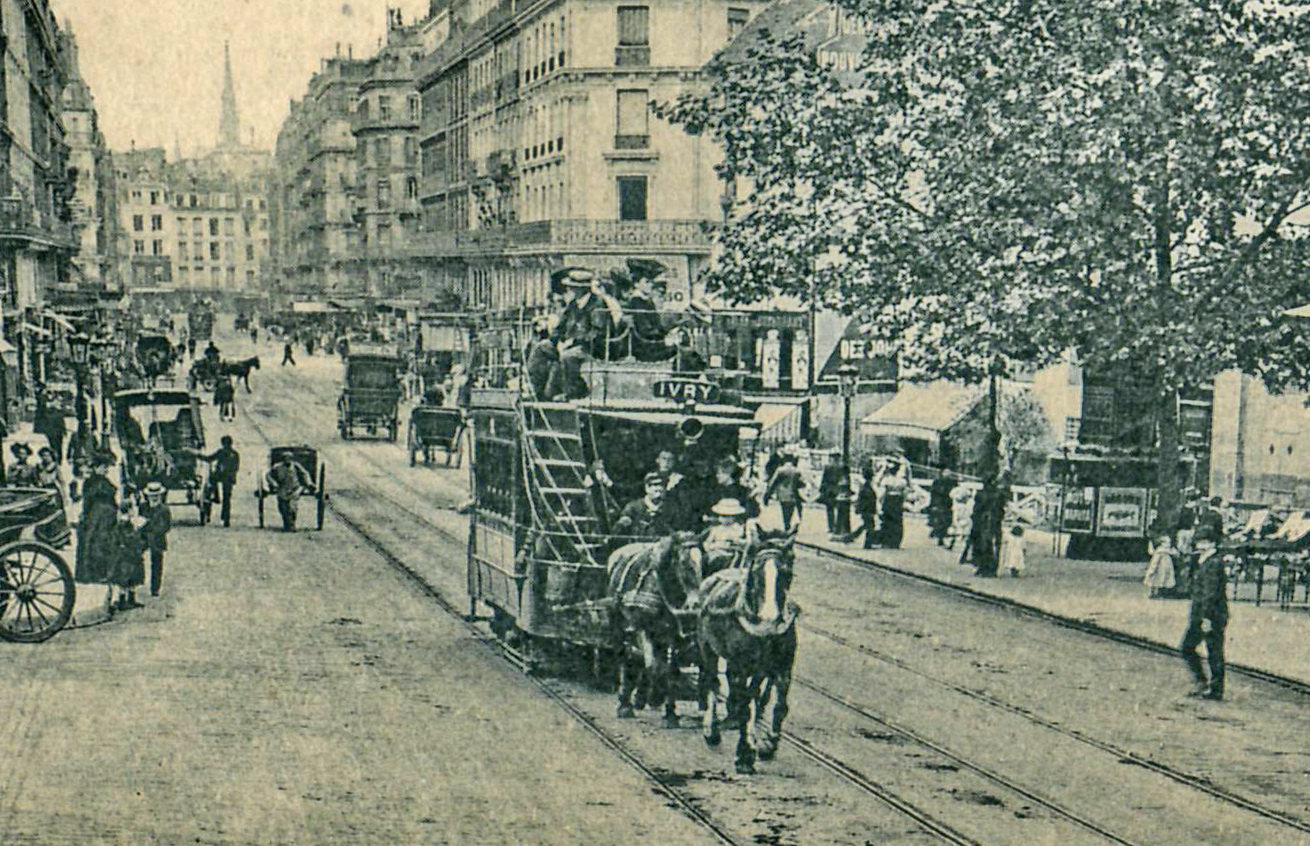
Pferdestraßenbahn in der Rue Monge in Paris

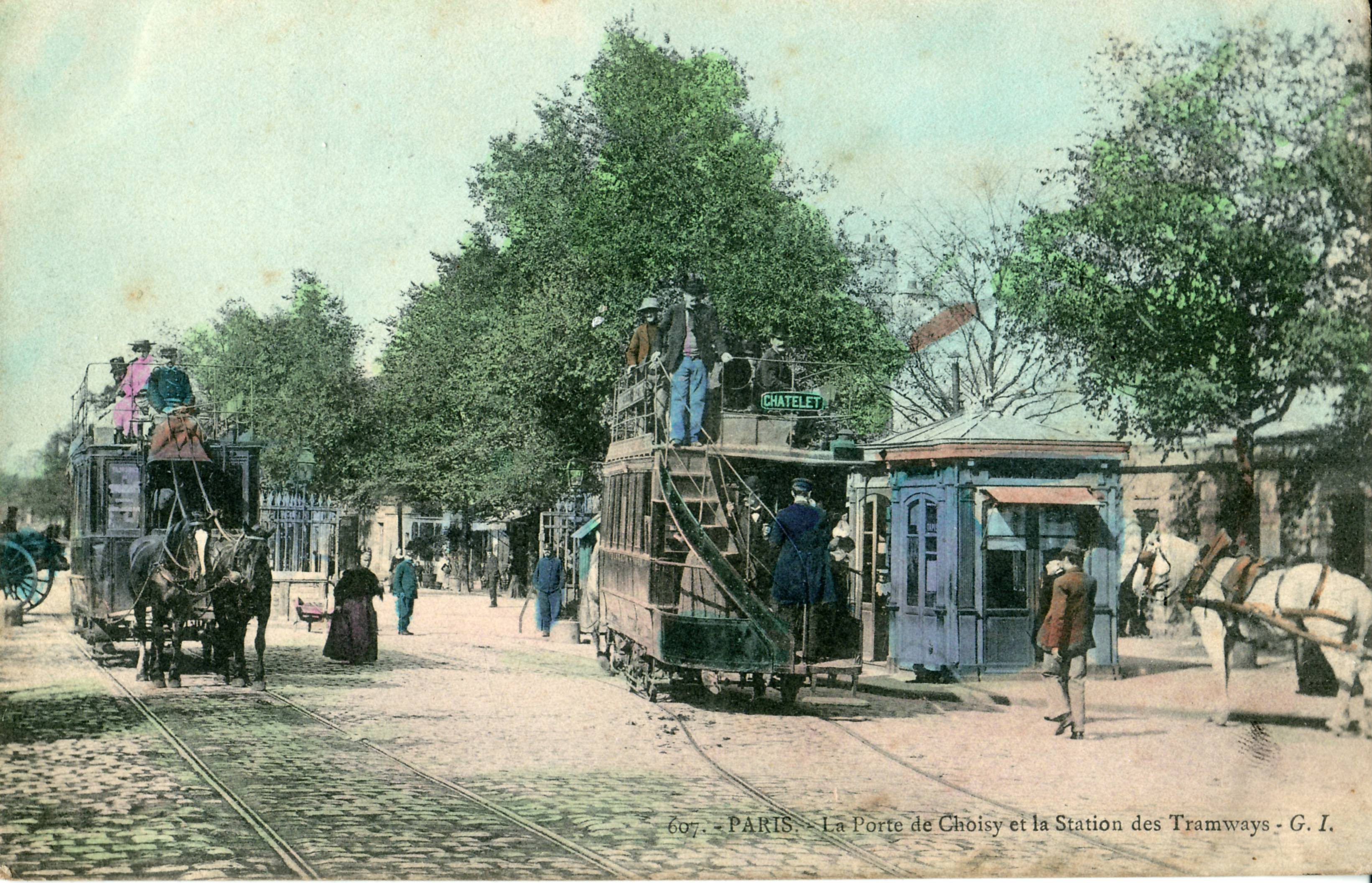
Straßenbahnhaltestelle an der Porte de Choisy

La Compagnie des tramways Sud (TS) wurde 1873 gegründet, um im Süden des Départements Seine ein Netz von Pferdestraßenbahnstrecken zu bauen und zu betreiben. Die Gesellschaft übernahm die Konzession, die dem Engländer Gustav Palmer Harding, dem in Paris ansässigen Vertreter der Dampfmaschinen- und Lokomotivenfabrik Merryweather 6 Sons, erteilt worden war.
Schon 1875 versuchte man sich mit mechanischem Antrieb: Die erste von einer kleinen Dampflok gezogene Straßenbahnwagen war am 8. November 1875 auf der Strecke Porte de Châtillon – Saint-Germain-des-Prés unterwegs. Daraufhin wurde der Tramway-Sud die Erlaubnis erteilt, eine Linie vollständig mit Dampfbetrieb zu führen: Die neugebaute Strecke Gare Montparnasse – Place Valhubert wurde am 9. August 1876 in Betrieb genommen. Die Wagen wurden von Maschinen des Typs Harding gezogen. Am 15. September 1877 folgte die Strecke Bastille – Saint-Mandé. Zum Einsatz kamen diesmal Kleinlokomotiven des englischen Herstellers Hughes. Die neuen Strecken wurden nun generell mit Dampfloks bedient, aber bald stellte sich heraus, dass der Dampfbetrieb teurer als der Pferdebahnbetrieb war als der einer Pferdestraßenbahn, denn auf den Loks werden zwei Mann Personal benötigt. Deshalb kehrte man bei der Tramway-Sud im Februar 1878 wieder zu den Zugpferden zurück.
Bereits 1887 musste die Gesellschaft Konkurs anmelden, die Strecken wurden der neugegründeten Compagnie générale parisienne de tramways übertragen. Diese erhielt zunächst vom Konkursverwalter den Auftrag, den Betrieb weiter zu führen. 1890 wurde die Übernahme offiziell bestätigt.
Insgesamt betrieb die Gesellschaft elf Linien:
- Linie 1: Saint-Germain-des-Prés – Chatillon – Fontenay-aux-Roses
- Linie 2: Étoile – Gare Montparnasse
- Linie 3: Gare Montparnasse – Place de la Bastille
- Linie 4: Place Valhubert – Villejuif
- Linie 5: Saint-Germain-des-Prés – Vanves – Clamart
- Linie 6: Montreuil – Nation
- Linie 7: Place de la Bastille – Saint-Mandé – Charenton
- Linie 8: Place Valhubert – Nation
- Linie 9: Ivry – Square Cluny
- Linie 10: Vitry – Choisy-le-Roi – Square Cluny
- Linie 11: Avenue d'Antin – Porte de Versailles – Vanves (Kirche)[30]

### TSM – Compagnie des tramways de Saint-Maur-des-Fossés

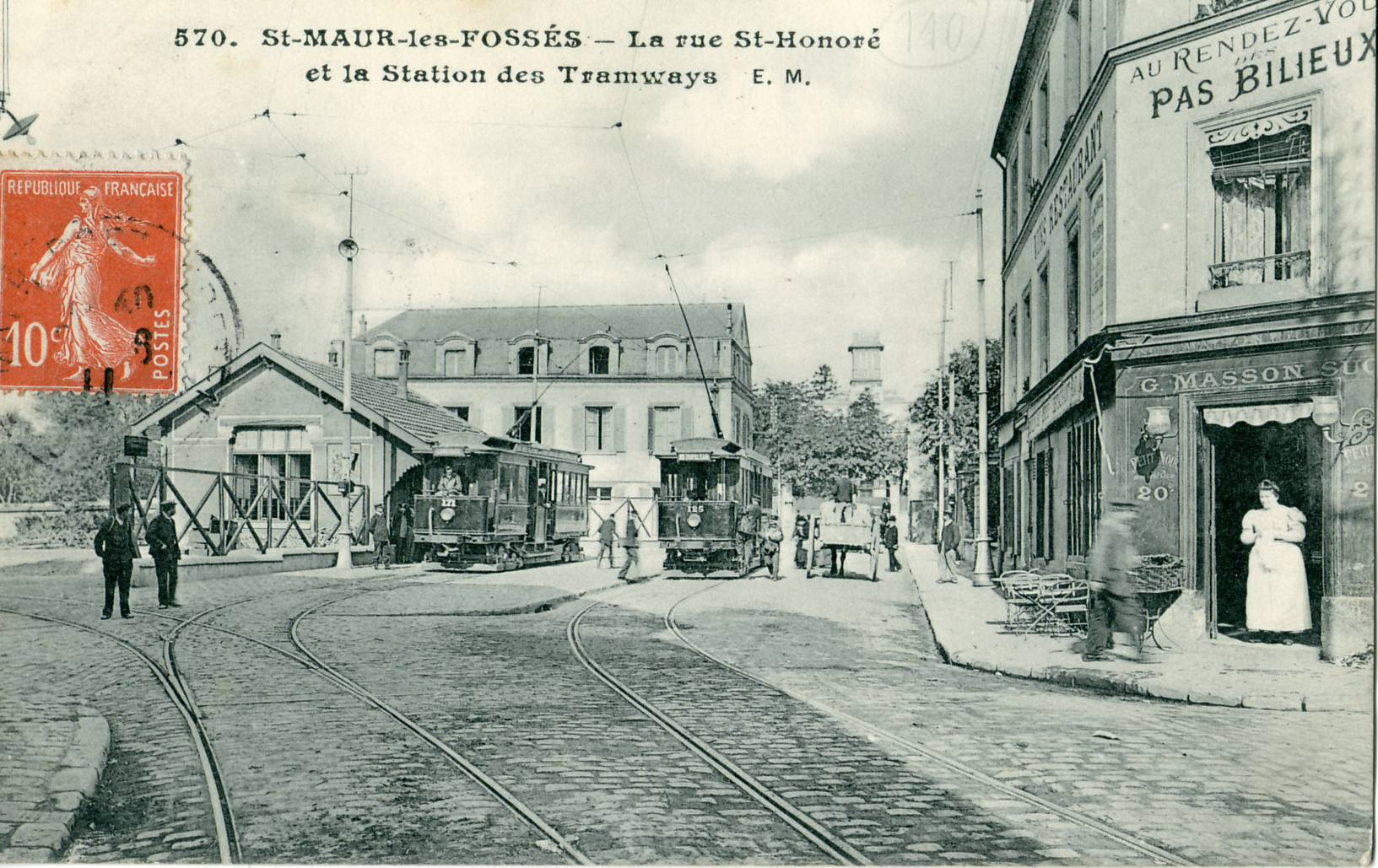
Haltestelle Rue Honoré in Saint-Maur mit Triebfahrzeugen der Est-parisien

Die Compagnie des tramways de Saint-Maur des Fossés (TSM) betrieb ab 1894 ein Straßenbahnnetz, das nur aus drei Linien bestand und von Anfang an mechanisiert war. Bereits 1899 fusionierte die Gesellschaft mit anderen zur Compagnie des tramways de l’Est parisien (EP).
Das Streckennetz:
- Linie 1: Pont de Charenton – Saint-Maurice – Saint-Maur-des-Fossés
- Linie 2: Saint-Maur-des-Fossés – Joinville-le-Pont – Vincennes
- Linie 3: Joinville – Champigny

Aufgrund einer bereits 1892 der Compagnie des tramways de Saint-Maur-des-Fossés et extensions erteilten Konzession, eröffnete die TSM Mitte März 1894 die 8,6 km lange Linie 1 zwischen Pont de Charenton und Saint-Maur. Von Anfang an kamen Fahrzeuge vom Typ Mékarski mit Druckluftantrieb zum Einsatz. Die Kompressoren zur Drucklufterzeugung standen im Straßenbahndepot in Saint-Maur-des-Fossés. Die Fahrgastzahlen waren nicht zufriedenstellend; denn die Linie hatte keine Verbindung zu den anderen Pariser Straßenbahnen.
Die Strecke Saint-Maur – Vincennes wurde in zwei Abschnitten gebaut: 1895 Saint-Maur – Joinville und im Januar 1897 Joinville – Vincennes.
Die Zweiglinie Joinville – Champigny wurde im April 1898 eröffnet. Hier kamen Fahrzeuge mit Druckluftantrieb nach dem Popp-Conti-Verfahren zum Einsatz. Sie funktionierten nach dem gleichen Prinzip wie die Mékarski-Fahrzeuge, arbeiteten aber mit geringerem Druck, die Druckbehälter und die Fahrgestelle konnte deswegen leichter gehalten werden. Man versprach sich durch diese Gewichtsersparnis geringere Betriebskosten. Sehr schnell aber zeigte sich, dass die Leistung der Fahrzeuge für einen ordnungsgemäßen Betrieb nicht ausreichte, so dass auch hier Mékarski-Fahrzeuge eingesetzt wurden.
Nach dem Übergang der Compagnie des tramways de Saint-Maur-des-Fossés in die Compagnie des tramways de l'Est parisien wurden die ehemaligen TSM-Strecken elektrifiziert.

### TVPE – Compagnie des tramways électriques de Vanves à Paris et extensions

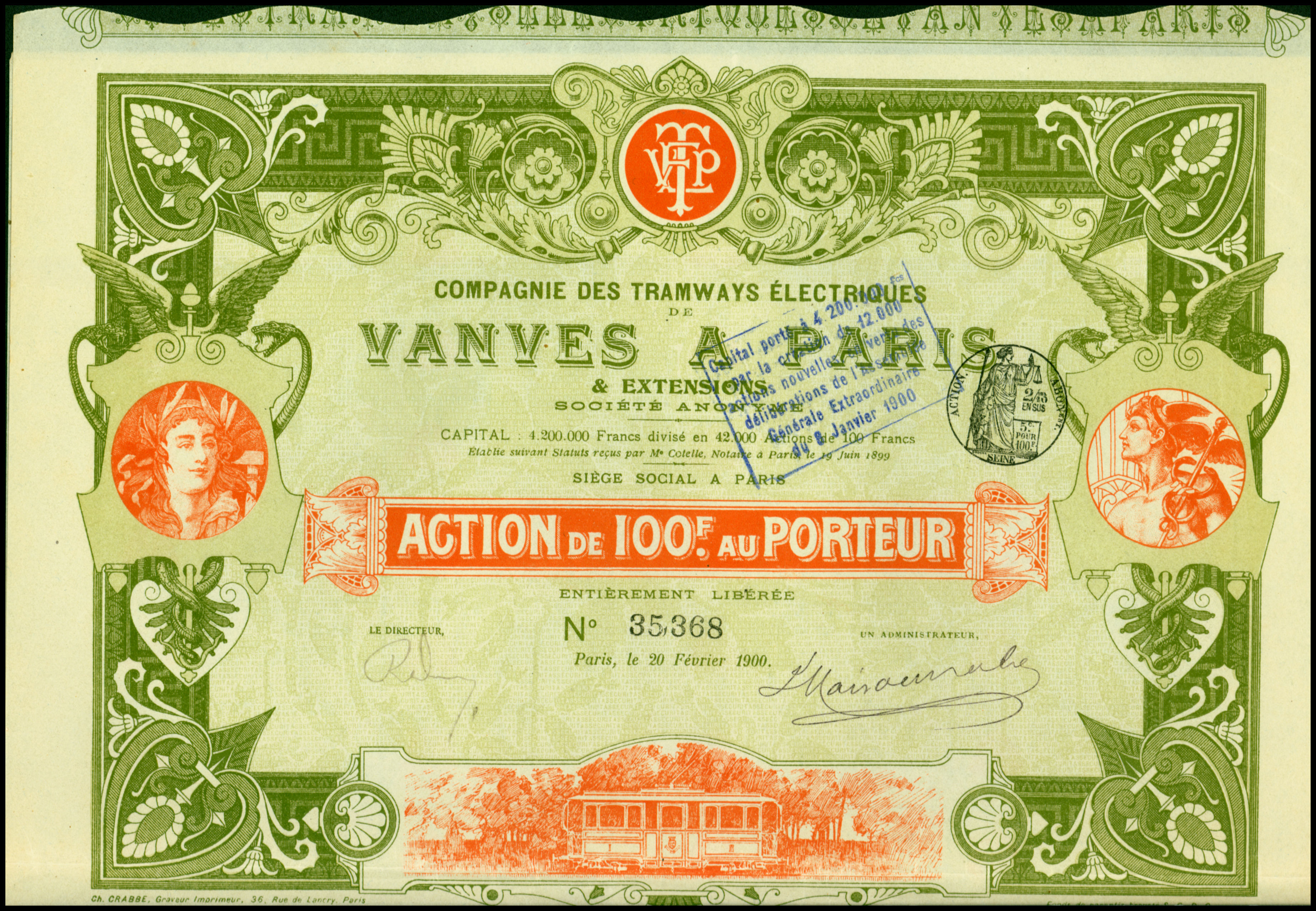
Aktie über 100 Francs der Comp. des Tramways Électriques de Vanves à Paris & Extensions S.A. vom 20. Februar 1900

Die Compagnie des tramways électriques de Vanves à Paris et extensions (TVPE) wurde im Juli des Jahres 1900 gegründet, mit dem Ziel eine Straßenbahnstrecke von dem südwestlich von Paris gelegenen Vanves bis zum Champs de Mars in Paris zu betreiben, wo die Weltausstellung des Jahres 1900 stattfinden sollte.
Die Strecke war 5,3 km lang und wurde von 16 Drehgestelltriebwagen mit zweiachsigen Beiwagen befahren. Aufgrund diverser Probleme musste die Gesellschaft bereits 1904 Konkurs anmelden.

### TVRMR – Société anonyme du Tramway à Vapeur de Rueil à Marly-le-Roi
Ein gewisser Eugène Tarbé des Sablons erhielt mit Erlass vom 16. Juni 1874 die Konzession zum Bau und Betrieb einer Bahnlinie, um die Gemeinden Bougival, La Malmaison und Marly an die Eisenbahnstrecke Paris – Saint-Germain-(en-Laye) anzubinden. Eine erste Konzession für eine Pferdestraßenbahn auf dieser Strecke war bereits 1854 erteilt worden, war aber nie eingelöst worden.
Zu diesem Zweck gründete Eugène Tarbé des Sablons die Aktiengesellschaft Société anonyme du Tramway à Vapeur de Rueil à Marly-le-Roi (TVRMR). Nach seinem Tod im Jahr 1886 führte dessen Bruder Edmond in Zusammenarbeit mit Léon Francq die Geschäfte. Die Strecke wurde 1878 in Betrieb genommen, sie war neun Kilometer lang und hatte 14 Haltestellen. Man unterschied zwischen Bahnhöfen mit Ausweichgleis und Wartesaal und Haltestellen mit einem offenen Unterstand für die wartenden Fahrgäste. Anfangs wurden vier Dampfloks belgischen Ursprungs eingesetzt, die allerdings nicht den Ansprüchen genügten, so dass ab 1878 Dampfspeicherlokomotiven von Léon Francq eingesetzt wurden. Diese Strecke Rueil – Marly war bei der Bevölkerung sehr beliebt; denn gegenüber dem Pferdestraßenbahnbetrieb hatte sie eine größere Transportkapazität und war auch erheblich schneller.
Bereits 1889 wurde die Gesellschaft in die neugegründete Compagnie du tramway à vapeur de Paris à Saint-Germain (PSG) eingegliedert.

## Von Paris unabhängige Bahnen der Region (bis 1957)
Auch außerhalb der Banlieue in unmittelbarer Nähe zu Paris gab es Orte mit Straßenbahnen. Die Betreibergesellschaften konnten meist unabhängig bleiben. Drei der Bahnen überlebten sogar bis in die 1950er Jahre.

### Straßenbahn Fontainebleau

Straßenbahn Fontainebleau im Jahr 1940
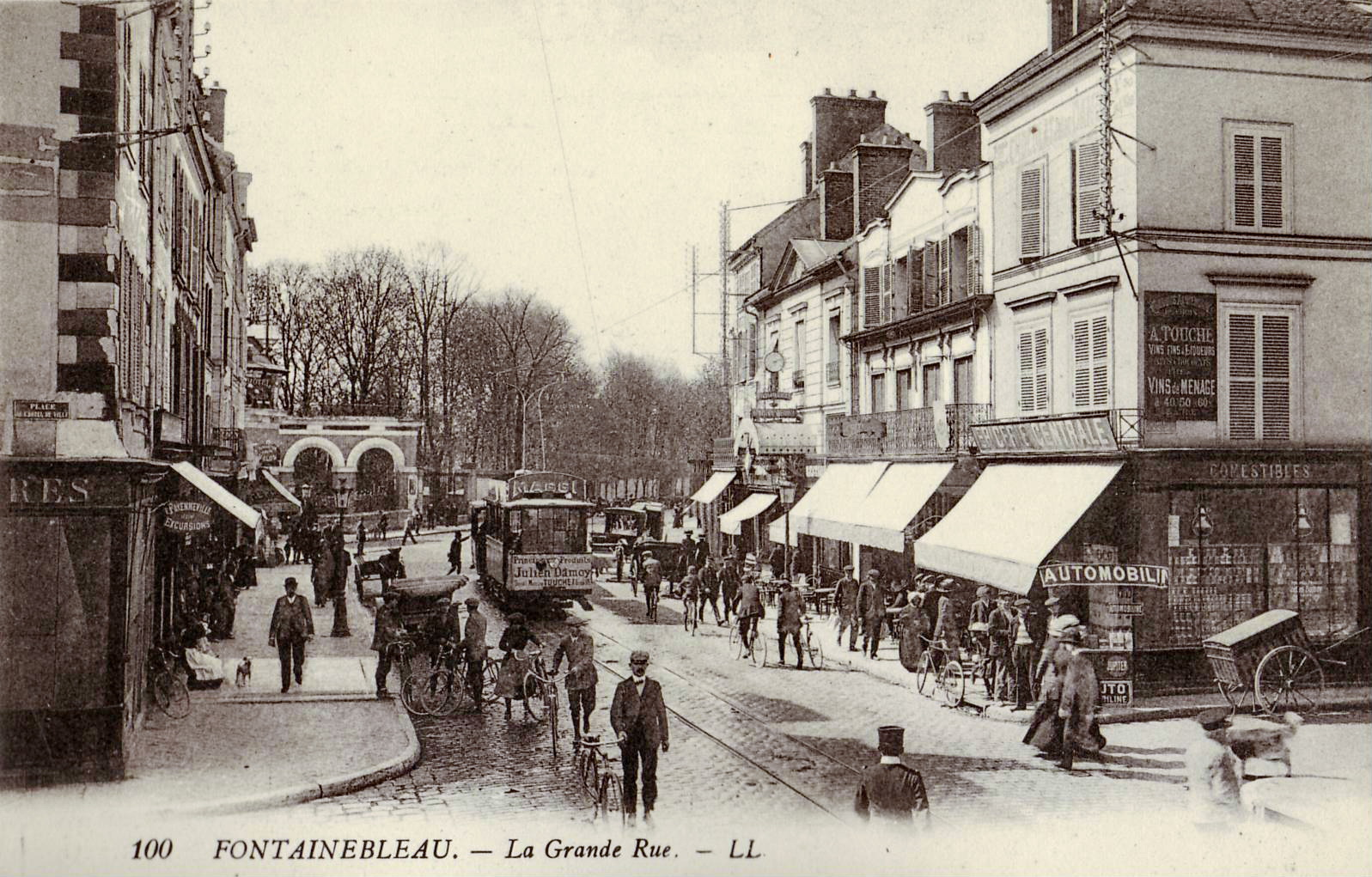
Straßenbahnwagen in der Grande Rue in Fontainebleau auf alter Postkarte

Die meterspurige Straßenbahn von Fontainebleau war von 1896 bis 1953 in Betrieb. Das Streckennetz hatte eine maximale Ausdehnung von nur 12 km. Die erste Strecke führte vom Bahnhof zum Schloss. 1899 und 1913 wurden zwei weitere Stichstrecken nach Vulaines-sur-Seine bzw. Samois-sur-Seine gebaut, die 1937 stillgelegt wurden. Die Bahn war von Anfang an elektrifiziert und hatte anfangs acht zweiachsige Triebwagen, die jeweils 37 Personen befördern konnten.
Im Museum für den ÖPNV (Musée des transports urbains, interurbains et ruraux) in Chelles befinden sich zwei aus Fontainebleau stammende Beiwagen.

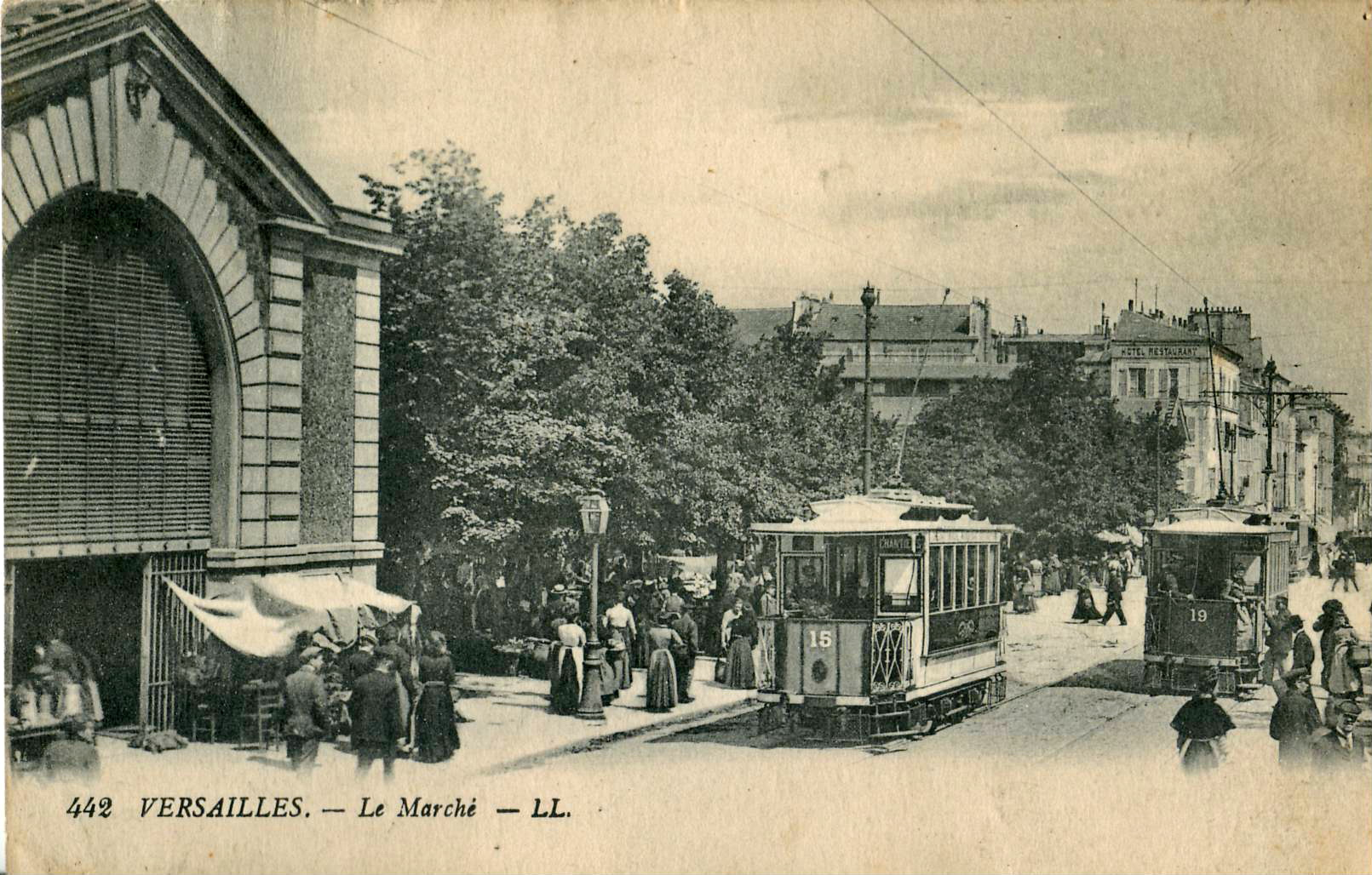
Zwei Motorwagen der Marke Postel-Viney
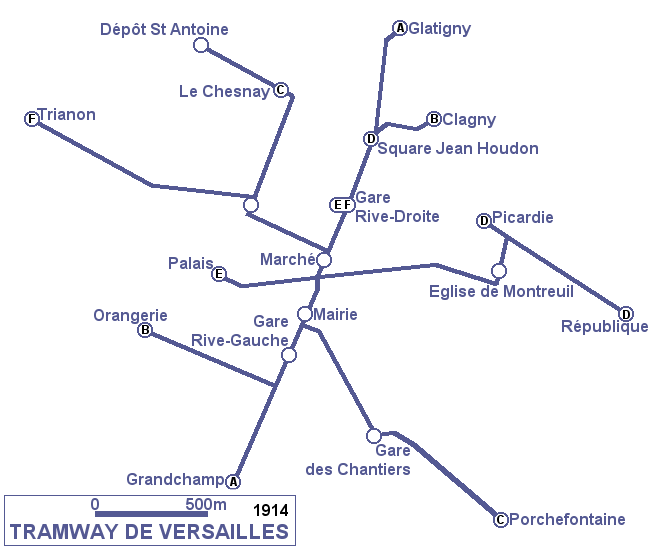
Straßenbahnnetz 1914

### Straßenbahn Versailles
Die ersten drei Strecken in Versailles wurden 1876 als Pferdestraßenbahn eröffnet. 1895 übernahm die Société Versaillaise de Tramways électriques das Streckennetz. Sie führte die Elektrifizierung durch und vergrößerte das Netz auf sechs Strecken. Zur Verfügung standen zu diesem Zeitpunkt 29 Triebwagen, die vom Pariser Ingenieur André Étienne Postel-Vinay gebaut worden waren. Nach verschiedenen Streckenverlängerungen und Teilschließungen überlebte die Versailler Straßenbahn den Krieg mit vier Strecken. Am 3. März 1957 wurde der Betrieb eingestellt.

### Straßenbahn Villiers-le-Bel

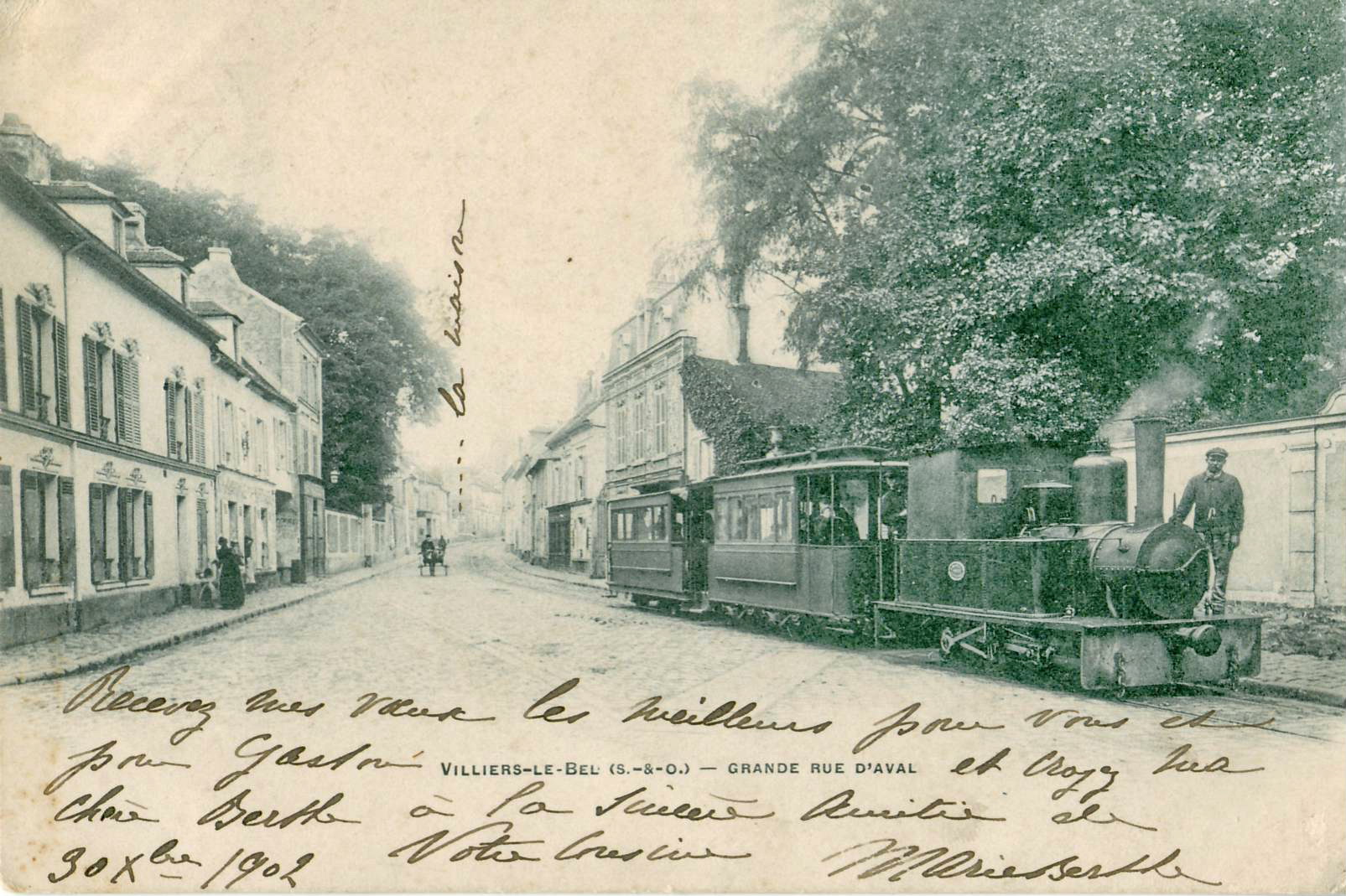
Gezogen von einer Dampflokomotive (ca. 1903) …
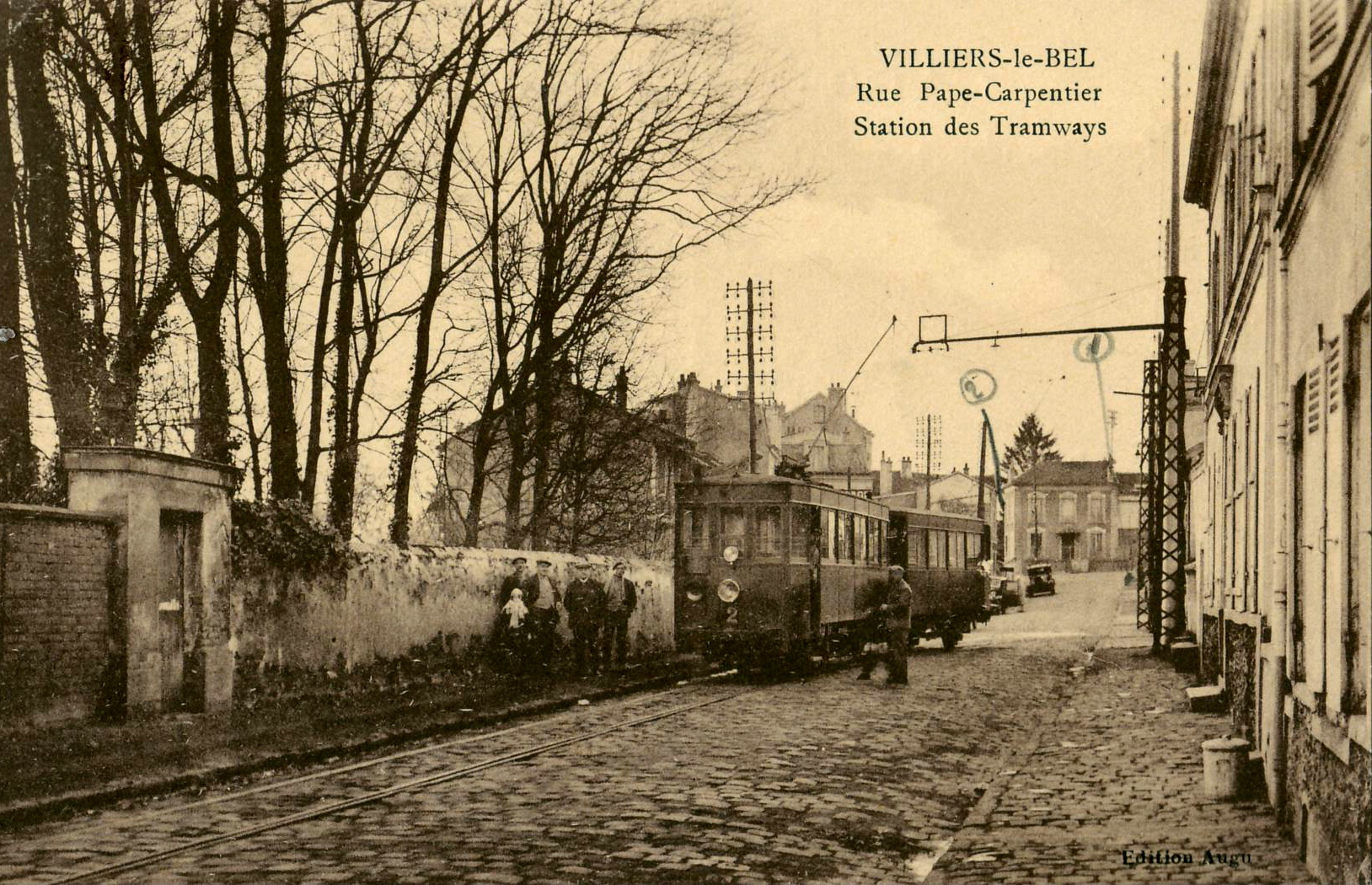
… und mit elektrischer Oberleitung (ca. 1930)

Es handelte sich um eine Straßenbahnlinie, die seit 1878 die Gemeinde Villiers-le-Bel im Département Val-d’Oise mit ihrem zugehörigen Bahnhof verband. Der Bahnhof liegt an der Bahnstrecke Paris–Lille und ist vom Ortskern ca. 3 Kilometer entfernt. Die Gemeinde hatte um 1870 zwar nur knapp 2000 Einwohner, aber im Städtchen gab es mehrere Internate, in denen 800 Schüler lebten, außerdem hatte sich um den Bahnhof eine kleine Siedlung entwickelt. Bereits 1876 wurde das Straßenbahnprojekt als von öffentlichem Interesse eingestuft. Erste Planungen sahen eine Pferdestraßenbahn vor; aber angesichts einer längeren und kräftigen Steigung (bis zu 53 ‰) wurde eine Dampfstraßenbahn genehmigt, ebenso eine Verlängerung durch den Ortskern.
Die Strecke wurde in Kapspur (1067 mm) gebaut, musste 1915 wegen Konkurses des Betreibers stillgelegt werden. Ab 1928 wurde sie auf 1000 mm umgespurt und elektrifiziert. Die Gleise waren außerhalb der Ortschaft neben der Straße verlegt und in Villiers in einer nur 7½ m breiten Straße mit engen Kurven. Die Gleise wurden 1937 erneuert. Die Schienen kamen aus Paris, wo man gerade die Straßenbahneinrichtungen abbaute.
Für den Betrieb waren zunächst 2 bis 3 Dampflokomotiven vorhanden. Für den Personentransport standen sechs Wagen, die 26 bis 32 Personen Platz boten und 1877/1878 erworben worden waren, und außerdem zwei Güterwagen zur Verfügung. Später kamen zwei Triebwagen mit einem Beiwagen zum Einsatz.
1949 waren Strecke und Rollmaterial durch mangelnde Wartung während der Kriegsjahre verschlissen; die Bahn wurde stillgelegt.

## Straßenbahnen (ab 1992)

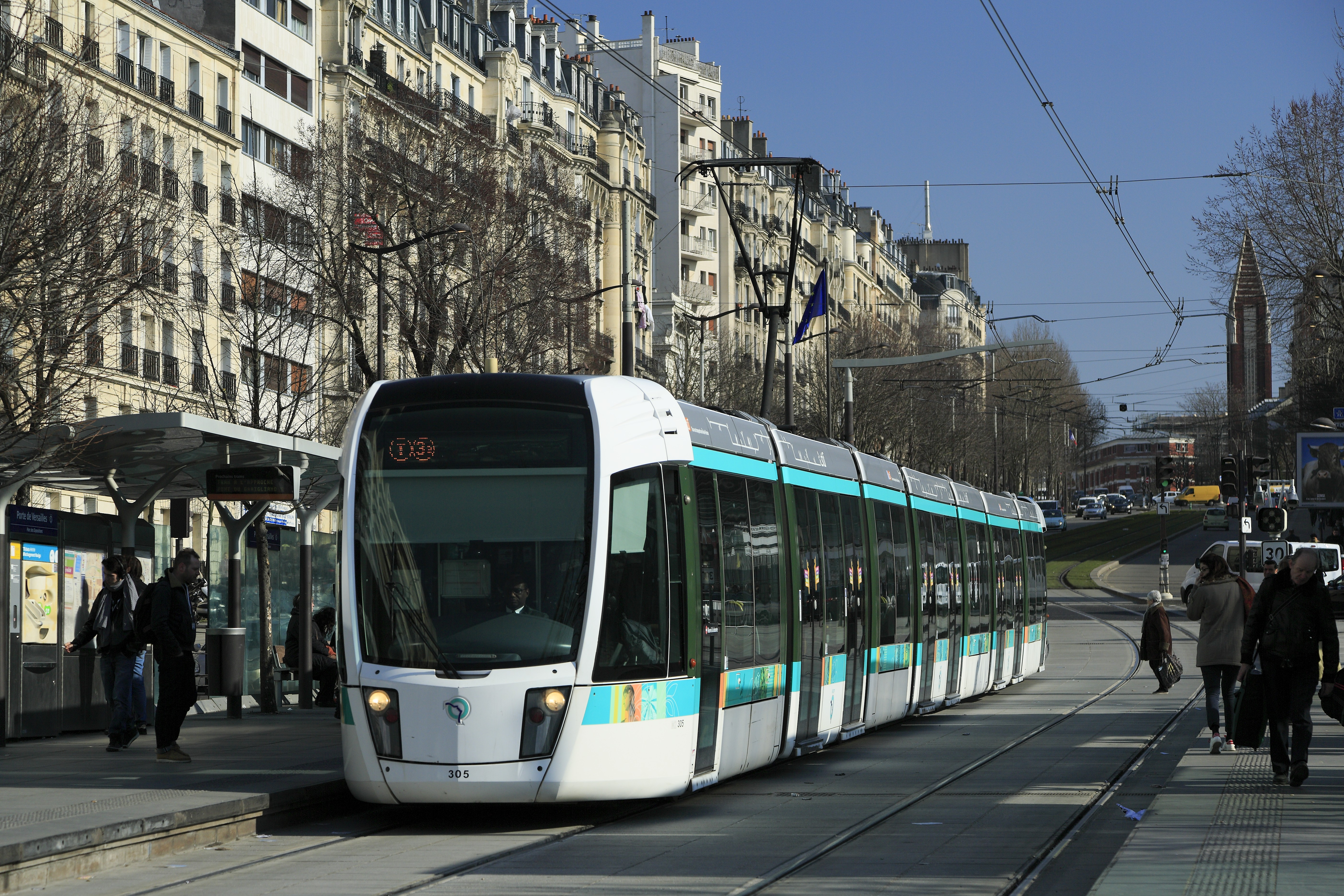
Moderne Straßenbahn auf der Linie T3a an der Porte de Versailles

Die Geschichte und Entwicklung der neuen Straßenbahnen in Paris bzw. der Île-de-France, die ab 1992 in Betrieb genommen wurden, sind im Artikel Straßenbahn Île-de-France, sowie in den einzelnen Linienartikeln zu finden:
- Linie T1 zwischen Noisy-le-Sec und Asnières, eröffnet 1992,
- Linie T2 zwischen Pont de Bezons und Porte de Versailles, eröffnet 1997,
- Linie T3a/b zwischen Pont du Garigliano und Porte d’Asnières, eröffnet 2006,
- Linie T4 zwischen Bondy, Montfermeil und Aulnay-sous-Bois, eröffnet 2006,
- Linie T5 zwischen Marché de Saint-Denis und Garges-Sarcelles, eröffnet 2013,
- Linie T6 zwischen Châtillon-Montrouge und Viroflay, eröffnet 2014,
- Linie T7 zwischen Villejuif und Athis-Mons, eröffnet 2013,
- Linie T8 zwischen Saint-Denis Porte de Paris, Villetaneuse-Université und Épinay-Orgemont, eröffnet 2014,
- Linie T9 zwischen Porte de Choisy und Orly, eröffnet 2021, und
- Linie T11 zwischen Le Bourget und Épinay-sur-Seine, eröffnet 2017.